# Église Saint-Lucien de Bury
L'église Saint-Lucien est une église catholique paroissiale située à Bury (Oise), en France. Elle réunit une nef romane de trois travées avec bas-côtés achevée vers 1140 à un transept et un chœur gothiques terminés vers 1240. L'église n'a jamais subi de remaniements affectant son plan, son élévation ou sa structure depuis cette date. La première moitié du XVIe siècle apporte seulement des remaniements mineurs, concernant le remplacement de certaines voûtes et piliers, ou l'équipement de quelques fenêtres gothiques d'un remplage flamboyant. Les deux parties de l'édifice sont remarquables : la partie romane pour posséder des voûtes sur croisées d'ogives précoces et un décor intérieur inhabituel avec des arcades ornées de bâtons brisés, et la partie gothique pour l'importance de ses volumes et leur harmonie, ainsi que pour la décoration soignée de la façade méridionale. Un clocher proprement dit fait défaut, mais l'église comporte deux tourelles d'escalier d'envergure, l'une romane, l'autre gothique. Dans son ensemble, l'église Saint-Lucien est d'un grand intérêt archéologique et se distingue par ses dimensions généreuses par rapport à la taille du village. Elle a été classée monuments historiques relativement tôt par liste de 1862.Elle est affiliée à la paroisse Sainte-Claire de Mouy.

## Localisation
L'église est située dans le département français de l'Oise, sur la commune de Bury, au centre du village. L'édifice est entièrement dégagé d'autres bâtiments, toutes ses façades donnant sur la voie publique.

## Historique

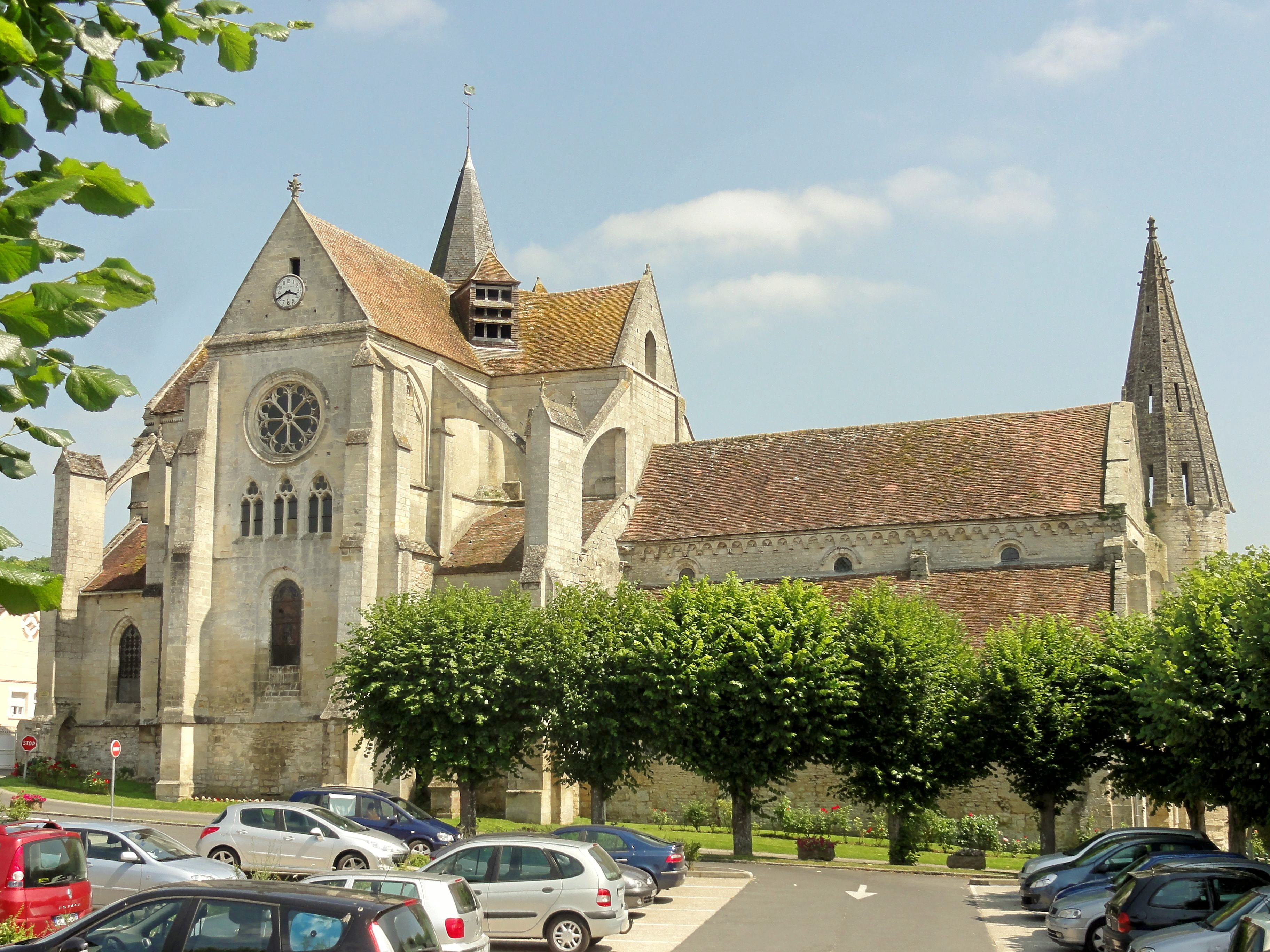
Vue d'ensemble depuis l'ouest.

L'église actuelle est au moins le second édifice au même emplacement. Or, rien n'est connu sur l'édifice précédent, et son existence n'est connue que grâce à une charte de Guy, évêque de Beauvais, datée du 25 décembre 1084. Elle confirme la fondation d'un chapitre de quatre chanoines par le prêtre Albert en 1078, qui seront rémunérés grâce au patrimoine personnel de ce curé. Il en découle la création d'un prieuré, qui est donné à l'abbaye royale de Saint-Jean-d'Angély par Philippe Ier en 1085. Bury est alors le chef-lieu d'une petite châtellenie appartenant au comte de Beauvais, qui est en même temps l'évêque de Beauvais. Le bourg est considéré comme l'un des plus anciens du Beauvaisis. La construction de l'église actuelle commence pendant le premier quart du XIIe siècle, et la nef avec ses bas-côtés est achevée vers 1140. Moins d'un siècle plus tard, cette église romane paraît trop exiguë, et le chœur primitif est remplacé par un grand ensemble gothique de transept et chœur. L'ancien transept roman est transformé en quatrième travée de la nef. L'église ne connaît pas de remaniements importants au cours de son histoire. Tout au plus, la pile nord-ouest et la voûte de la croisée du transept, ainsi que la voûte de la première travée du chœur sont elles refaites pendant la première moitié du XVIe siècle, et quelques fenêtres de la partie gothique de l'église dotées d'un remplage flamboyant (fenêtres hautes de l'ancien transept et de la première travée du chœur, et la rosace du chevet),. L'édifice est classé au titre des monuments historiques par liste de 1862.

## Description

### Aperçu général

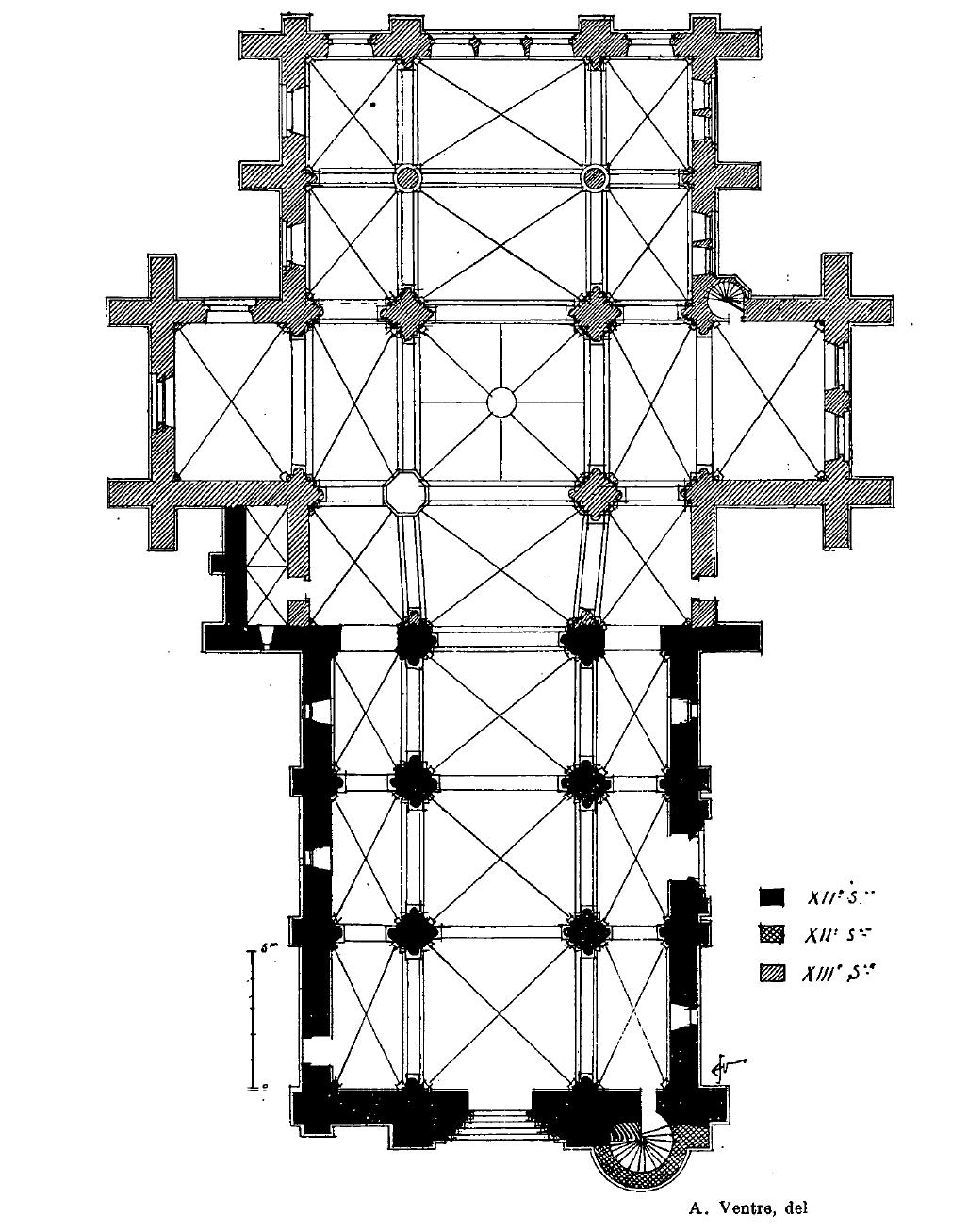
Plan de l'église.

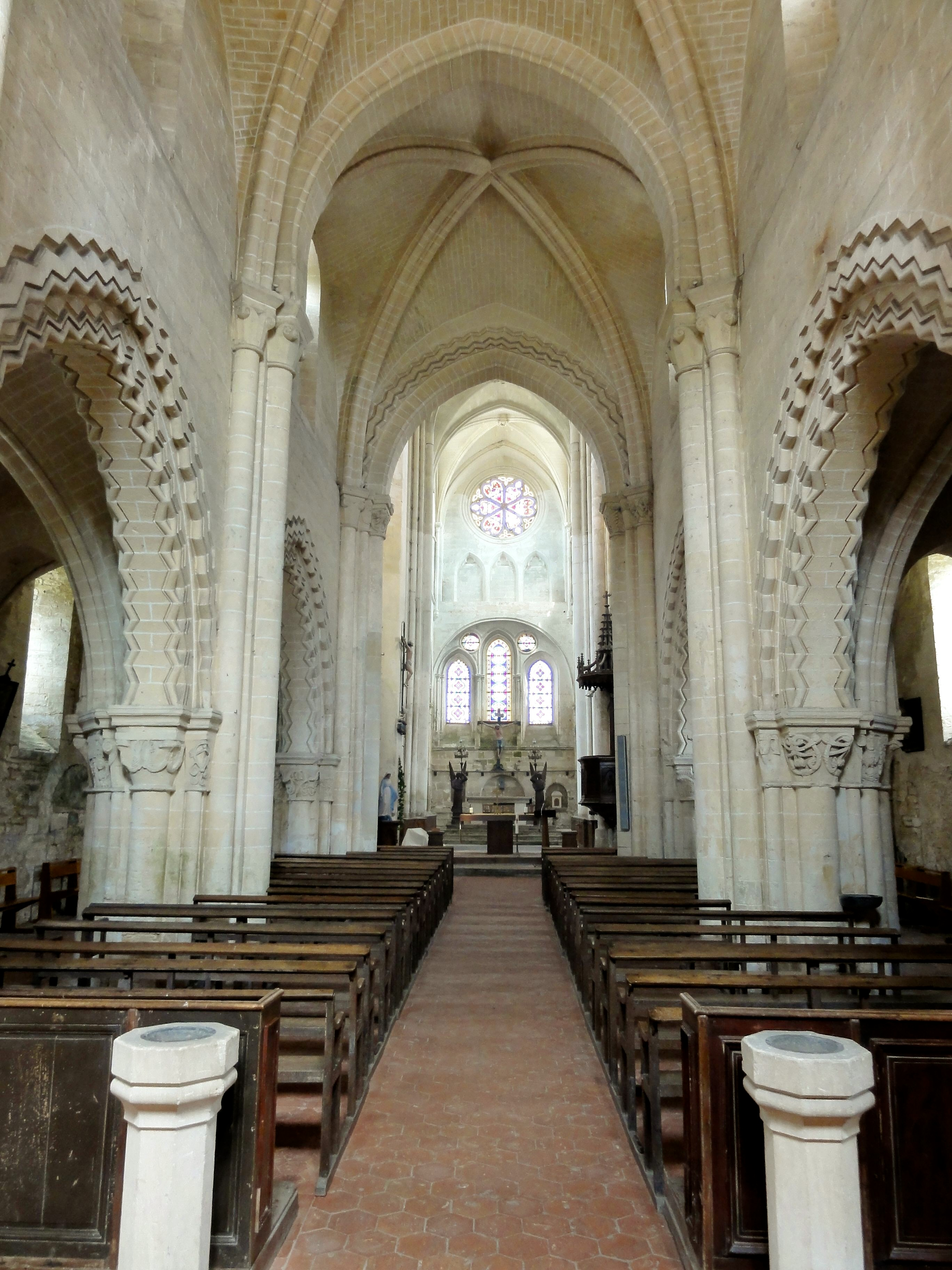
Intérieur de la nef.

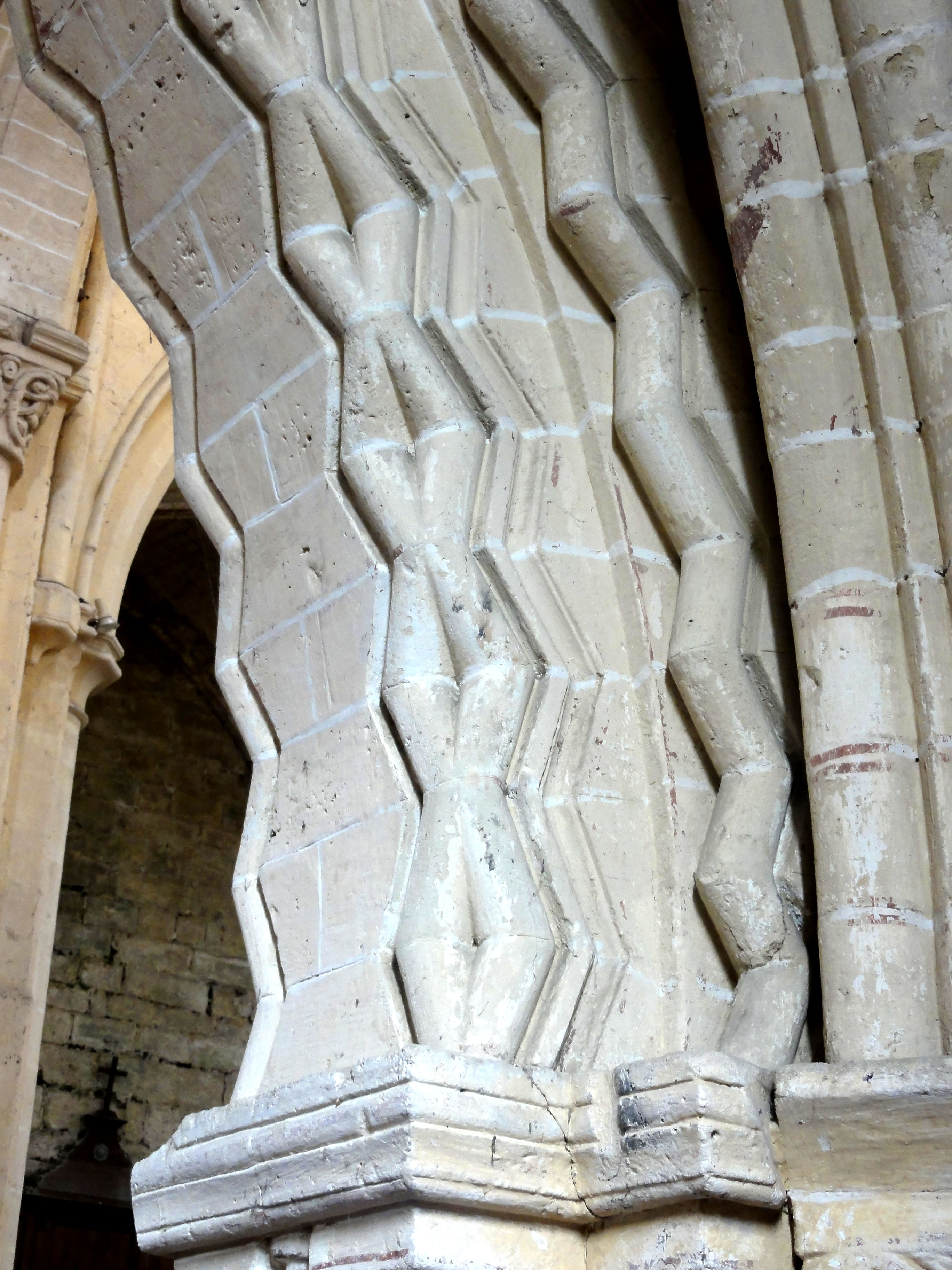
Décor de bâtons brisés.

D'orientation irrégulière nord-est - sud-ouest, l'église se compose d'une nef de quatre travées accompagnée de deux bas-côtés, d'un transept largement saillant dont chaque croisillon comporte deux travées successives ; et d'un chœur au chevet plat, flanqué de deux collatéraux. La quatrième travée de la nef est de plan trapézoïdal, car devant réunir la nef romane très étroite à la partie gothique de l'église, sensiblement plus large. L'extérieur de cette quatrième travée est irrégulier et permet encore aisément de voir qu'elle est issue de la transformation de l'ancien transept roman. Une petite flèche en charpente se dresse au-dessus de la croisée du transept. Les cloches se trouvant dans les combles, quatre lucarnes avec des baies abat-son ont dû être placés tout autour aux angles de la toiture, souvent confondues avec des pigeonniers. L'église possède deux tourelles d'escalier d'une envergure considérable et d'une architecture soignée. La première, aussi appelée tour Sainte-Barbe, se trouve à droite de la façade principale sud-ouest et est de style roman ; la seconde se trouve à l'angle entre le croisillon sud-est et le chœur et est de style gothique. Deux portails donnent accès à l'église ; tous les deux romans, ils se trouvent sur la façade principale et le bas-côté sud-est,.

### Intérieur

#### Nef
La nef ne compte que trois travées, mais contrairement à la plupart des églises gothiques, les travées sont approximativement carrées au lieu d'être barlongues. Ainsi, la nef atteint une longueur de 18,00 m, plus que la nef contemporaine de Cambronne qui compte quatre travées mais n'atteint pour autant que 13,00 m. Contrairement à nombre d'églises romanes de la région qui se caractérisent par leur clocher central se dressant au-dessus de la croisée du transept, et dont la croisée représente souvent la partie la plus ancienne, de dimensions très réduites, le transept roman de Bury est contemporain de la nef. Ainsi, la nef présente à son extrémité orientale un arc triomphal qui épouse la hauteur et la largeur de la nef, et permet une continuité visuelle parfaite avec le transept et le chœur : le regard ne bute pas contre un mur haut au-dessus de l'arcade vers le transept, et l'espace ne se rétrécit pas davantage qu'entre les piles des grandes arcades. Avec une largeur de 5,42 m de large entre les murs, ou 4,22 m entre les piles, la nef est relativement étroite, mais dépasse toutefois en largeur la plupart des autres nefs de la région bâties pendant la première période du voûtement d'ogives, qui ne dépassent guère les 4,00 m. La largeur modeste se trouve compensée par la large ouverture des grandes arcades, qui découle de la forme presque carrée des travées. Ainsi, la nef ne donne pas l'impression d'un espace confiné, d'autant plus qu'elle atteint une hauteur sous voûtes de 11,90 m, soit plus ou moins la même que pour la plupart des églises gothiques d'importance moyenne dans la région. La nef est éclairée par des baies hautes de dimensions moyennes pour la période romane. Au nombre de trois de chaque côté, elles sont cependant obstruées aux deux tiers de leur hauteur par les toits en appentis des bas-côtés, qui sont aujourd'hui fortement inclinés. Néanmoins, sans être lumineuse, la nef est plus claire que les nefs flamboyantes entièrement aveugles.
La totalité de la nef et de ses bas-côtés est voûtée sur croisées d'ogives dès l'origine, c'est-à-dire depuis 1140 environ. Ce fait est assez inhabituel pour une église romane, et l'absence de formerets (sauf dans la première travée) a longtemps fait penser que les voûtes auraient été ajoutées postérieurement à l'achèvement de l'église. Un examen précis des finitions montre que ce n'est pas le cas. De même, si les piliers peuvent paraître remaniés, il ne s'agit en réalité que de traces de maladresses lors de la construction, qui ont parfois nécessité des corrections. L'appareil des voûtains est très régulier, et les voûtes sont déjà en arc brisé. Le profil des ogives est de deux boudins séparés d'une arête. Les clés de voûte sont minuscules et ne concernent que le croisement des arêtes centrales. Les doubleaux se composent d'un rang de claveaux aux arêtes biseautées. Ils retombent sur les chapiteaux du second ordre, supportés par des demi-colonnes engagées dans les dosserets des piliers au noyau cruciforme. Ces chapiteaux s'accompagnent de chaque côté d'un chapiteau plus petit placé en biais, accueillant les ogives, et supporté par une colonnette logé dans l'angle entre le dosseret et le mur. Quant aux formerets de la première travée, ce ne sont que de simples rangs de claveaux engagés dans les murs, au même profil que les doubleaux, et en l'absence de supports dédiés, ils s'arrêtent nets au niveau des chapiteaux. Les formerets ne pénètrent donc pas dans les ogives ni partagent leurs chapiteaux, comme ce sera le cas à la période gothique.
Les grandes arcades en tiers-point sont différentes dans la première travée par rapport aux deux autres travées. Elles sont toutes à double rouleau et retombent sur les chapiteaux d'une colonne et de deux colonnettes. Mais les arcades de la deuxième et troisième travée sont décorées de six rangs de bâtons brisés superposés de chaque côté, qui couvrent en partie l'intrados et font apparaître des losanges aux angles. Richement et fermement travaillé, ce décor confère une ambiance toute particulière à la nef, et il se retrouve par ailleurs sur l'arc triomphal. Fortement répandus dans le Vexin français et l'Oise, les bâtons brisés sont plus habituellement employés pour la décoration extérieure des portails, voire des fenêtres romanes tardives. À l'intérieur des églises, on les observe autour du transept de l'église Saint-Denis de Foulangues située à proximité, dans les églises de Béthisy-Saint-Pierre et d'Acy-en-Multien, dans les absides de l'église Saint-Sulpice de Chars et de l'abbatiale de Saint-Germer-de-Fly, dans la travée nord de l'avant-nef de la basilique Saint-Denis, dans la salle de l'étage du massif occidental de Saint-Leu-d'Esserent. Mais c'est à Bury que la plasticité de la pierre est la plus marquée et que ce motif ornemental atteint son expression la plus aboutie,,.

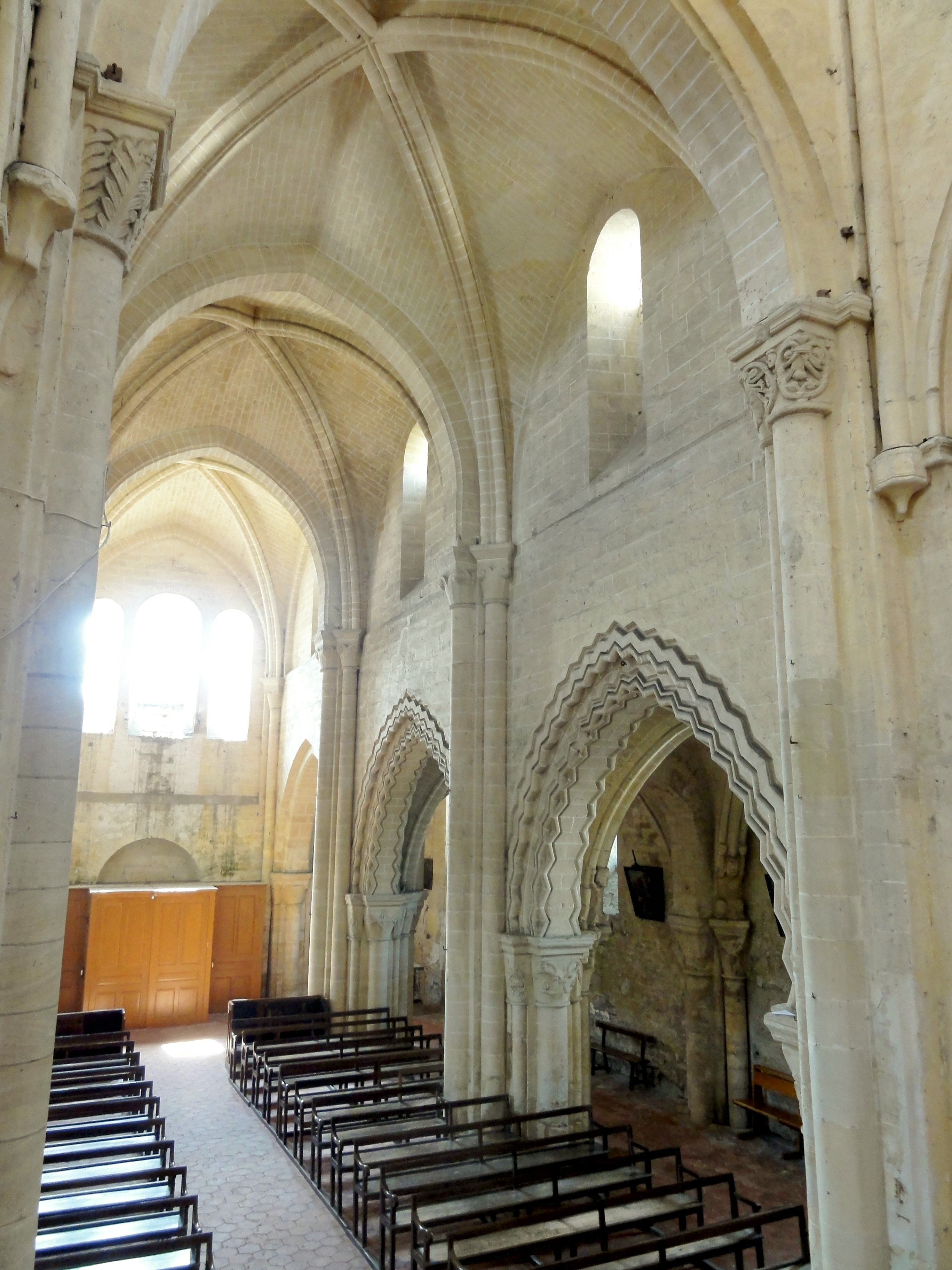
Nef, vue vers l'ouest.
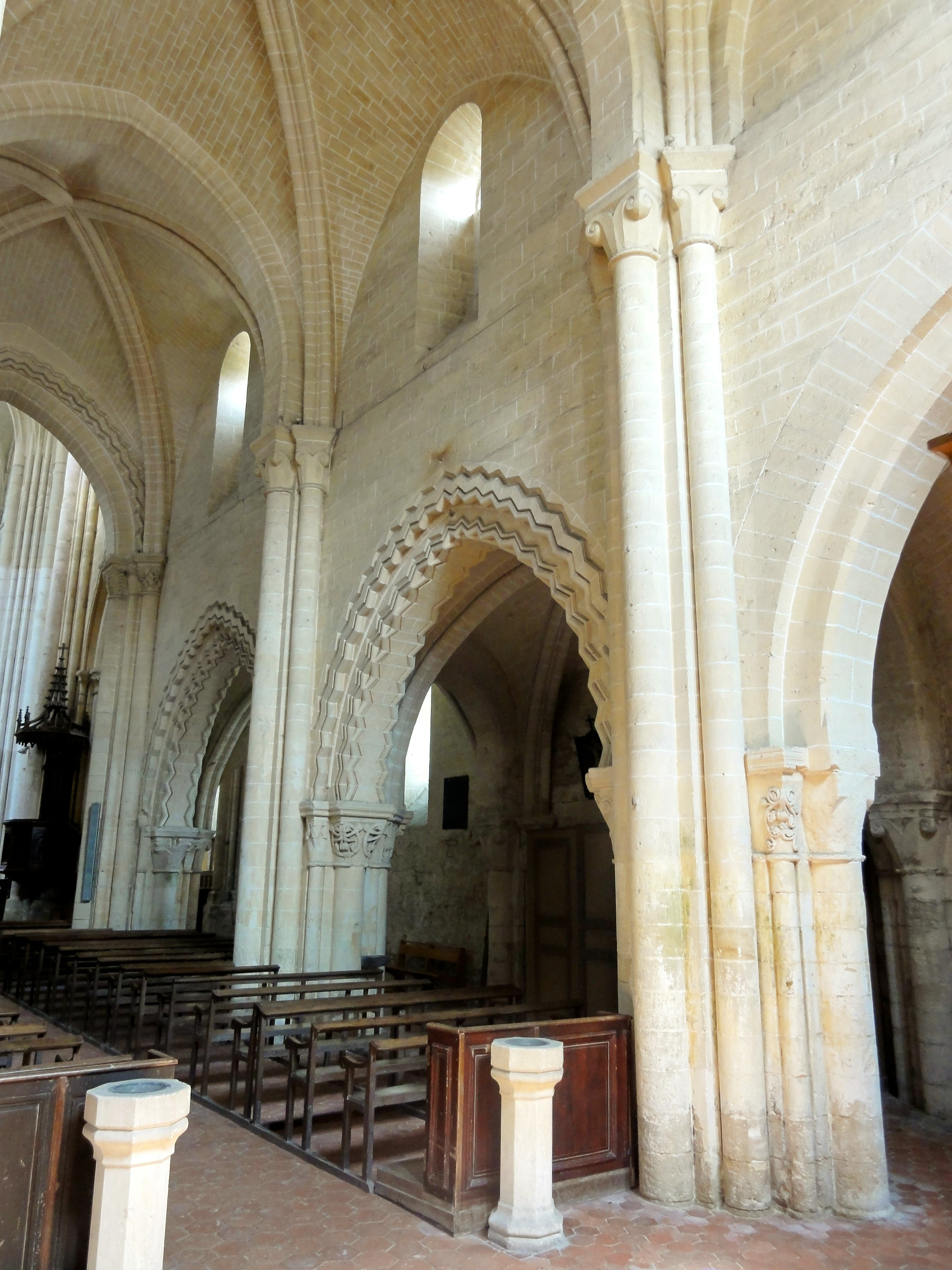
Nef, côté sud.
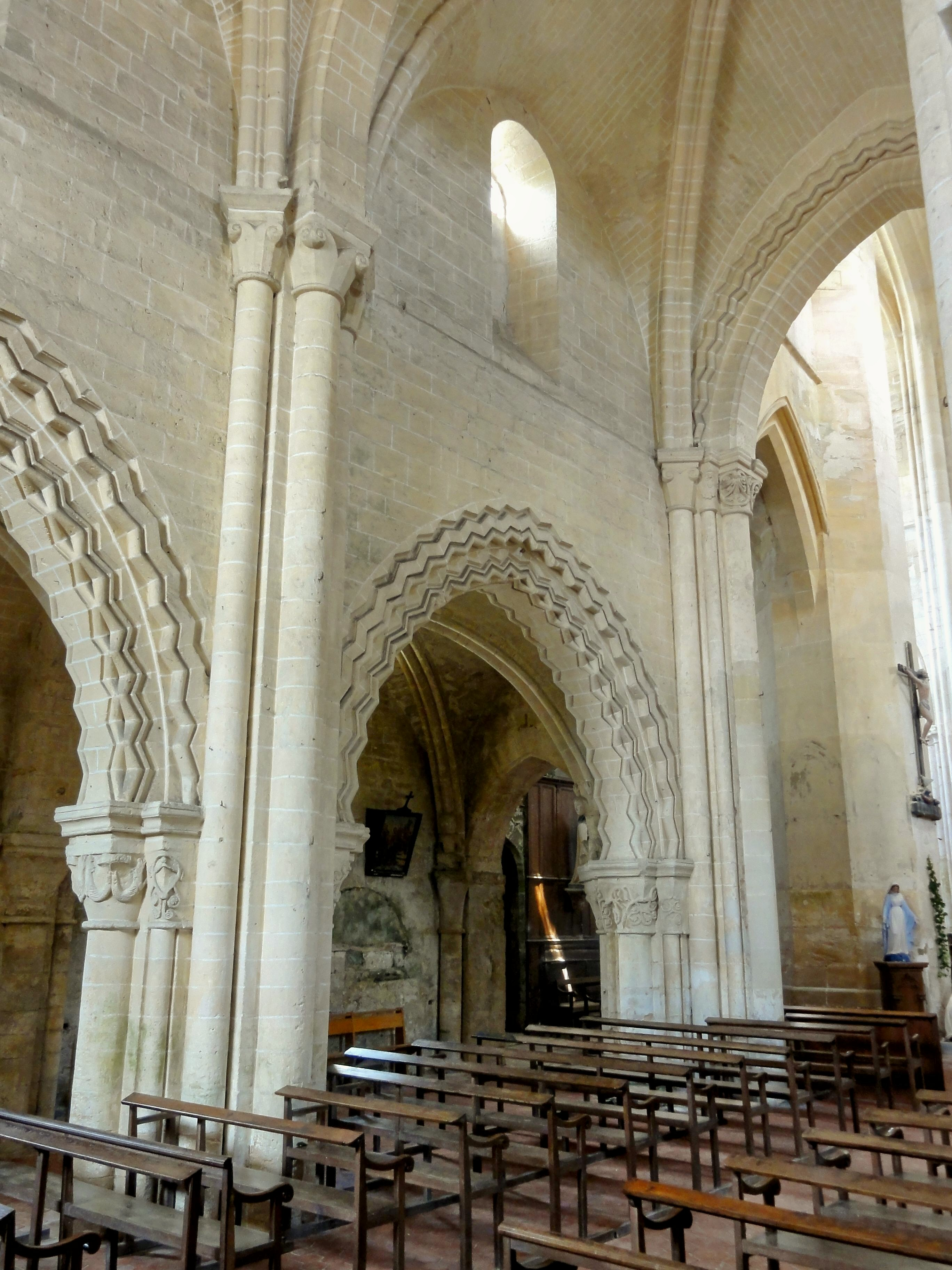
3e grande arcade du nord.
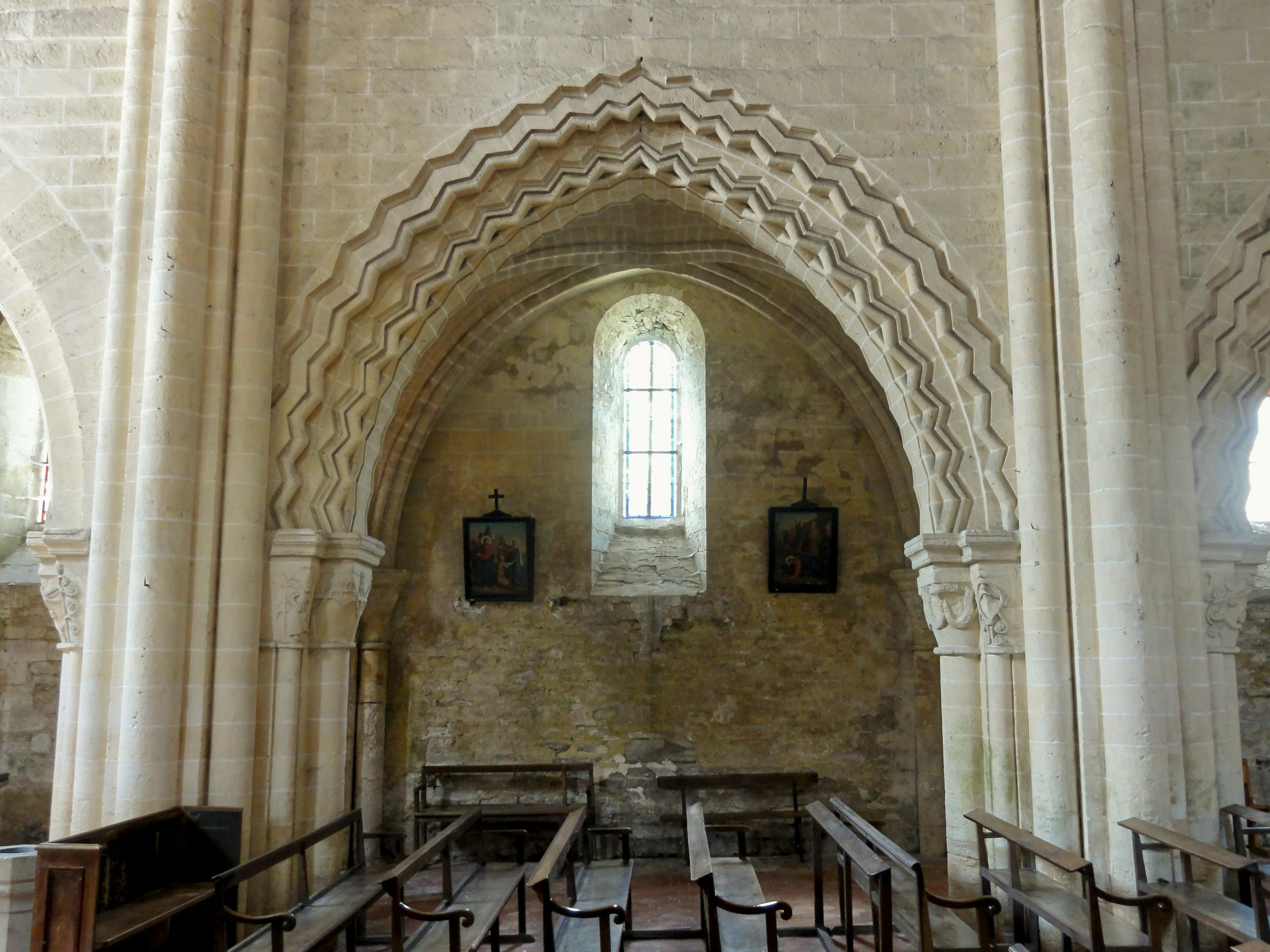
2e grande arcade du nord.
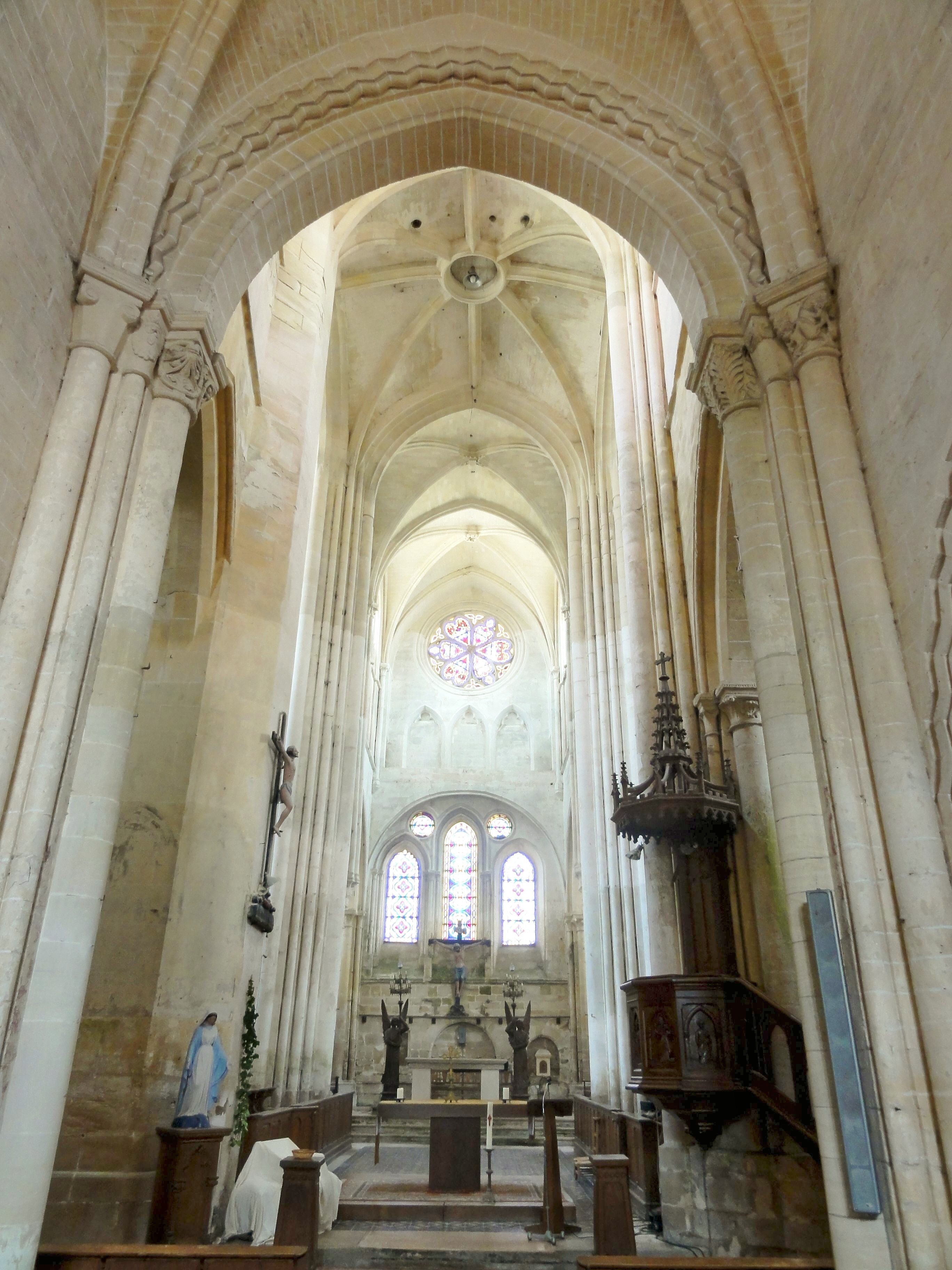
Arc triomphal.
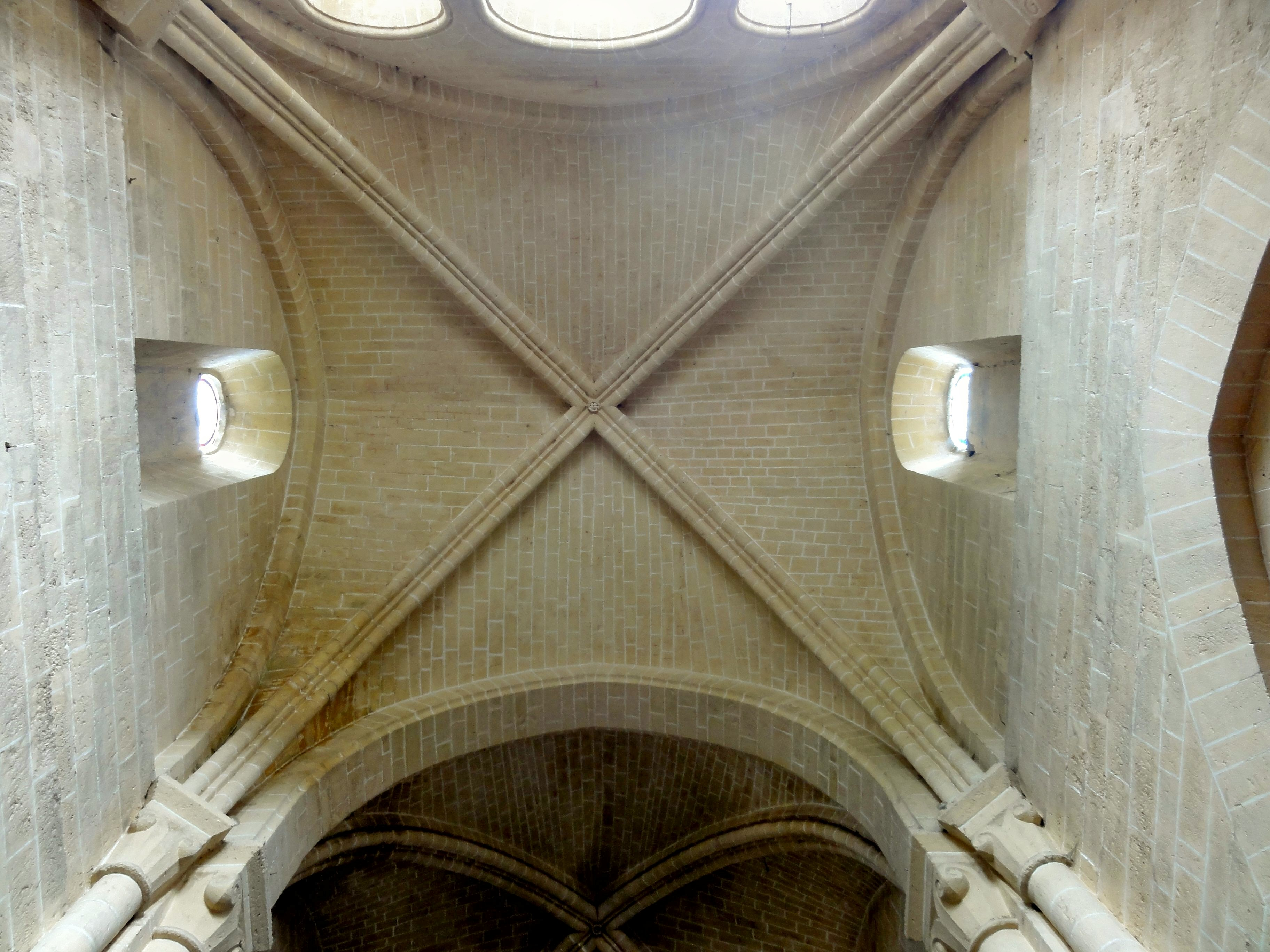
Voûte de la 1re travée.

#### Bas-côtés

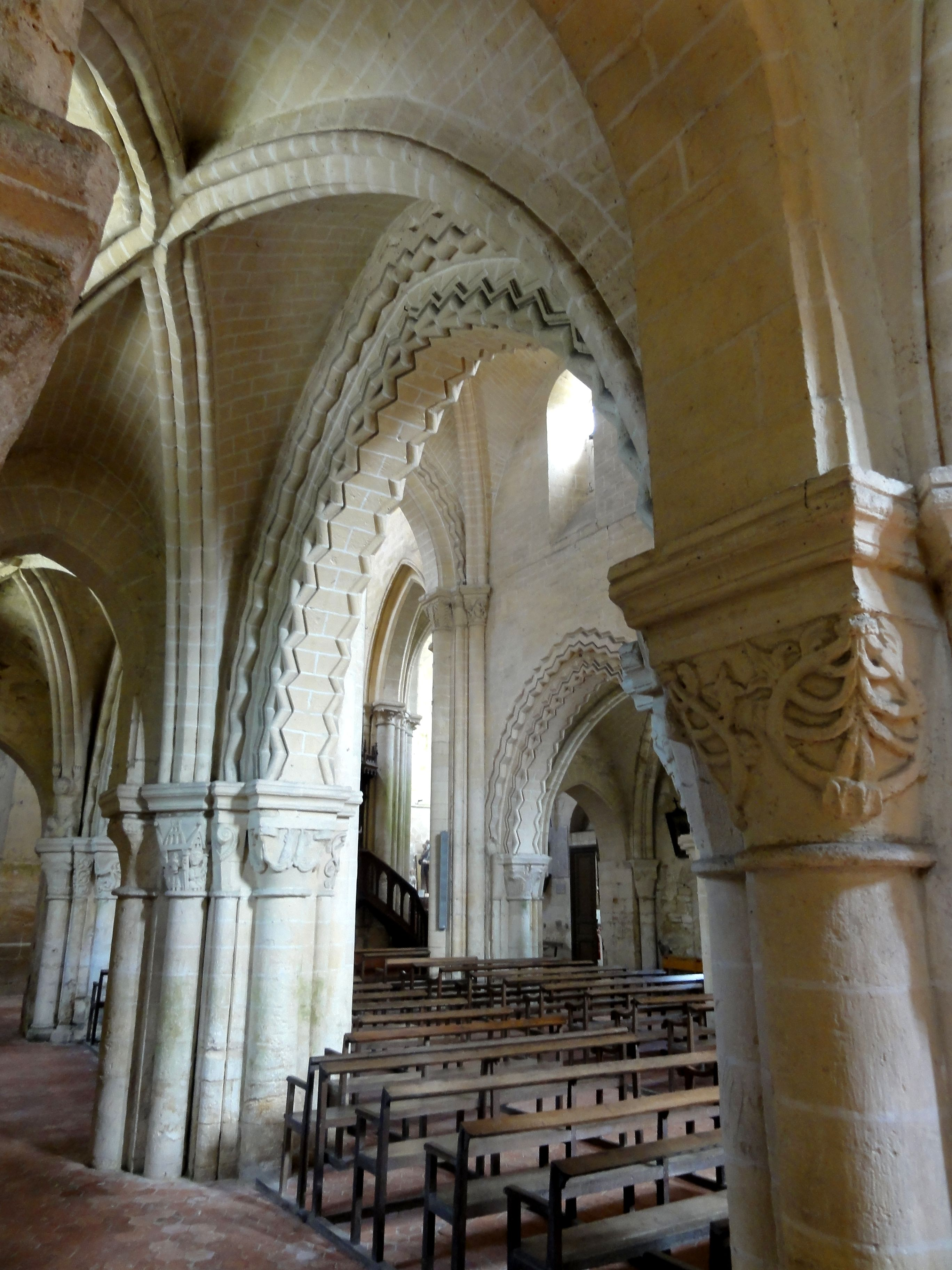
2e grande arcade du sud.

Les bas-côtés ne mesurent que 2,65 m de large entre les arcades et le mur extérieur, et nettement moins sous les doubleaux. Ils sont éclairés par des fenêtres en plein cintre semblables aux fenêtres hautes de la nef, au nombre de trois au nord et de deux au sud, où le portail méridional de la seconde travée ne laisse de la place qu'à un minuscule oculus. Aucune fenêtre n'existe du côté de la façade occidentale. Dans le mur occidental du bas-côté sud, se trouve la porte donnant accès à la tour à la flèche en pierre à droite de la façade. Tout comme la nef, les bas-côtés sont voûtés d'ogives dès le départ, et leurs voûtes sont dépourvues de formerets. Le profil des ogives du bas-côté sud et de la première travée du bas-côté nord est identique à celles de la nef principale. Dans la seconde et la troisième travée du bas-côté nord, le profil est d'un gros tore en amande entre deux boudins arrondis. Les clés sont absents, ou prennent la forme de petites agrafes non décorées. Bien que la hauteur sous voûtes soit de 5,50 m, les colonnes paraissent trapues : elles sont en effet plus courtes que la hauteur des voûtes, du fait de la largeur considérable des grandes arcades qui rend les voûtes des bas-côtés particulièrement bombées. D'autre part, le sol de l'église a été rehaussé, et les bases des colonnes ont disparu sous le dallage. Comme dans la nef, les voûtes retombent sur des faisceaux d'une demi-colonne et de deux colonnettes engagées dans les piles des grandes arcades et dans les murs extérieurs. Ces piles sont très semblables à celles de l'église Saint-Étienne de Cambronne-lès-Clermont. La troisième travée du bas-côté nord présente une particularité assez singulière : des atlantes sont assis ou debout sur les chapiteaux, et trois parmi eux lèvent leurs mains en touchant avec chacune l'un des boudins des ogives. Ces atlantes sont au nombre de quatre, un dans chaque angle. L'on en voit également deux dans le croisillon sud de l'église voisine de Cambronne, mais ces télamons sont sinon assez rares dans la région. D'autres exemples existent dans le transept de l'église Saint-Étienne de Beauvais, dans l'église de Crouy-en-Thelle ou dans l'église Saint-Léger de Lucheux, dans la Somme. C'est dans l'Anjou que les atlantes sont plus fréquents et continuent d'être utilisés jusqu'à la fin du XIIe siècle. Une des trois personnages assis est une femme, et il s'agit donc d'une cariatide et non d'un atlante. Elle a ses mains sur ses genoux, et son front est ceint d'un bandeau royal garni de perles sculptées, et de longs cheveux retombent sur ses épaules. Elle porte un manteau royal en plus de la tunique richement décoré, que portent aussi les trois hommes barbus. Ces statuettes sont mal proportionnées, un peu raides et ont les yeux saillants. L'on peut y voir quatre monarques protecteurs du christianisme : la reine Clotilde, Clovis, Charlemagne et l'empereur Constantin,,.

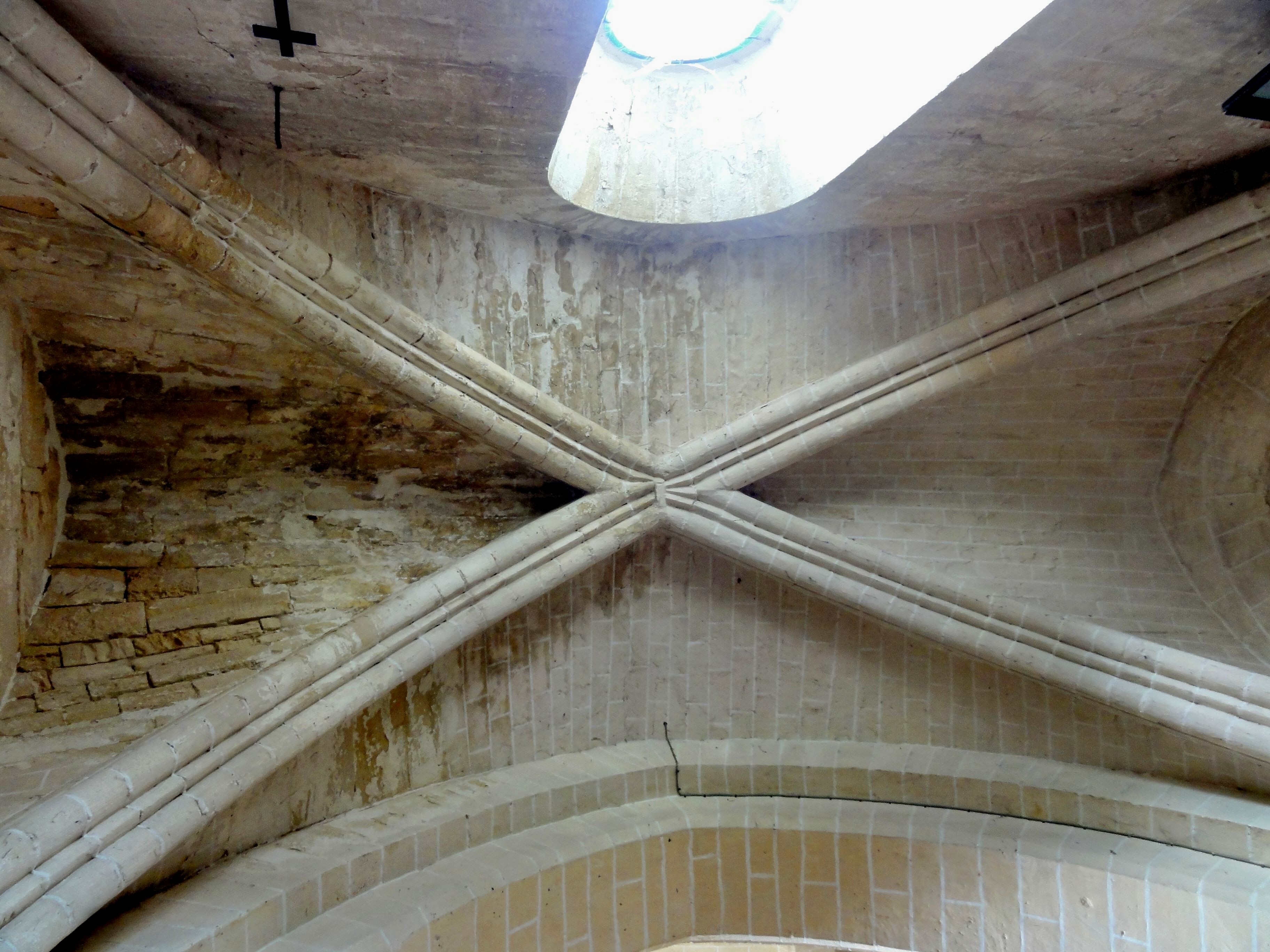
Voûte du bas-côté sud.
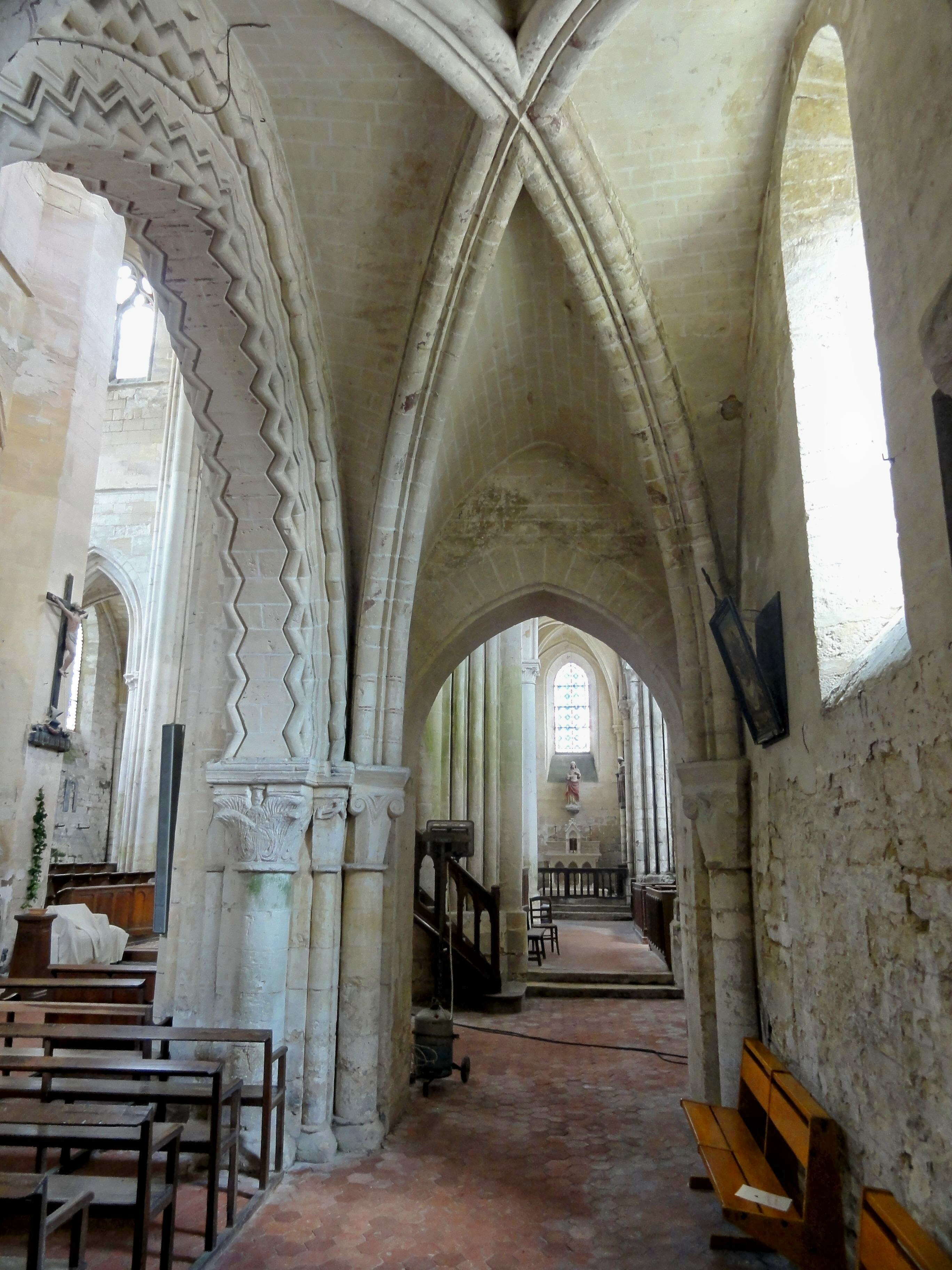
Bas-côté sud, 3e travée.
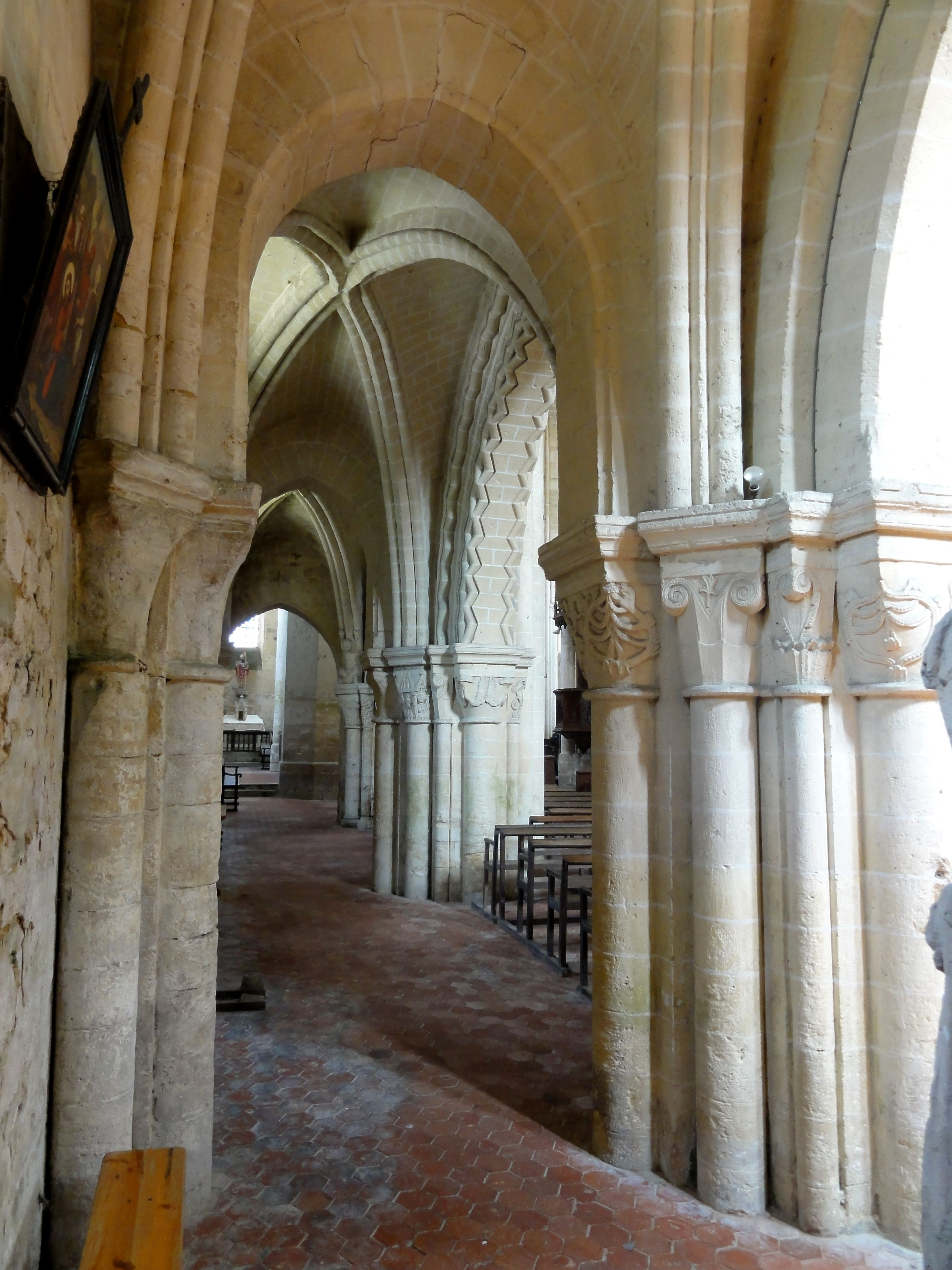
Bas-côté nord.
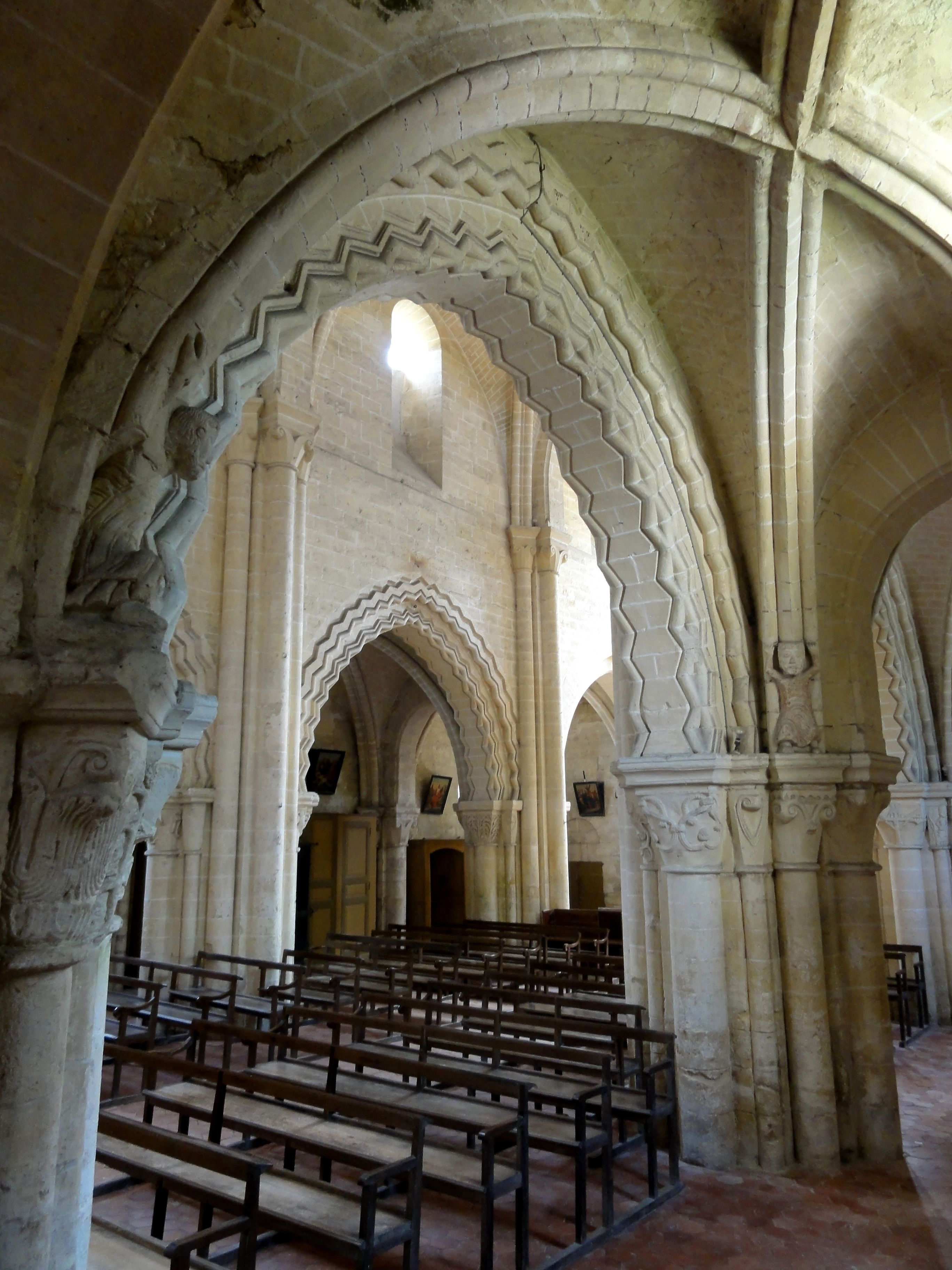
3e grande arcade du nord.
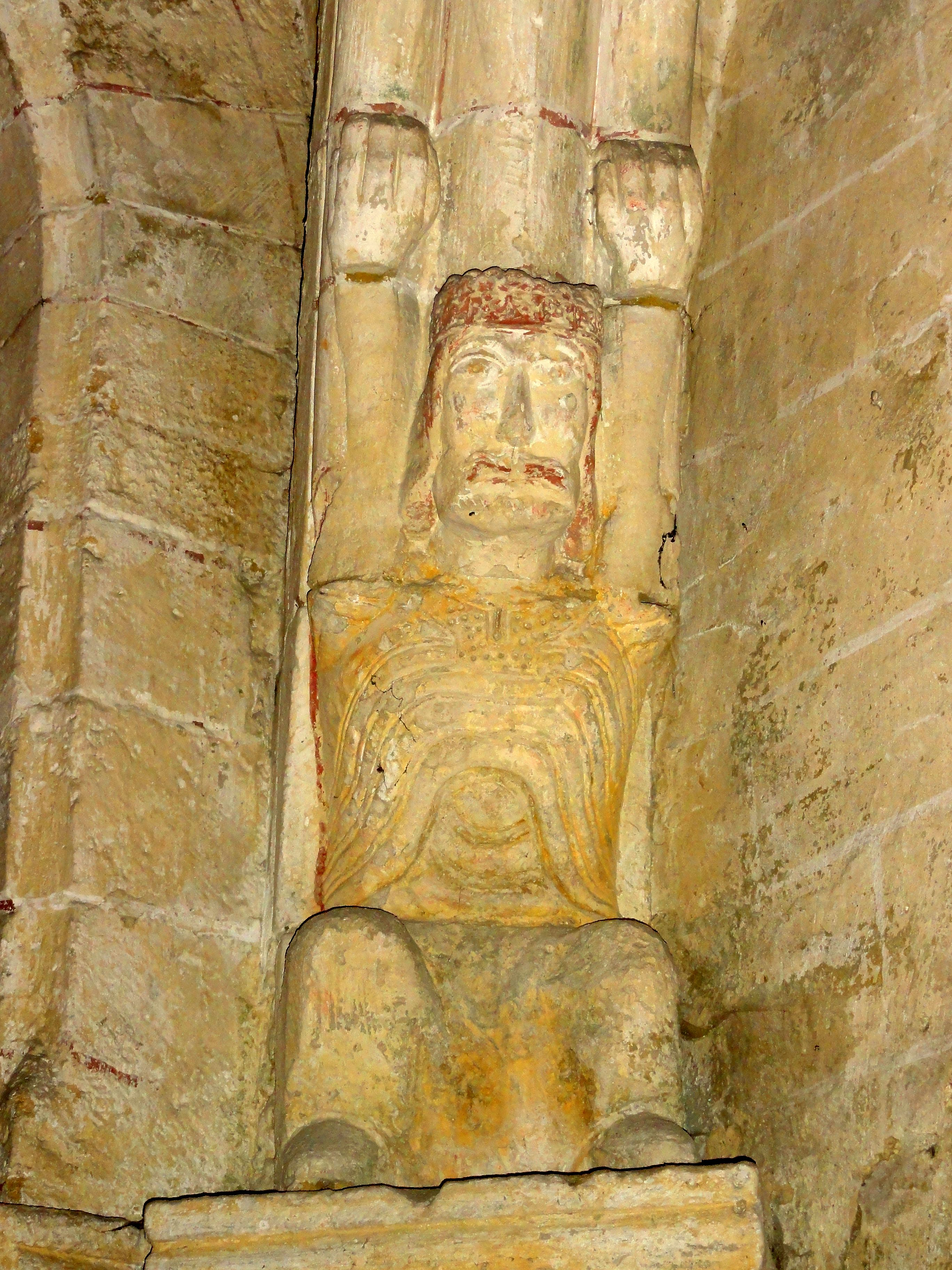
Atlante.
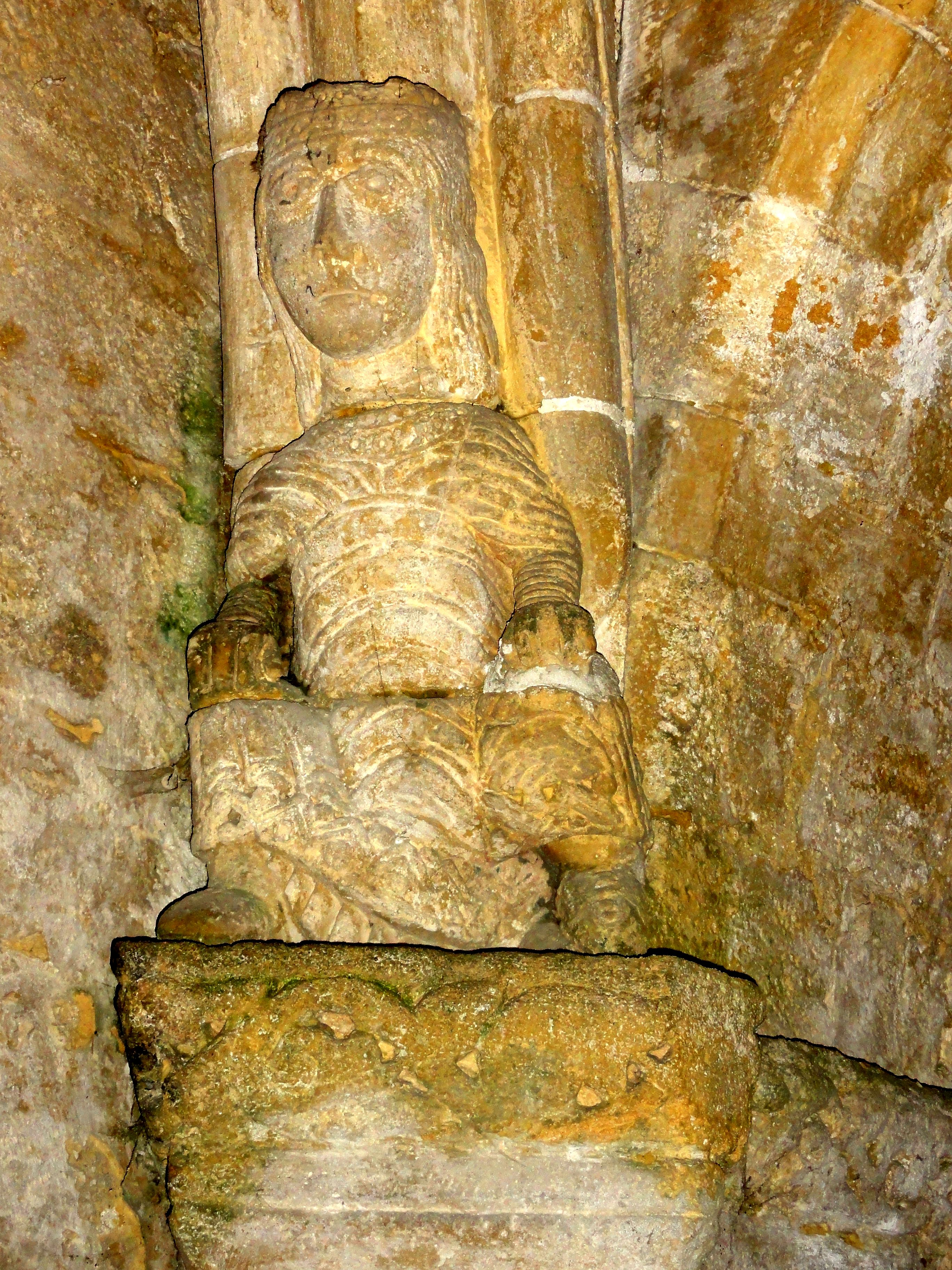
Cariatide.

#### Chapiteaux romans

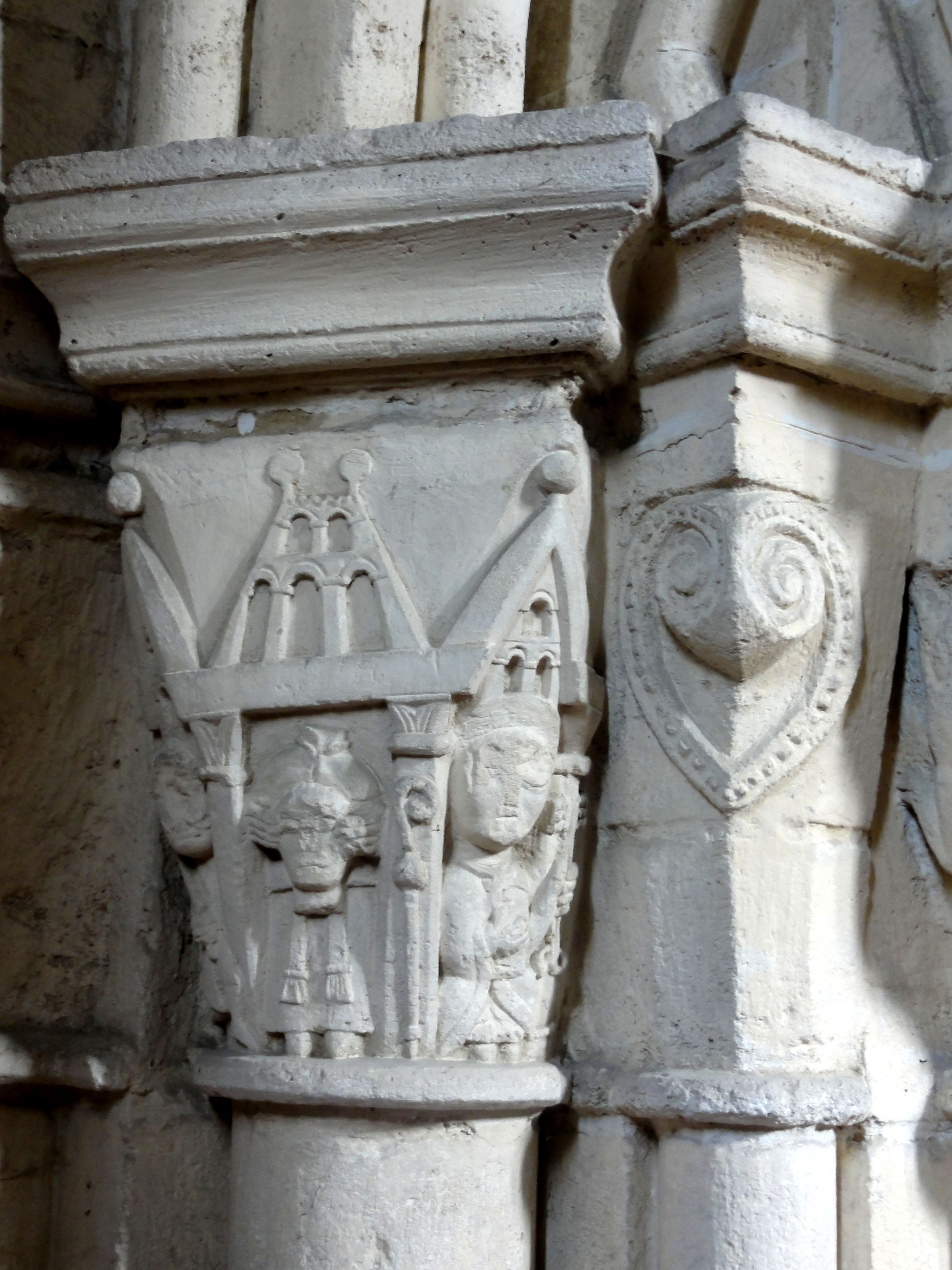
Décollation de saint Lucien.

Pour une église romane, les chapiteaux sont inhabituellement nombreux à Bury, ce qui est le résultat de son voûtement d'ogives précoce. La diversité des chapiteaux est équivalente de celle des églises de Catenoy, de Foulangues, de Mogneville et de Villers-Saint-Paul. Les chapiteaux des colonnes supportant les doubleaux et les grandes arcades sont plus grandes que celles supportant les doubleaux secondaires des grandes arcades et des ogives. Les tailloirs sont massifs et largement taillés en biseau. Les chapiteaux du second ordre de la nef et les chapiteaux contre les murs du bas-côtés et dans les angles des bas-côtés sont d'une sculpture assez pauvre, et souvent grossièrement épannelés. Le motif récurrent sont les volutes d'angle, plus ou moins grandes et plus ou moins saillantes selon les cas, et généralement accompagnées de feuilles d'eau. Il en va autrement des chapiteaux de l'arc triomphal et des chapiteaux des grandes arcades, qui sont en grande partie richement décorées et quelquefois historiés. Au nord, les chapiteaux ont une hauteur inhabituelle de 59 cm, ce qui leur confère une silhouette étrange, et certains parmi eux ont dû être raccourcis pour s'insérer dans l'emplacement voulu. Le vocabulaire ornemental comprend des volutes perlées, des godrons, des entrelacs capricieux et variés de galons ornés de perles, animés de figures et de petits monstres, des tiges volumineuse entrelacées ou enroulées, des feuilles d'acanthe, des feuilles de fougère, des fruits d'arum (à ne pas confondre avec des pommes de pin ou des grappes de raisin). Parmi les chapiteaux historiés, celui supportant l'ogive au sud de l'arc triomphal montre une tête de démon dévorant un homme et un animal fantastique. En face, le chapiteau supportant le doubleau secondaire en bâtons brisés montre une figure de lion stylisée aux traits humains, entourée de sa crinière, pouvant également être interprété comme homme barbu. Ce motif est repris deux fois sur le premier pilier du sud, une fois plus plat, une fois nettement plus ouvragé. À côté, un oiseau à la tête humaine a les ailes étendues et monte sur un chien. Sur le premier pilier du sud également, un prêtre revêtu de ses ornements sacerdotaux semble lever les mains pour bénir. Près du second pilier du sud, apparaît celui qu'Eugène Woillez identifie à un bienfaiteur de l'église : un seigneur de chaque main une vaste bourse. Deux petits chapiteaux du premier pilier du nord montrent un moine bêchant la terre et un autre moine taillant des vignes. Sur le second pilier du nord, l'on aperçoit deux coqs suspendus par leur queue, la tête élevée. Un autre chapiteau du même pilier montre un homme avec deux pigeons à gauche et à droite de sa tête. Le torse de l'homme n'est qu'esquissé, ou le chapiteau a été abîmé. Le chapiteau le plus remarquable de l'église se retrouve lui aussi sur le second pilier du nord. Il illustre la décollation de saint Lucien, sur le fond d'un décor architecturé. Au centre, l'on voit le premier évêque après sa décollation, vêtu de ses vêtements pontificaux et portant sa tête contre sa poitrine (céphalophore). Sa crosse est posée contre le pilastre à sa gauche. Sur les deux autres faces du chapiteau, l'on voit saint Pierre avec ses attributs, un livre et une clé, sa tête entourée d'un nimbe, ainsi que l'homme qui doit être son bourreau. Il tient une hache contre son épaule et incline un genou vers saint Lucien, converti vers le christianisme par le miracle dont il vient d'être le témoin,,.

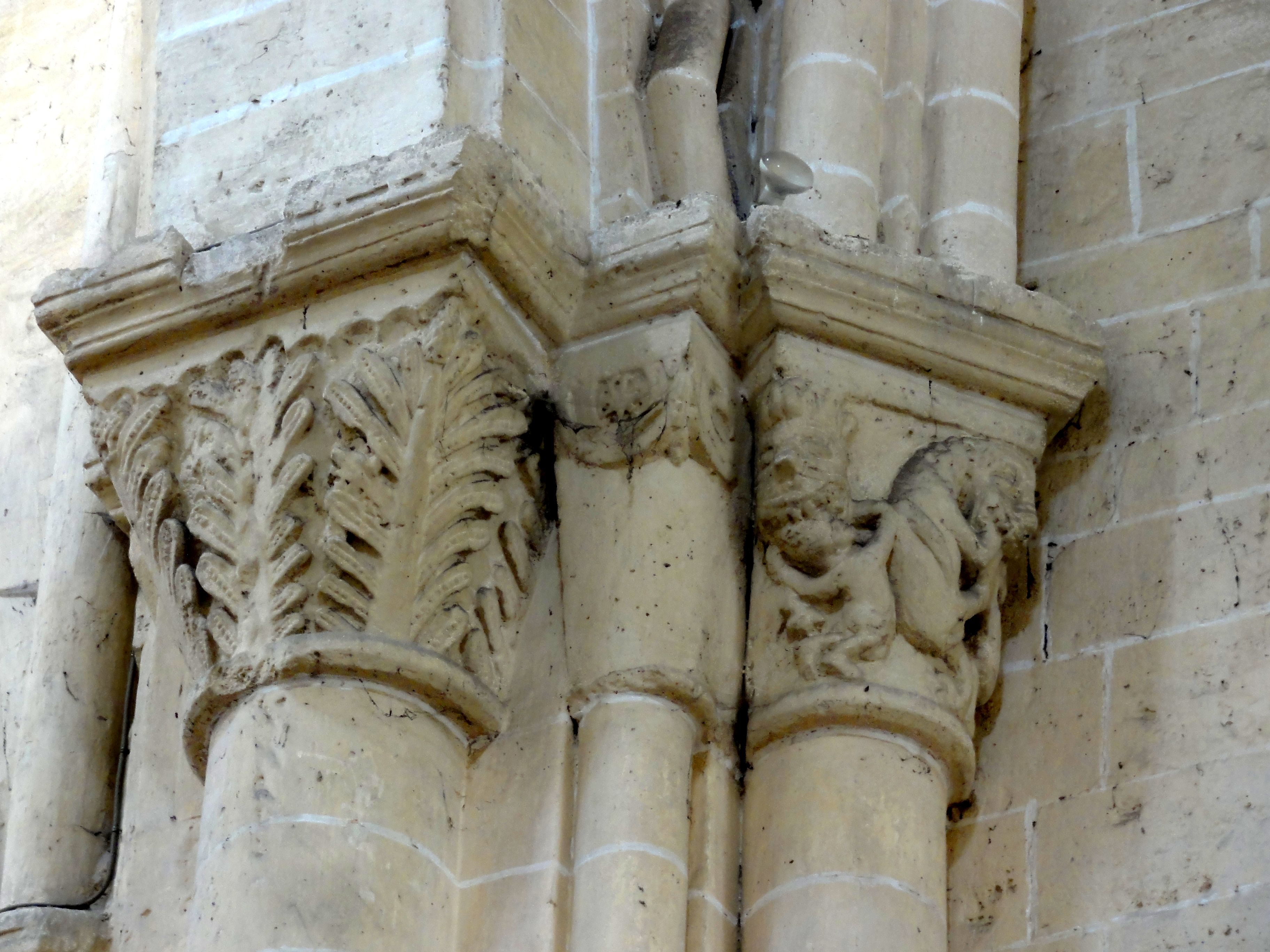
Arc triomphal, côté sud : Monstre dévorant un homme.
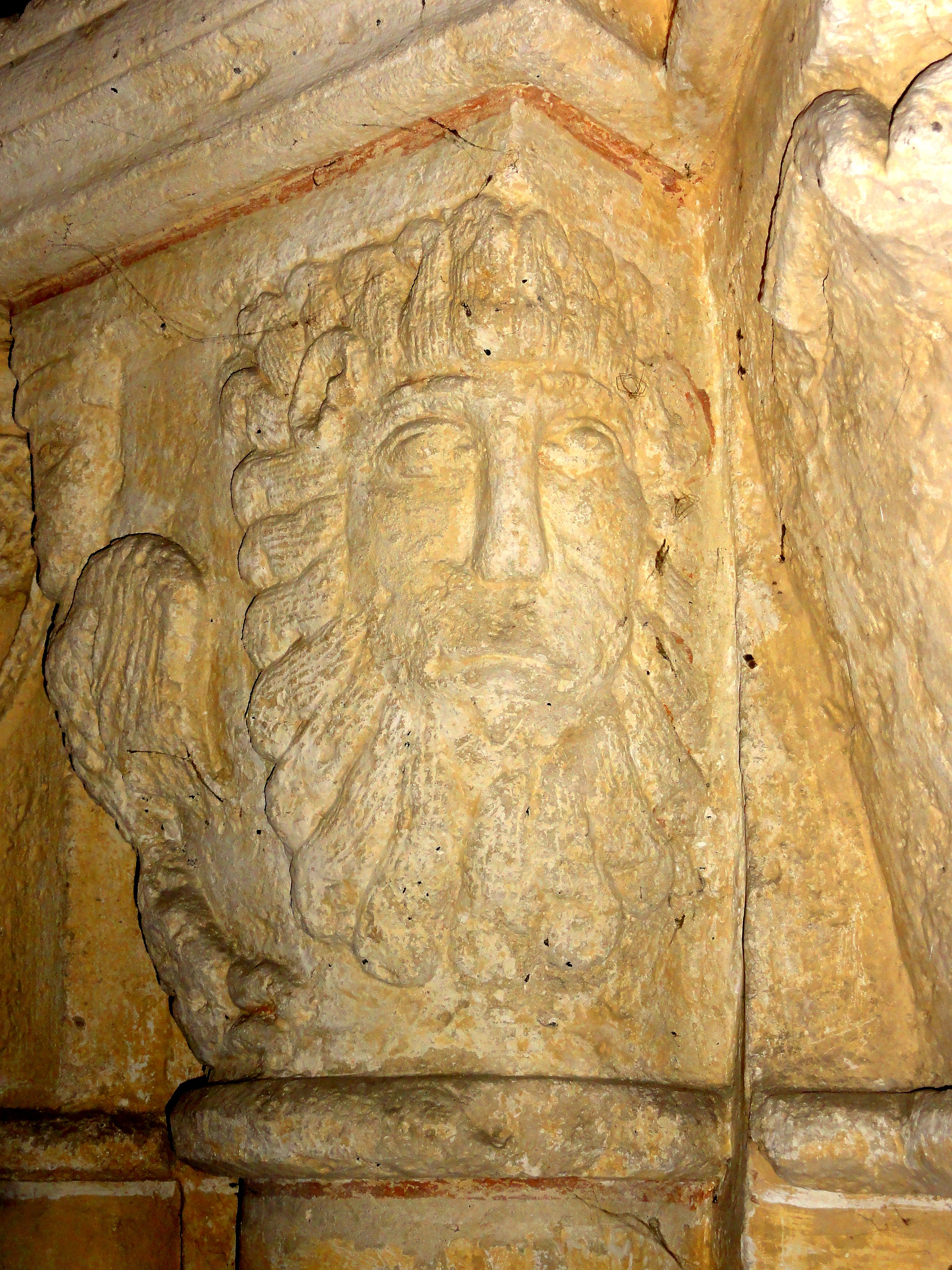
Premier pilier du sud : Figure de lion ou d'homme barbu.
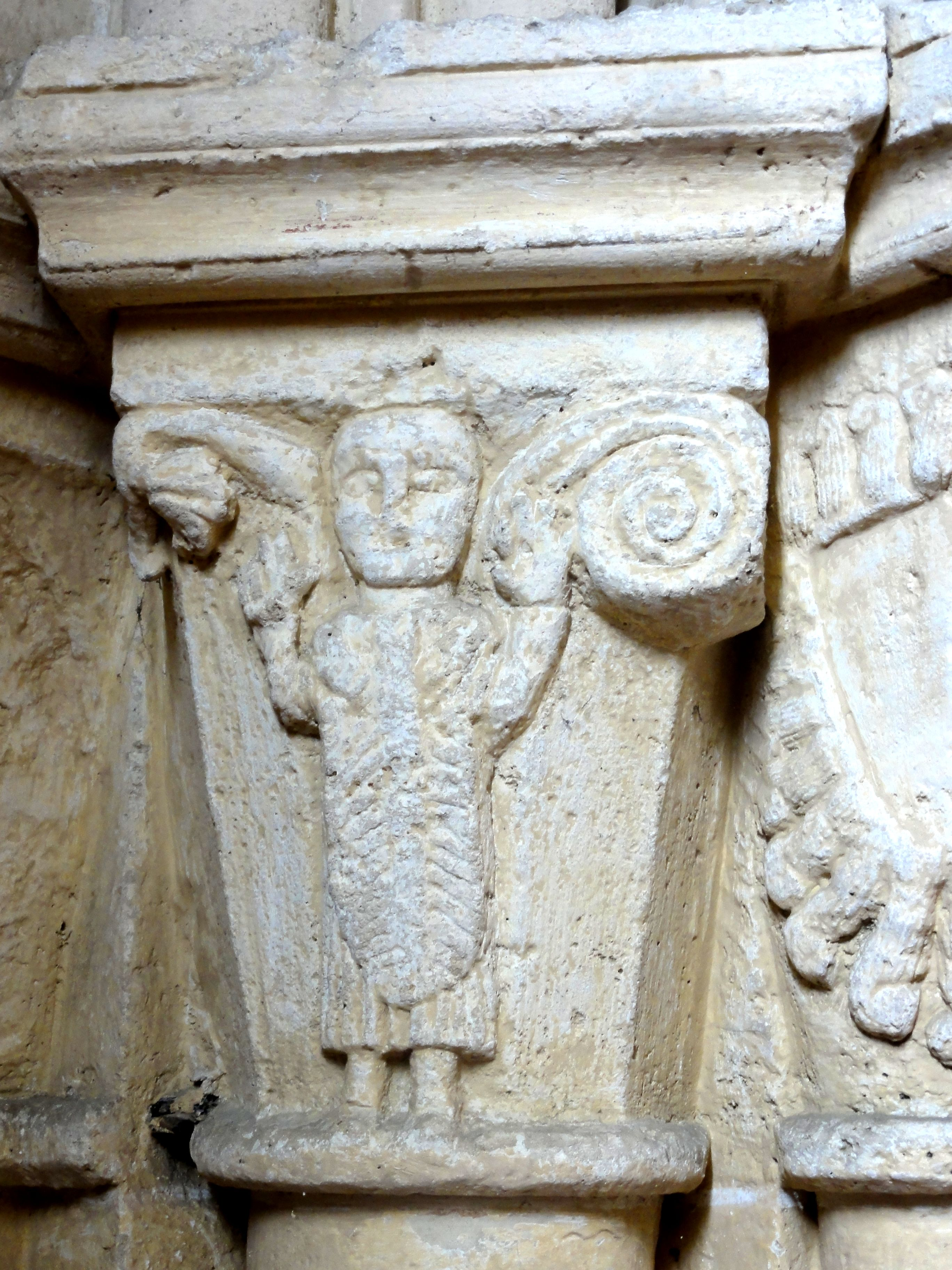
Premier pilier du sud : prêtre bénissant.
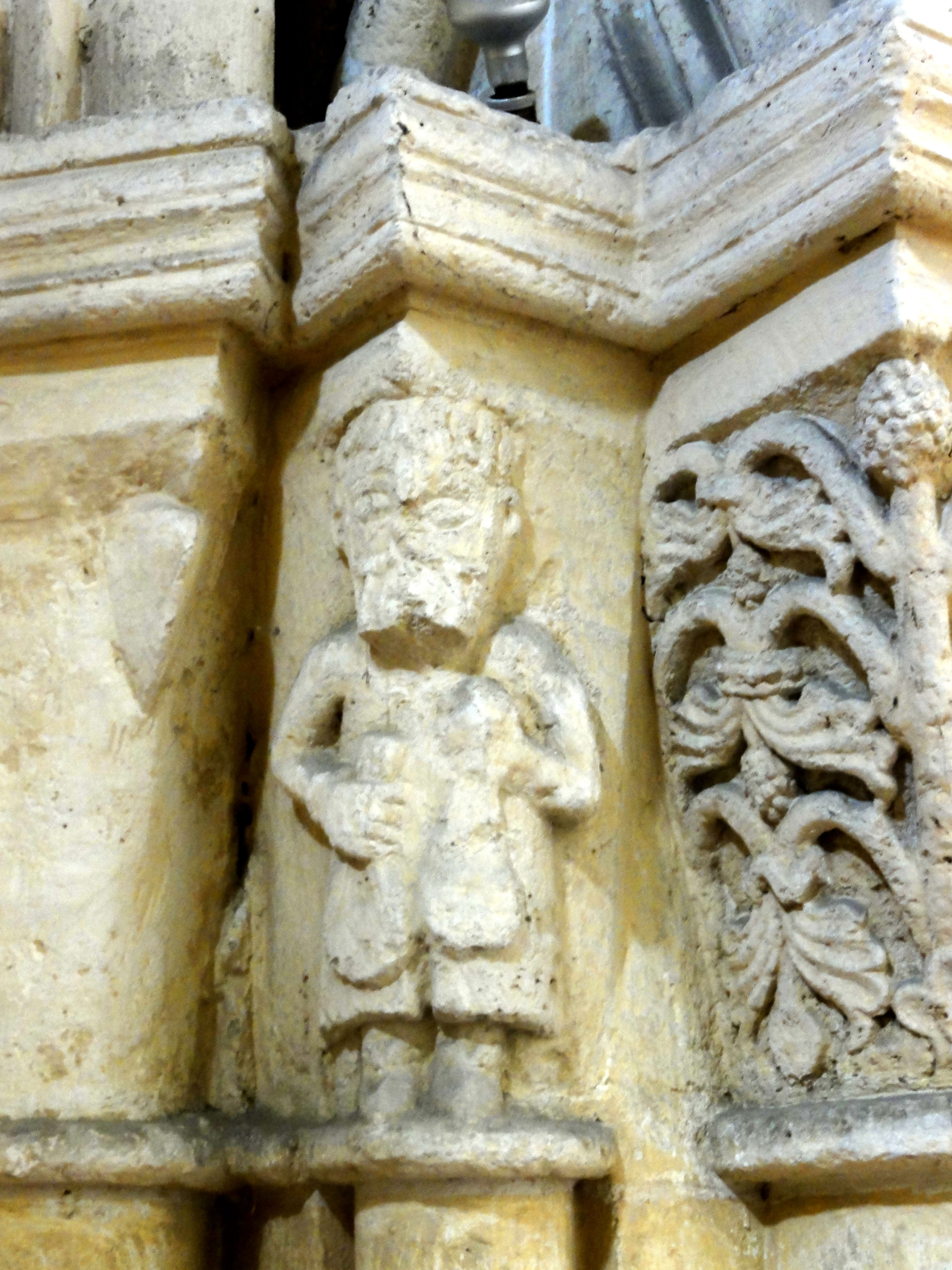
Second pilier du sud : Bienfaiteur de l'église.
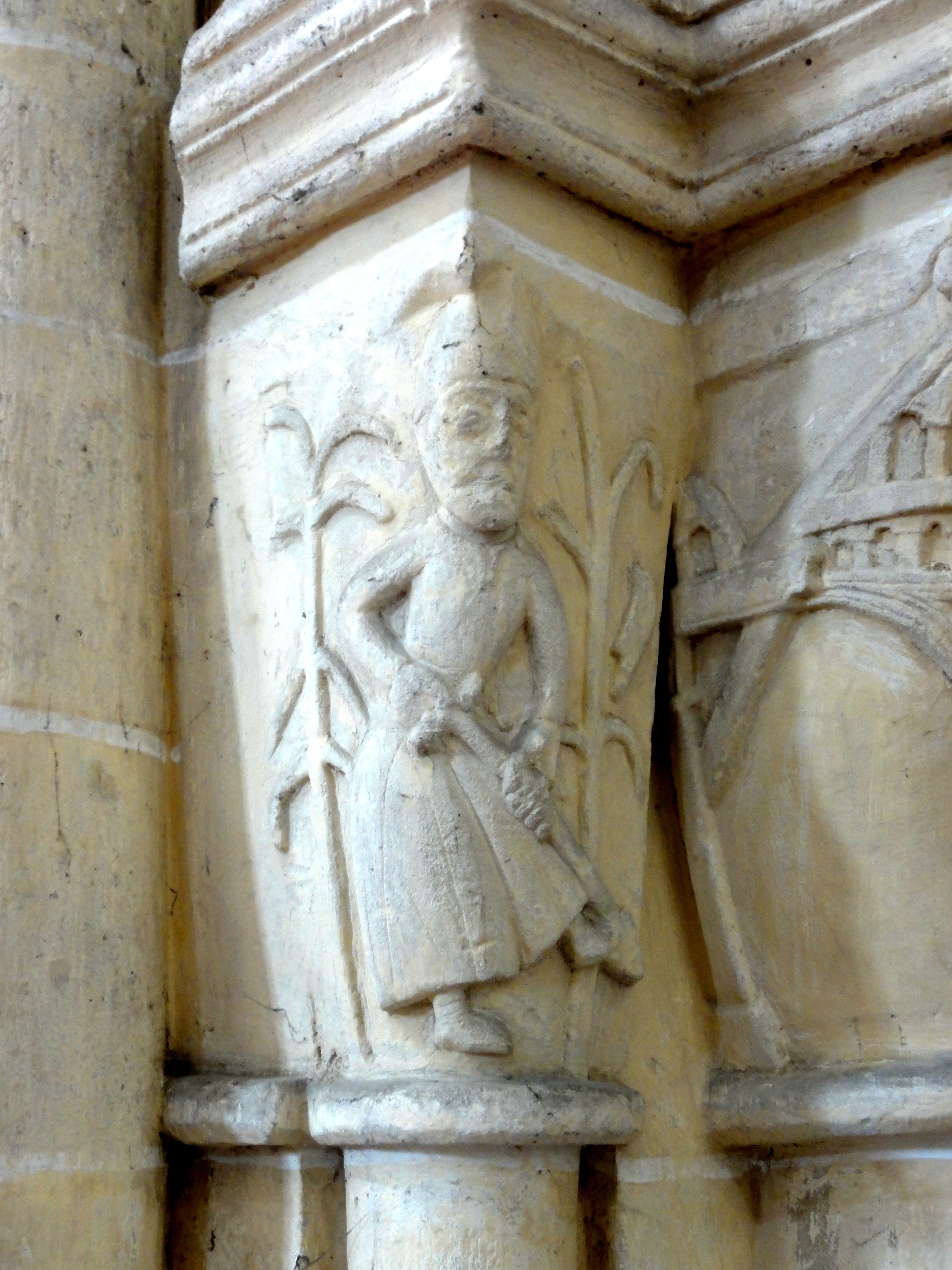
Premier pilier du nord : Moine bêchant la terre.
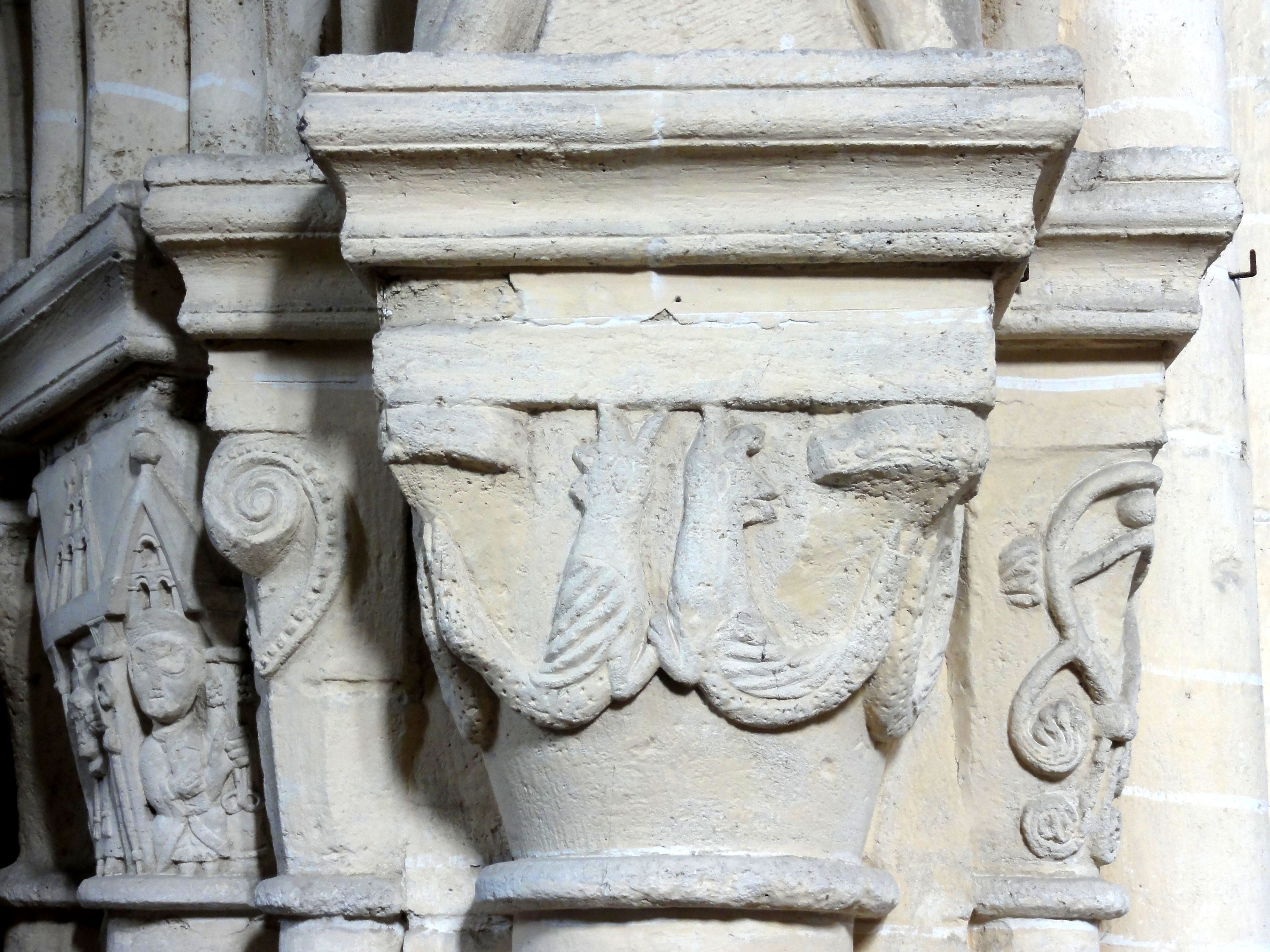
Second pilier du nord : deux coqs suspendus.

#### Ancien transept

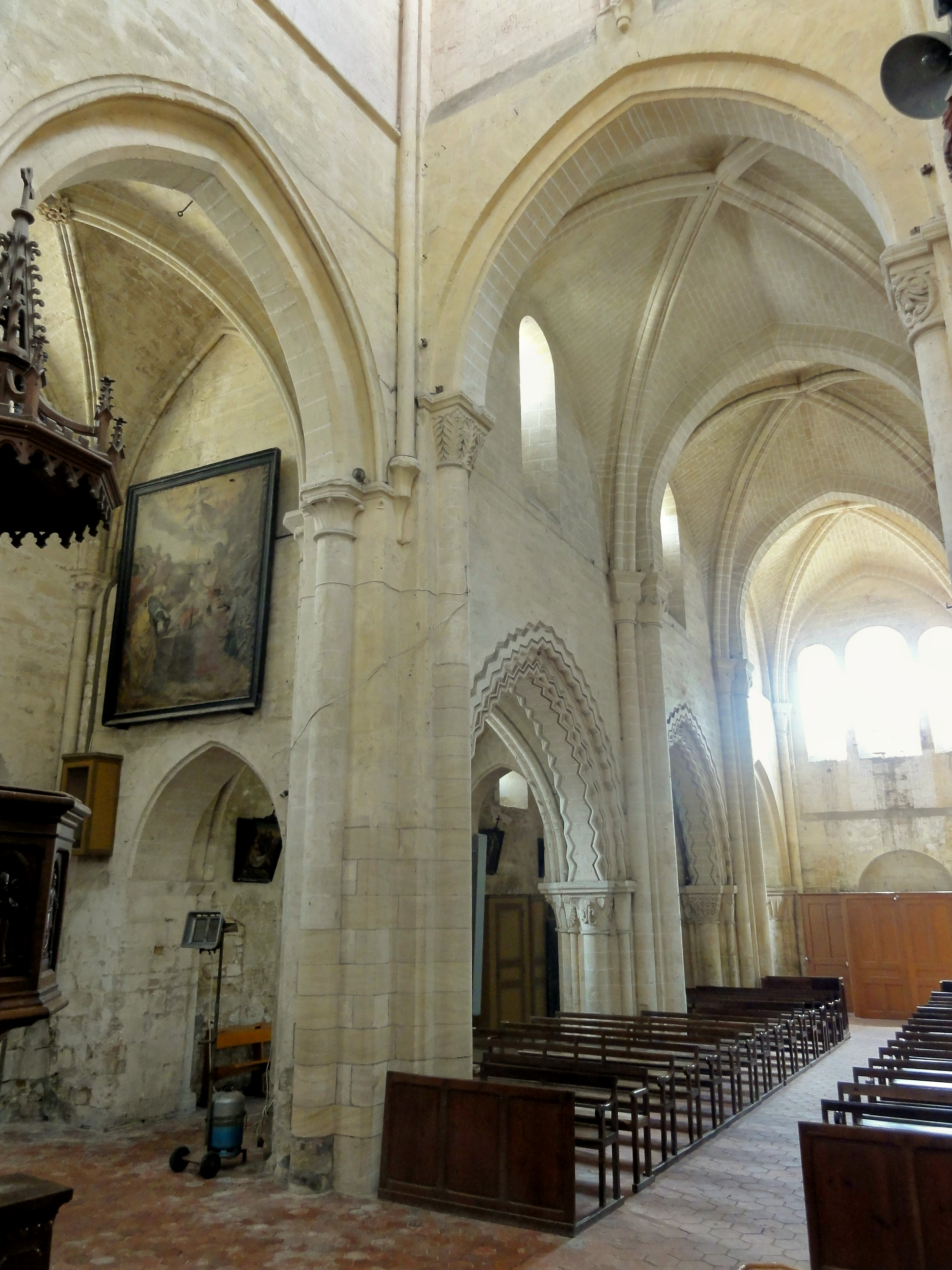
Ancienne croisée et grandes arcades au sud de la nef.

L'ancien transept est à peu près contemporain de la nef. Il arrive initialement à la même hauteur que la nef romane, comme le prouve la dernière fenêtre haute romane dans le mur occidental du croisillon nord. Elle est située au même niveau que les fenêtres hautes de la nef, et sa partie supérieure est découpée par le formeret de la voûte. C'est le dernier élément qui trahit encore le style roman de l'ancien transept. Légèrement débordant, ses croisillons sont à peu près aussi longs que la nef est large. Ils communiquent avec les bas-côtés par des arcades dont l'ouverture correspond à celles des doubleaux des bas-côtés. Ces arcades en tiers-point ne sont pas décorées, hormis un discret bandeau qui marque les impostes. La nudité de ces arcades détonne à côté du foisonnement de colonnettes et chapiteaux qui caractérise la nef et ses bas-côtés. À la suite du remplacement de l'ancien chœur par le complexe oriental actuel, l'ancien transept est profondément remanié vers le milieu du XIIIe siècle. Les arcades vers l'ancienne croisée, similaires à l'arc triomphal, sont munis de nouveaux chapiteaux, tous restés non sculptés. Une rosace est percée dans le mur méridional du croisillon sud ; sinon, il n'y a pas d'autres fenêtres hormis la baie romane déjà signalée. Les voûtes des croisillons sont peut-être jetées à l'occasion de ce remaniement, quoique la voûte du croisillon sud présente le même profil des ogives que les voûtes de la nef. Elle a la particularité de posséder une clé de voûte à proprement parler, contrairement à la nef et ses bas-côtés. Au nord, le profil est très semblable, mais pas identique. — Des hautes et étroites arcades sont percées dans les murs orientaux des deux croisillons. Leurs chapiteaux de crochets sont alignés sur ceux des arcades faisant communiquer l'ancienne croisée avec ses croisillons, ce qui fait qu'ils sont situés beaucoup plus bas que les impostes, et les arcades paraissent ainsi très surhaussées. L'ancienne croisée est portée à la même hauteur que la nouvelle croisée du transept. La voûte est percée d'un trou de cloches. Elle retombe sur les chapiteaux de colonnes uniques dans les angles nord-ouest et sud-ouest, alors que ses nervures se fondent dans la pile sud-est refaite dans la période flamboyante, ainsi que dans la pile octogonale issue sans doute d'une réparation tardive exécutée hâtivement. Les colonnettes uniques à l'ouest s'arrêtent par ailleurs sur des culots non décorés un peu en dessous des chapiteaux de l'arc triomphal. La hauteur de la nouvelle voûte de l'ancienne croisée permet de ménager des fenêtres hautes dans les murs hauts du nord et du sud, au-dessus des anciens croisillons. Ces fenêtres sont pourvues d'un réseau flamboyant de trois formes de base, surmontées par des soufflets et mouchettes. Sur le plan de l'organisation intérieure, l'ancienne croisée est rattachée à la nef. Un local sombre et sans la moindre fenêtre prolonge le croisillon nord vers le nord. Qualifié de chapelle par Maryse Bideault et Claudine Lautier, ce terme semble peu approprié à cet espace humide qui sert de débarras. En face, sous la rosace de l'ancien croisillon sud, la porte est celle de la sacristie,.

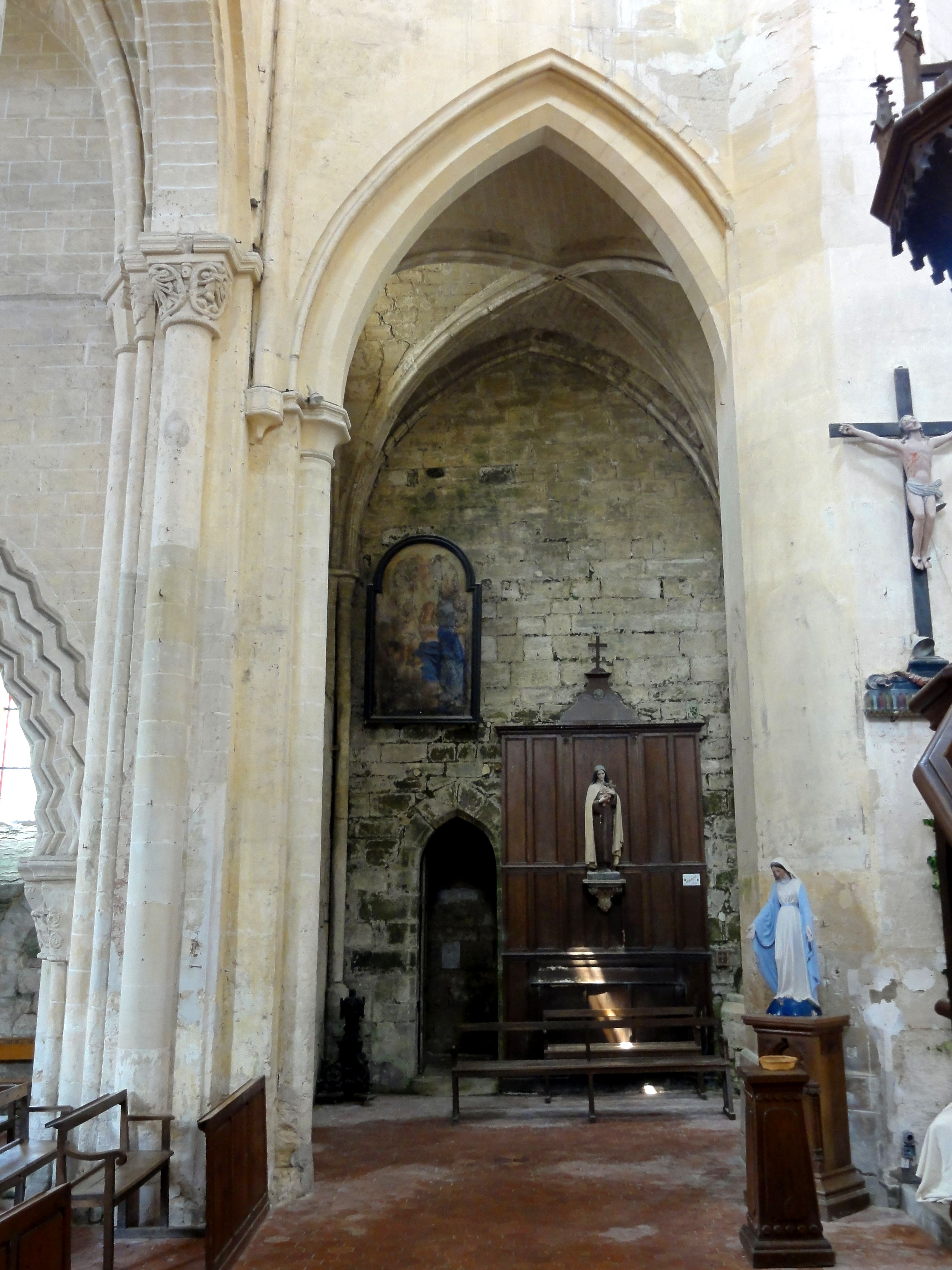
Vue sud-nord.
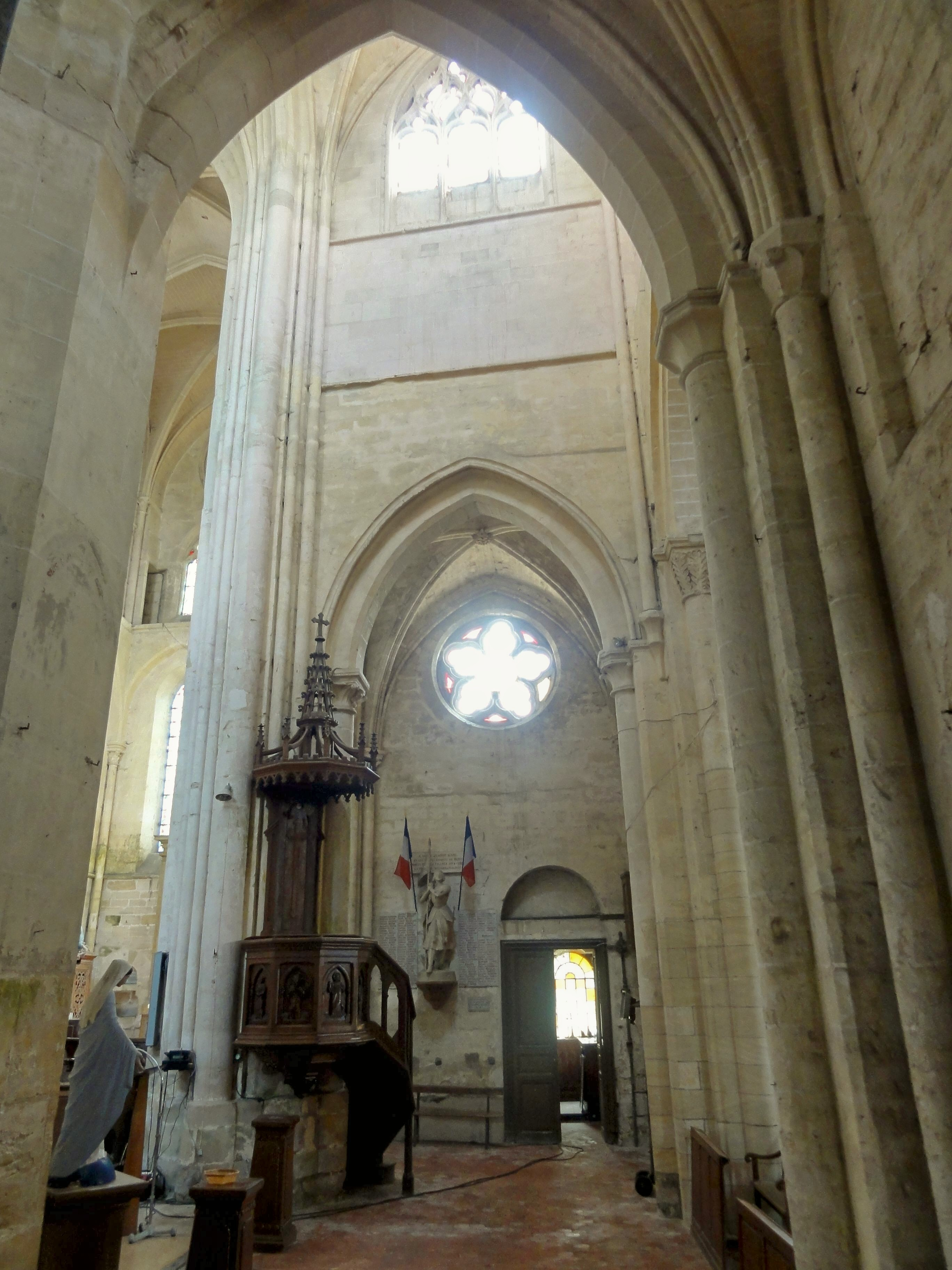
Vue nord-sud.
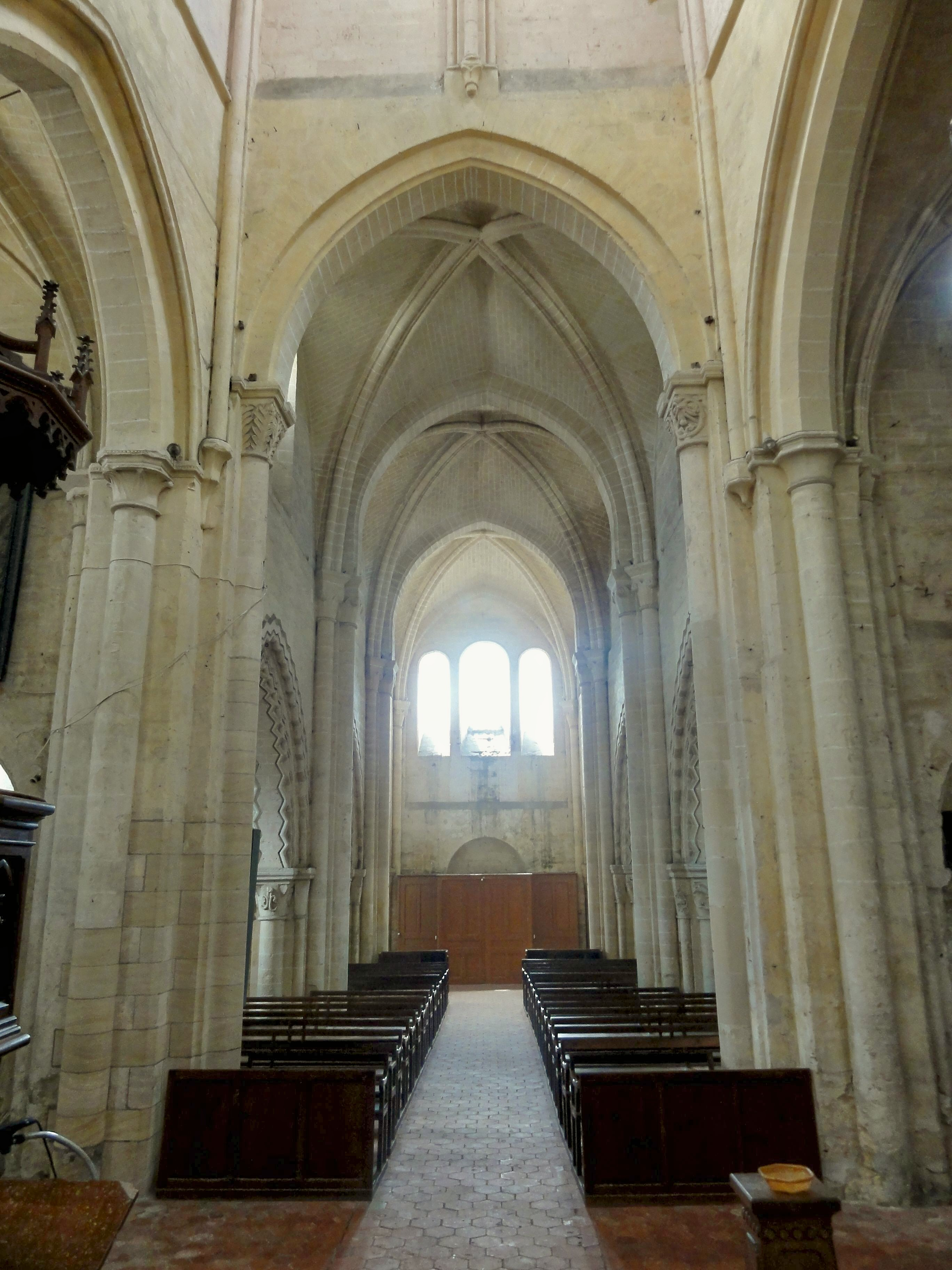
Ancienne croisée, côté ouest.
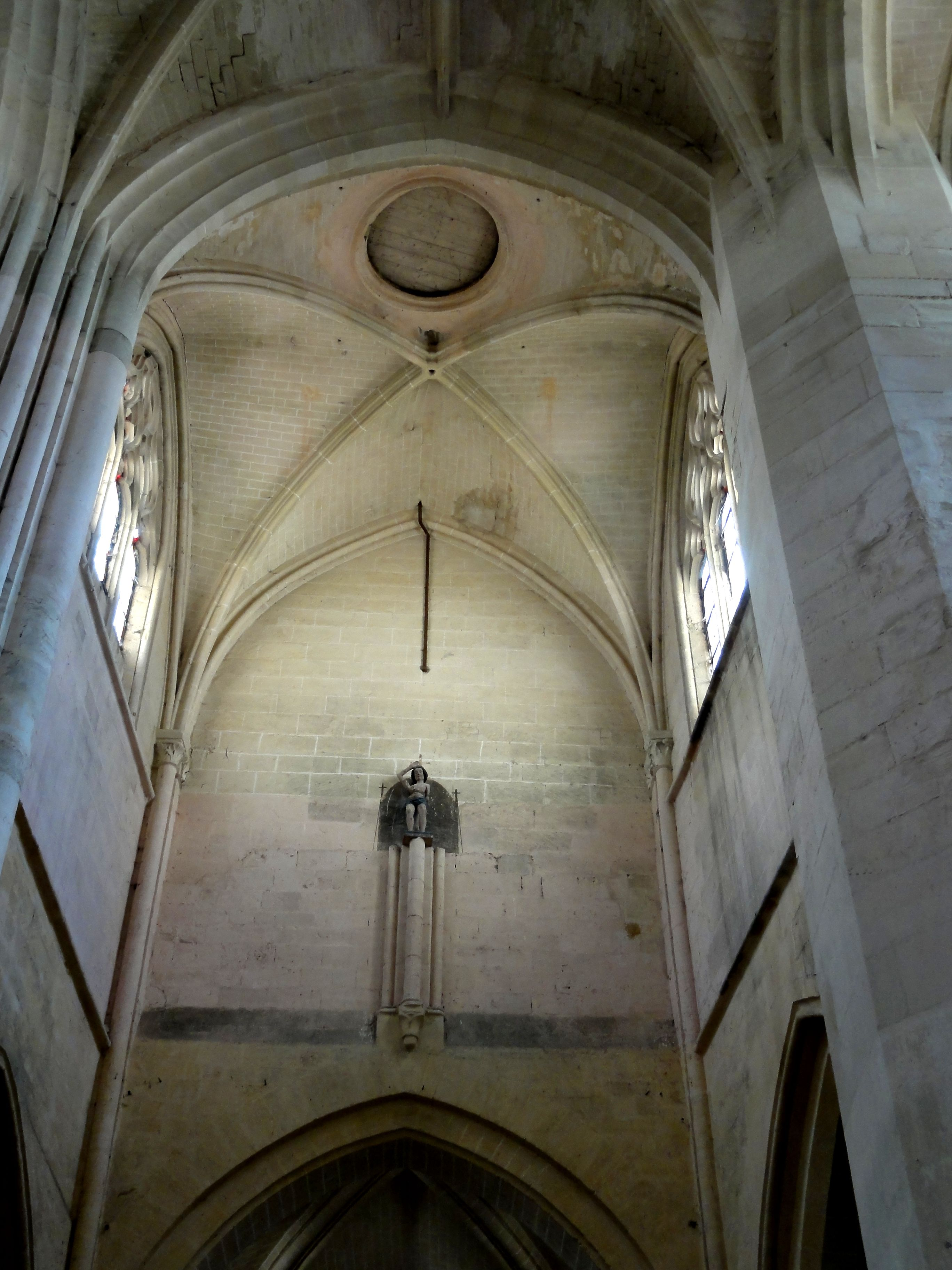
Parties hautes, côté ouest.
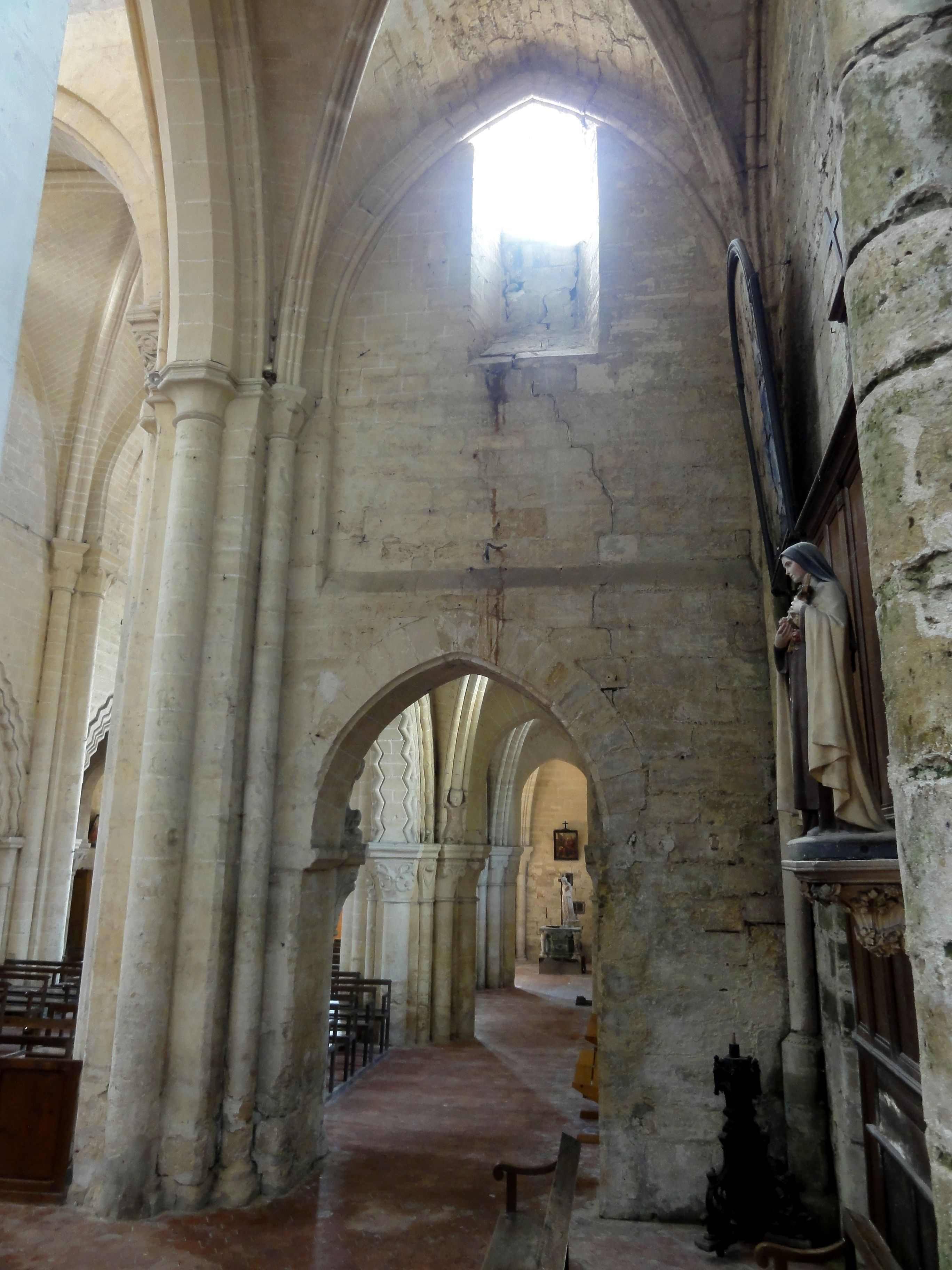
Croisillon nord, côté ouest.
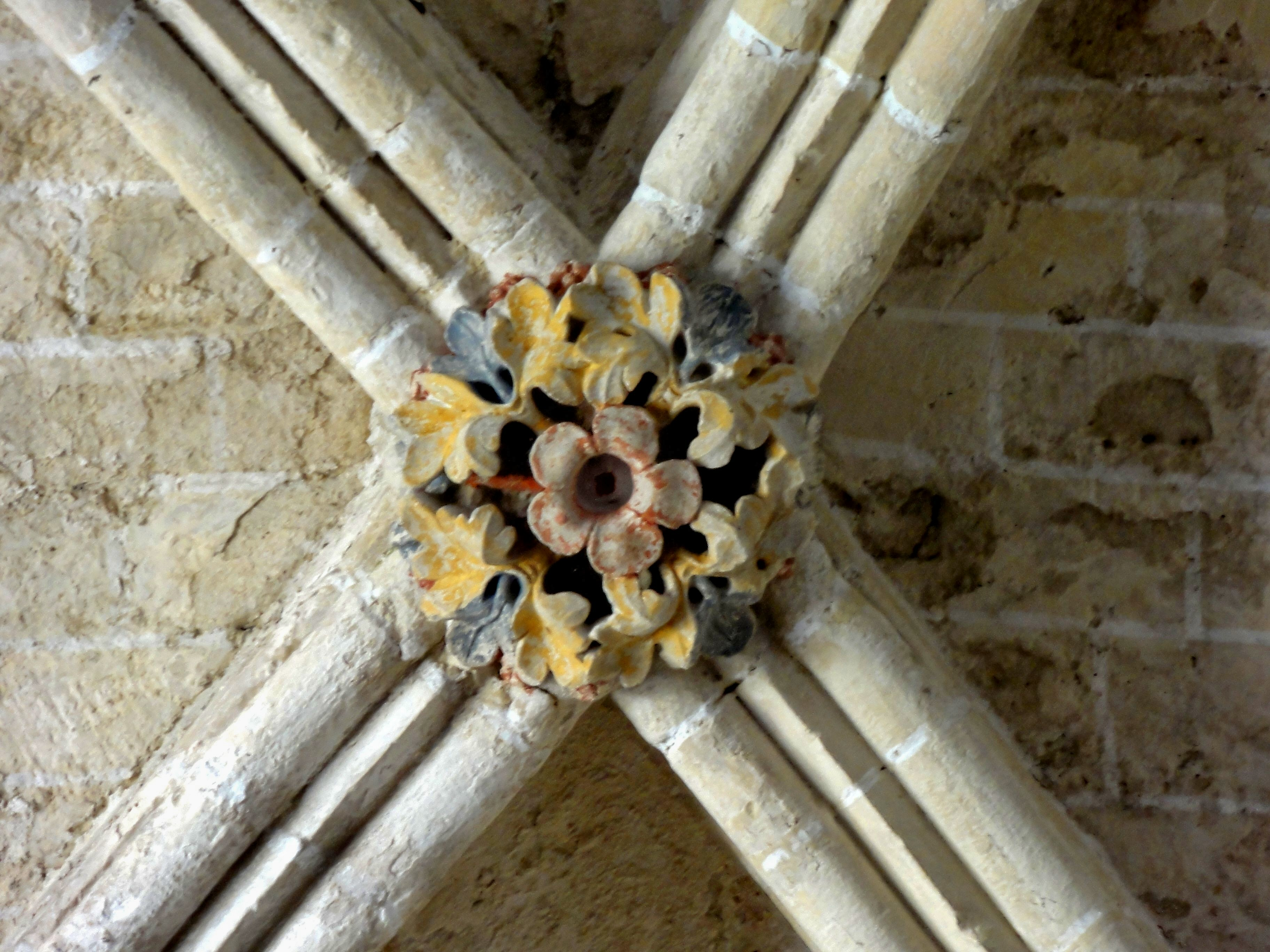
Clé du croisillon sud.

#### Transept gothique

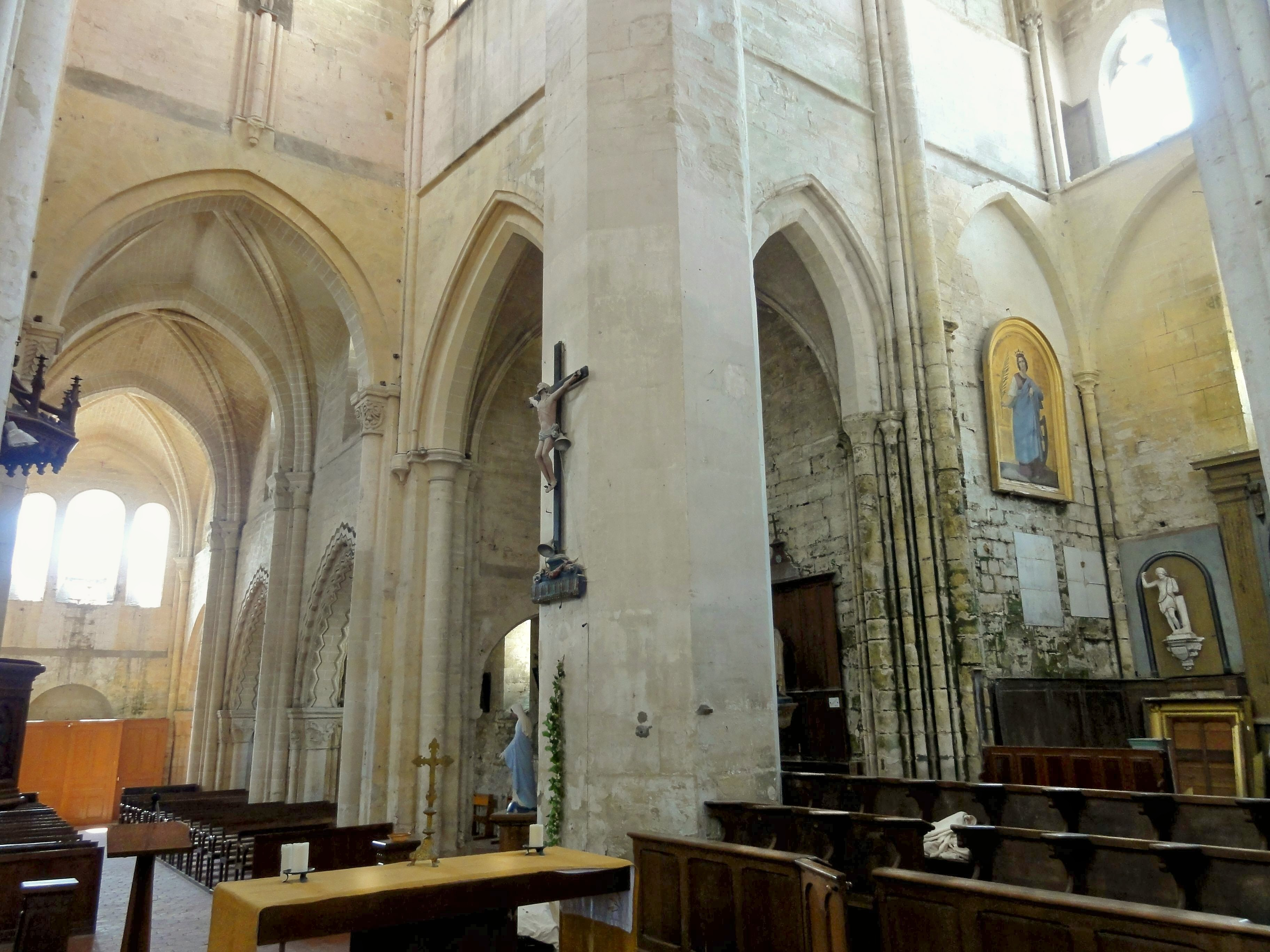
Croisée, vue vers le sud-est.

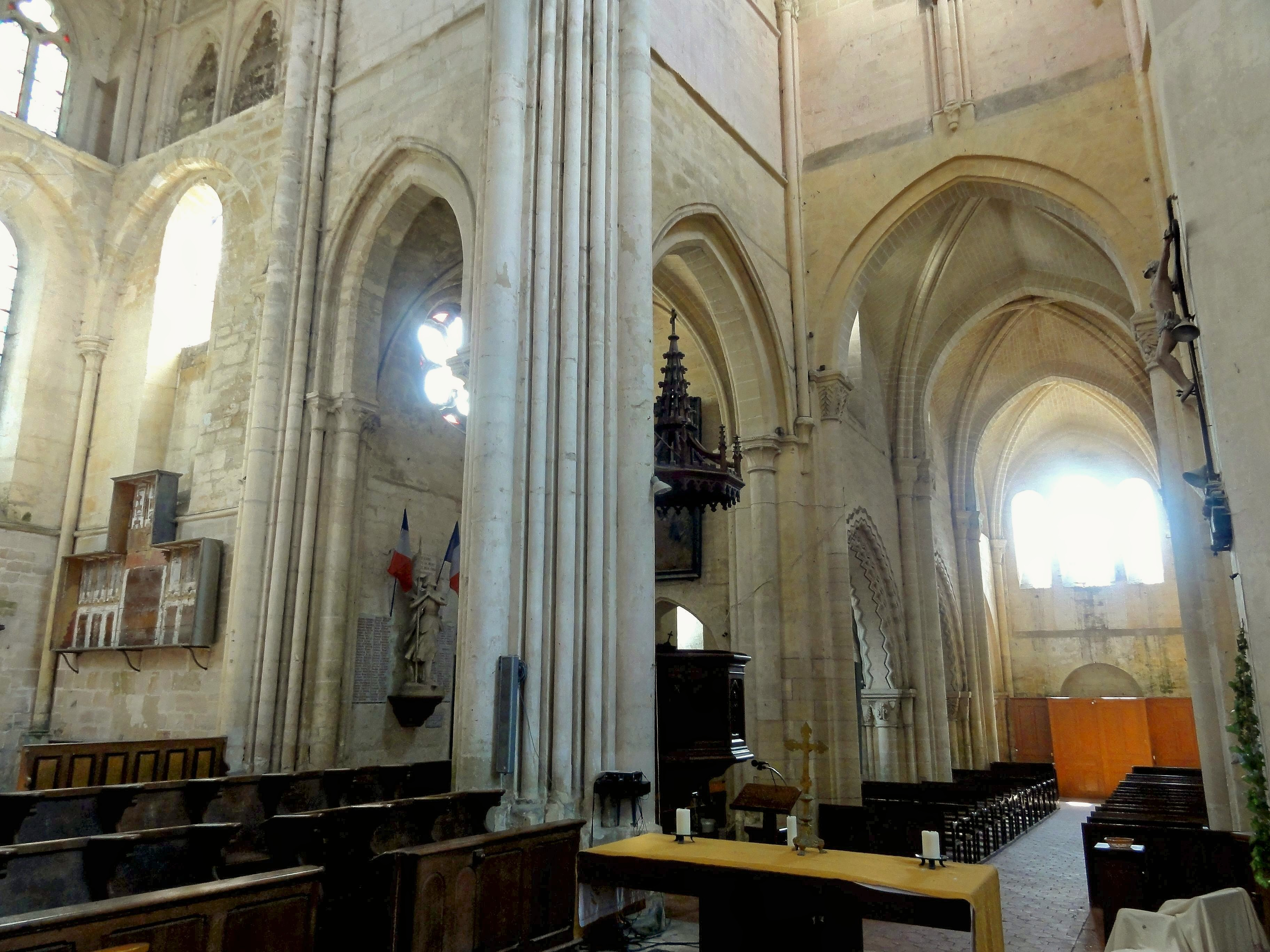
Croisée, vue vers le sud-ouest.

Le transept de la première moitié du XIIIe siècle est largement débordant, ses croisillons se composant chacun de deux travées. Ils étaient à l'origine en grande partie identiques au chœur gothique édifié en même temps, sauf sur le niveau des grandes arcades. Croisillons et chœur ont des élévations sur trois niveaux, avec l'étage des grandes arcades, l'étage du triforium et l'étage des fenêtres hautes. Sur leurs extrémités, ils comportent tous une grande rosace en hauteur et une claire-voie en dessous. Or, des remaniements au cours du XVIe siècle ont rendu les élévations des différentes travées disparates, si bien que le transept et le chœur seront décrits dans des chapitres séparés. Ils sont voûtés à la même hauteur que la croisée de l'ancien transept, qui a été surélevé à la suite de leur achèvement. La seule voûte qui subsiste du XIIIe siècle est celle de la seconde travée du croisillon sud, reconnaissable à sa clé de voûte sous la forme d'une couronne de feuillages. Toutefois, le profil piriforme des ogives des quatre voûtes est semblable. La croisée a reçu une voûte octopartite, où les nervures rayonnent autour d'un trou de cloches. La pile nord-ouest de la croisée a été entièrement rebâti au XVIe siècle voire plus tardivement ; il est octogonal et d'un effet disgracieux qui nuit à l'esthétique de l'ensemble du chœur et du transept. Les trois autres piles démontrent pourtant que les nervures prismatiques et pénétrantes de la période flamboyante peuvent parfaitement s'harmoniser avec les piles cantonnées de la période rayonnante. En effet, les piles ont été coupées un peu en dessous des chapiteaux, et les nervures de la nouvelle voûte ont été adaptées aux colonne et colonnettes du XIIIe siècle.
Autour de la croisée, les parties hautes des huit travées adjacentes ont toutes été remaniées. Les deux fenêtres hautes de l'ancienne croisée ont reçu un réseau flamboyant de trois lancettes aux têtes tréflées, surmontées par des soufflets et mouchettes d'un dessin très compliqué. Les premières travées des croisillons et du chœur ont été équipées de fenêtres hautes plus étroites, ne comportant que deux lancettes à têtes tréflées surmontées par un soufflet en forme de cœur. À titre d'exception, la première travée du croisillon nord a reçu un mur nu côté ouest. La fenêtre de la première travée du croisillon sud a quant à elle été bouchée. Sinon, les remaniements n'ont pas touchée les secondes travées, sauf toutefois la seconde travée du croisillon nord côté ouest (à côté du mur nu), où une fenêtre flamboyante a été percée, mais bouchée depuis. Quant aux secondes travées, elles devaient tous comporter un triforium, bien visible encore sur la seconde travée du sud quoique bouchée, ajouré par deux baies aux têtes tréflées identiques aux baies du triforium, également bouchées. (Il n'est plus possible de dire si le triforium existait également dans les premières travées.) Les secondes travées étaient éclairées de chaque côté par des fenêtres pré-rayonnantes, composées de deux lancettes surmontées par un oculus rond.
Toutes ces fenêtres ont été bouchées. Ainsi, seulement deux des huit fenêtres hautes du transept subsistent, et l'on ne peut plus que deviner quelle fut la beauté de cette partie de l'édifice avant ces modifications malencontreuses, à une époque indéterminée. Au moins, les extrémités des croisillons se présentent sous un meilleur jour. Les rosaces en hauteur sont encore intactes, celle du nord datant du XVIe siècle et celle du sud d'origine. Son dessin est très caractéristique de l'art rayonnant en Île-de-France et se retrouve dans les transepts de Notre-Dame de Paris et de la basilique Saint-Denis, ainsi que sur les façades de la sainte-chapelle de l'abbaye Saint-Germer-de-Fly et de la chapelle de Saint-Germain-en-Laye. Il se compose de huit segmentes comportant chacun deux lancettes trilobées surmontées d'un trèfle, et les écoinçons sont également remplis de trèfles. À l'extérieur, cette rosace s'inscrit dans un cadre carré dont les angles sont décorés de trèfles aveugles. — En dessous, les trois baies au remplage de deux lancettes aux têtes tréflées surmontées par un trèfle sont également intacts (celles du nord étant encore bouchées à la fin des années 1980, mais elles ont été restaurées depuis). Elles sont plus grandes que les baies du triforium, et une coursière ouverte sans garde-corps permettait leur entretien. Au niveau du rez-de-chaussée, les deux croisillons conservent leurs dispositions d'origine. Ils n'ont jamais été identiques sur ce niveau : au nord, une seule lancette simple suffit, alors que deux lancettes simples ont été percées au sud,.

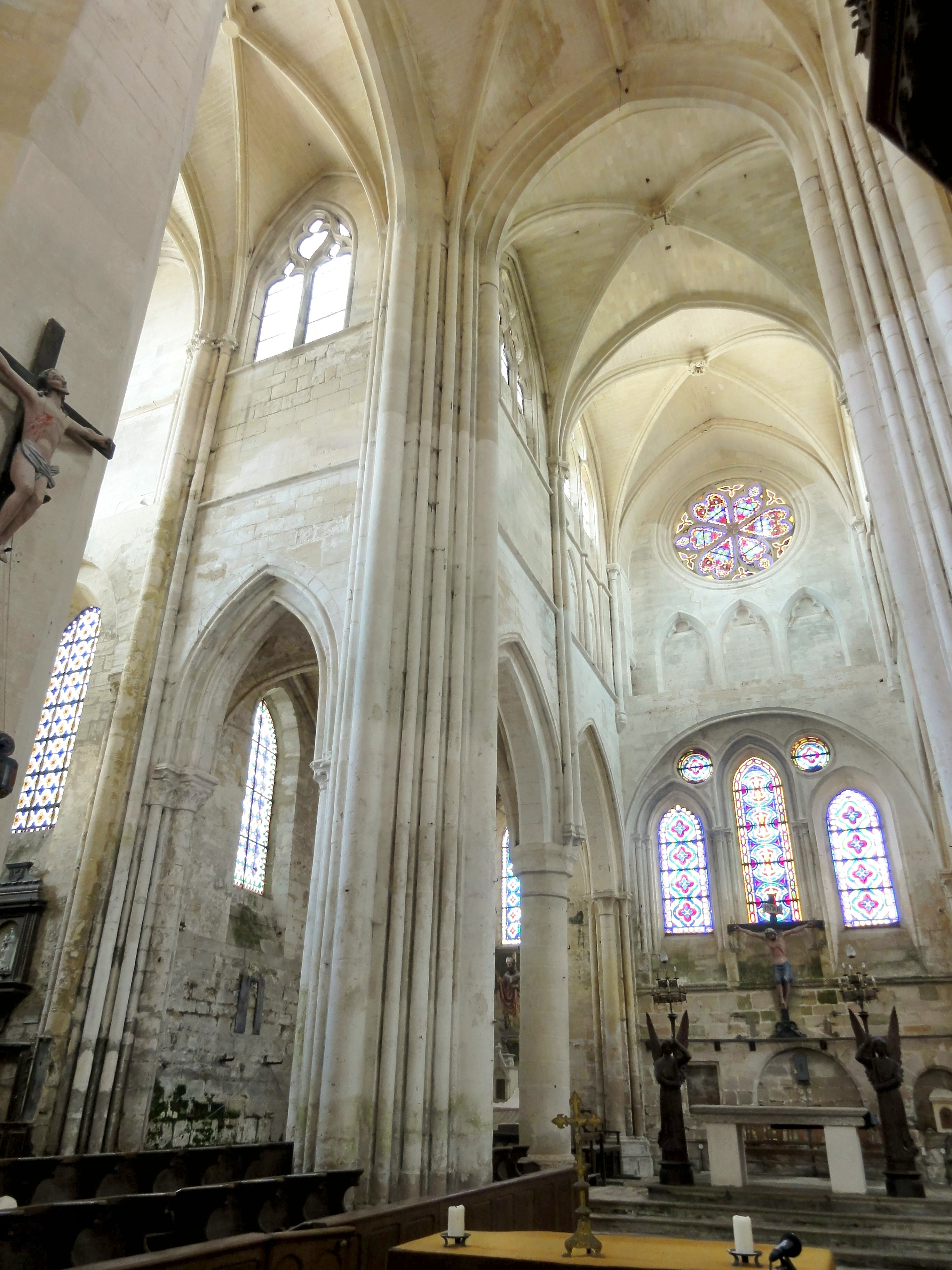
Croisée, vue vers le nord-est.
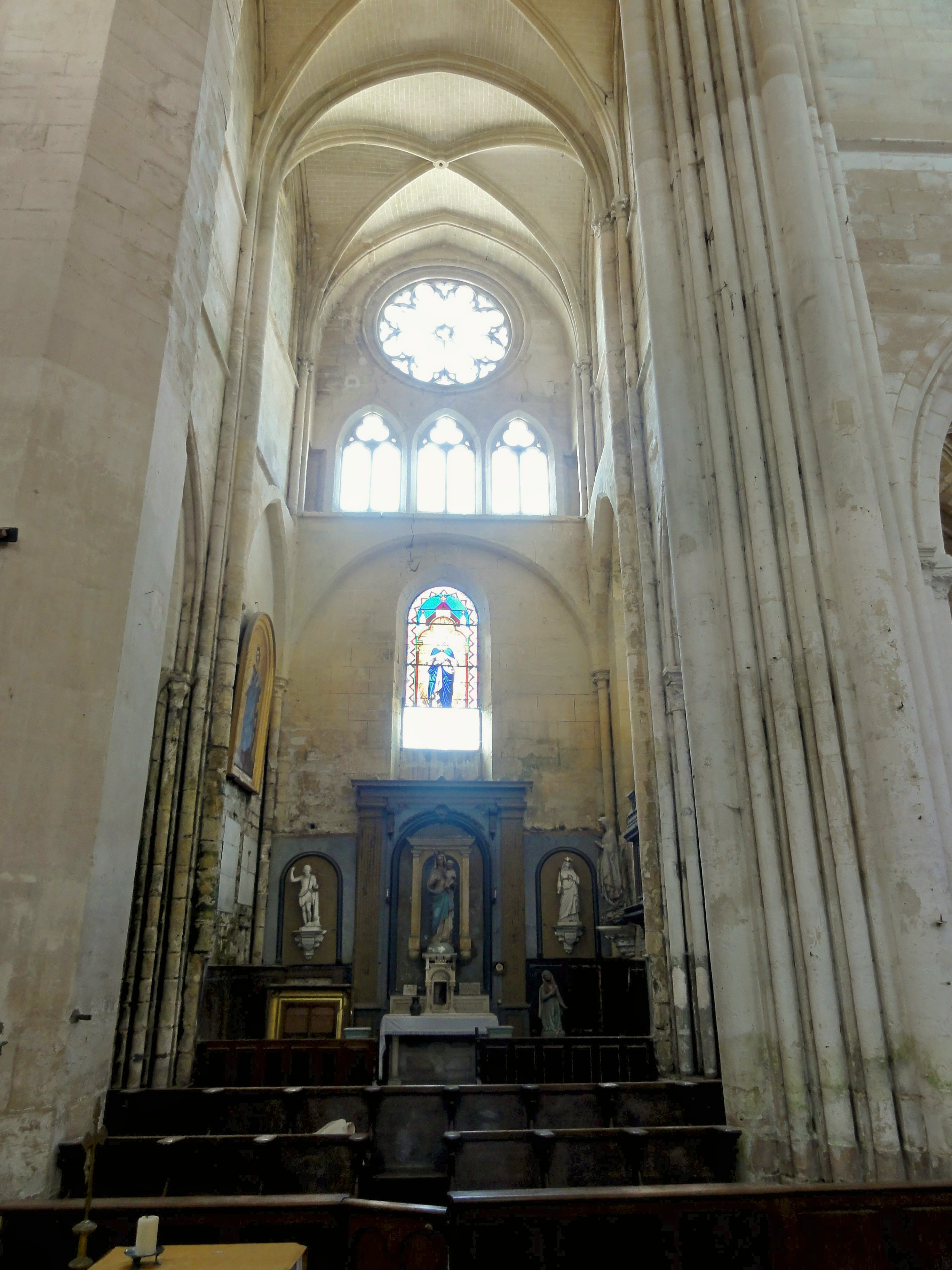
Croisillon nord.
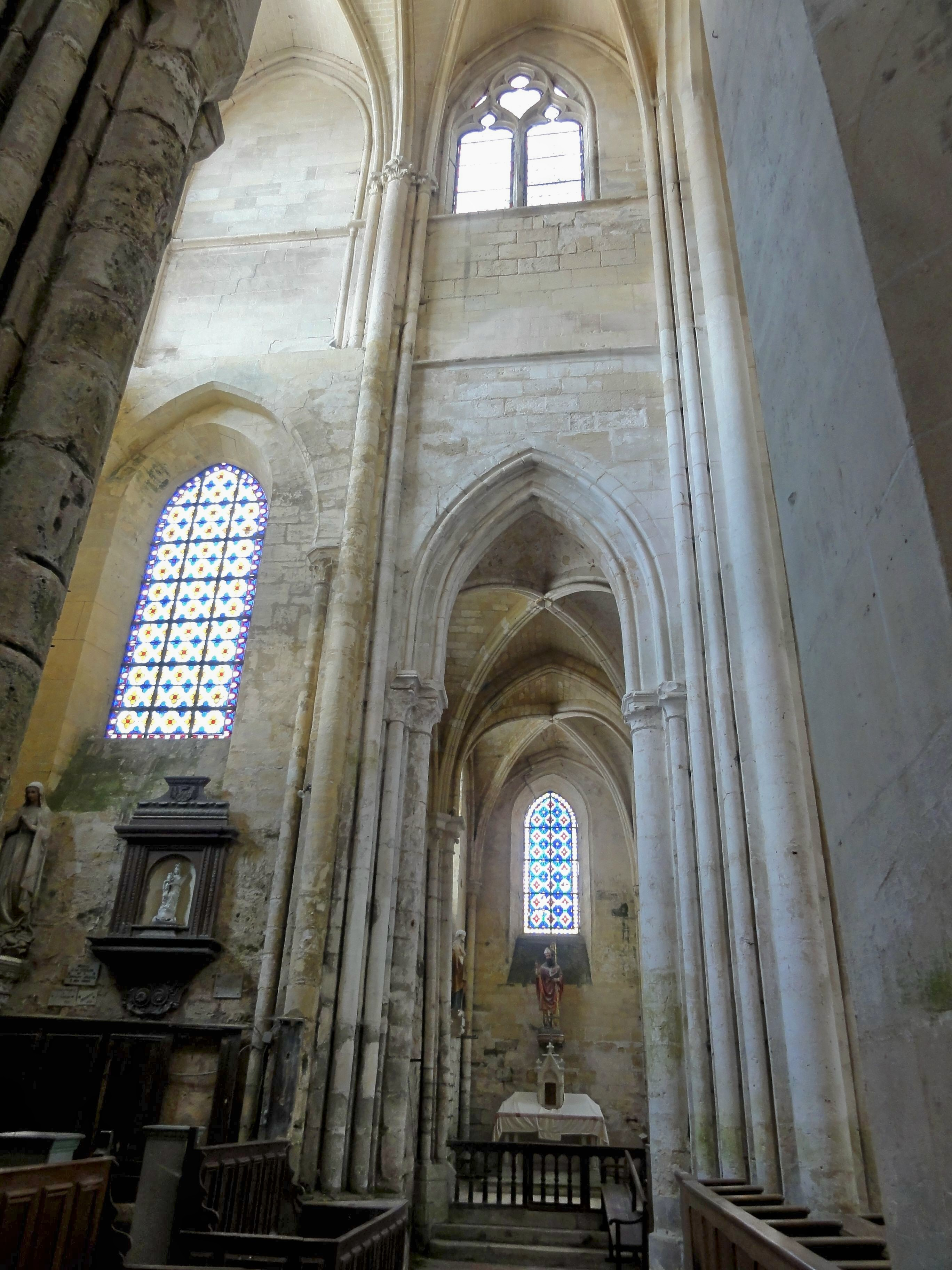
Croisillon nord, côté est.
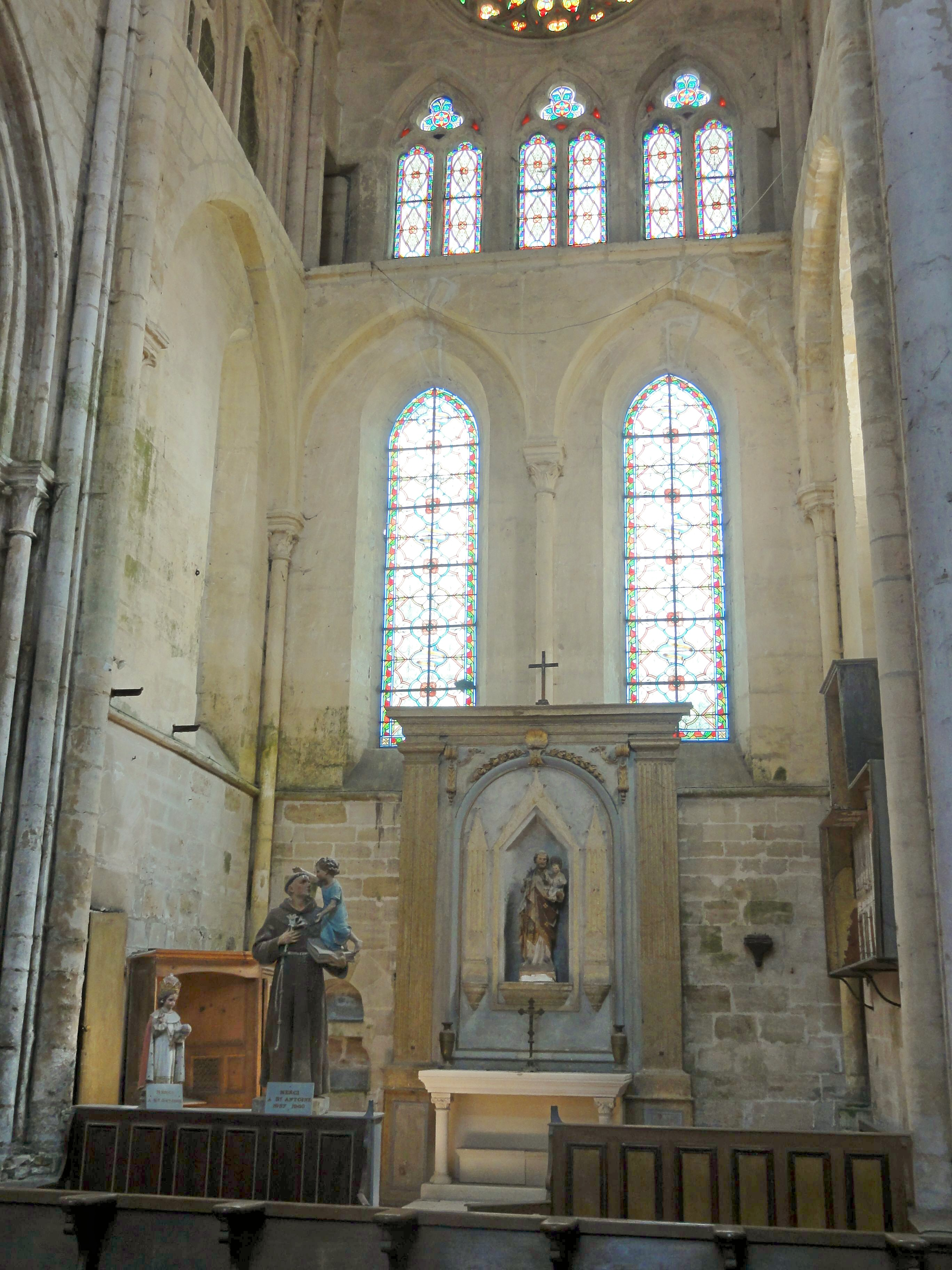
Croisillon sud.
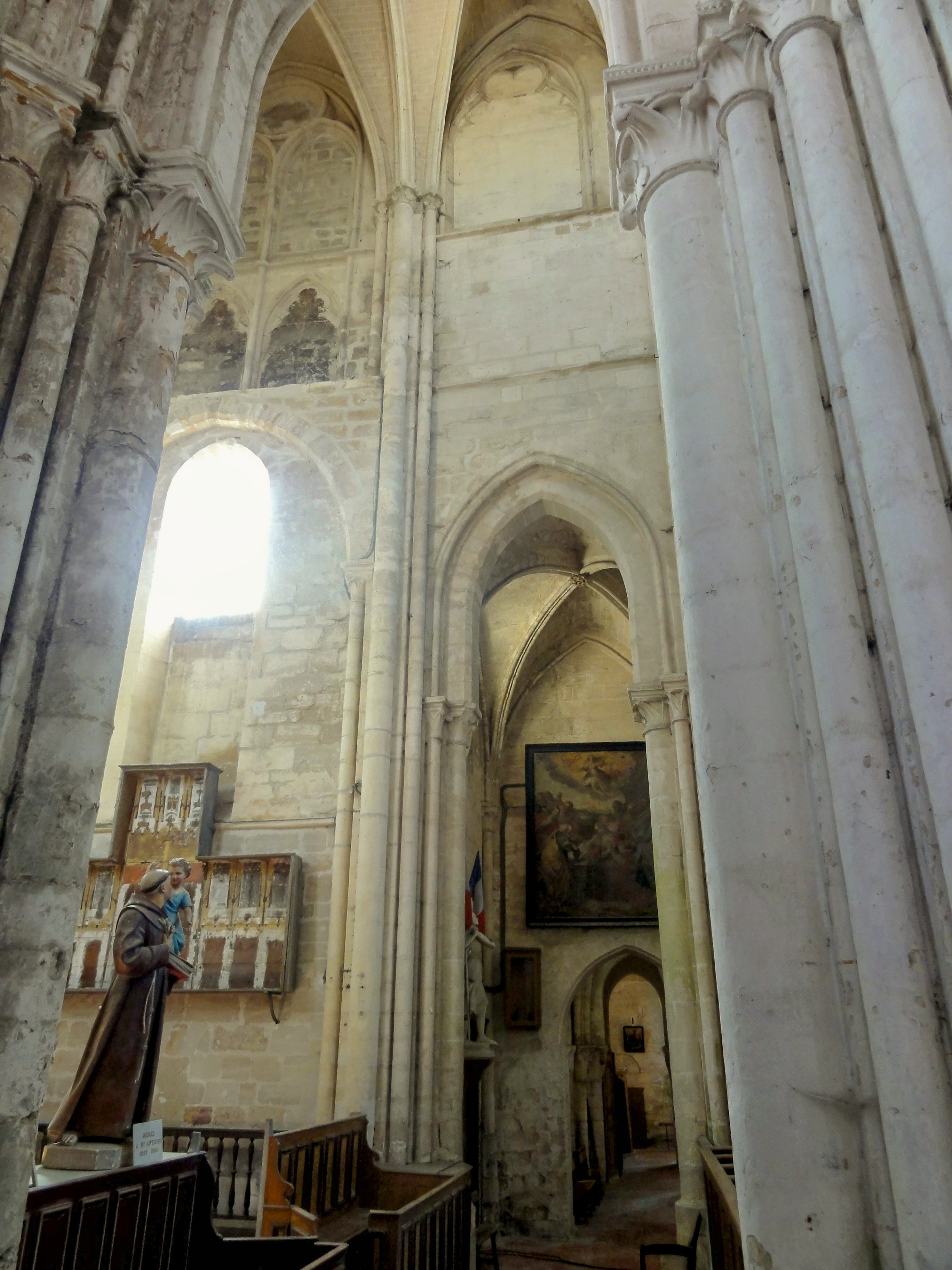
Croisillon sud, côté ouest.
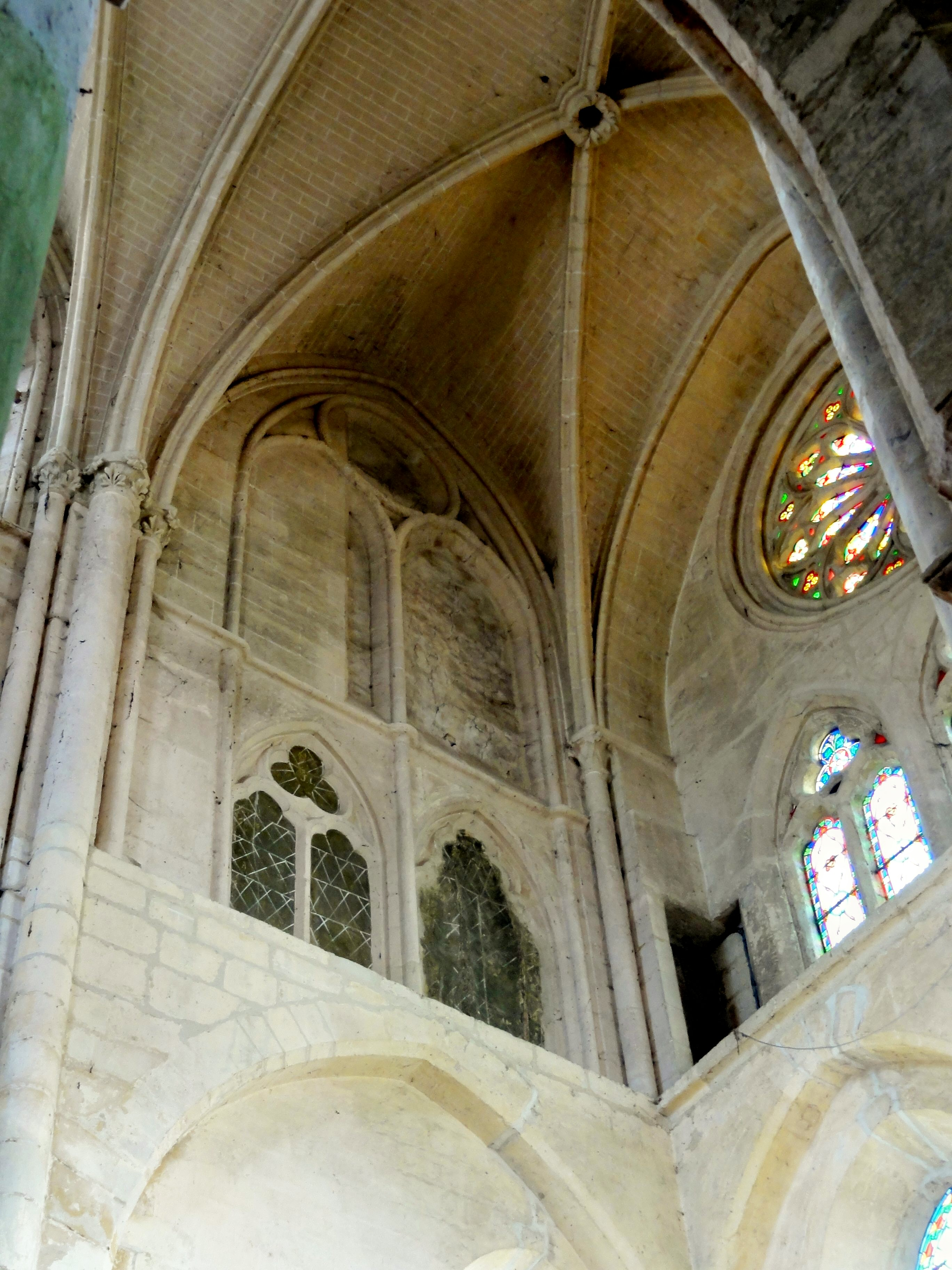
Croisillon sud, parties hautes.

#### Chœur et collatéraux

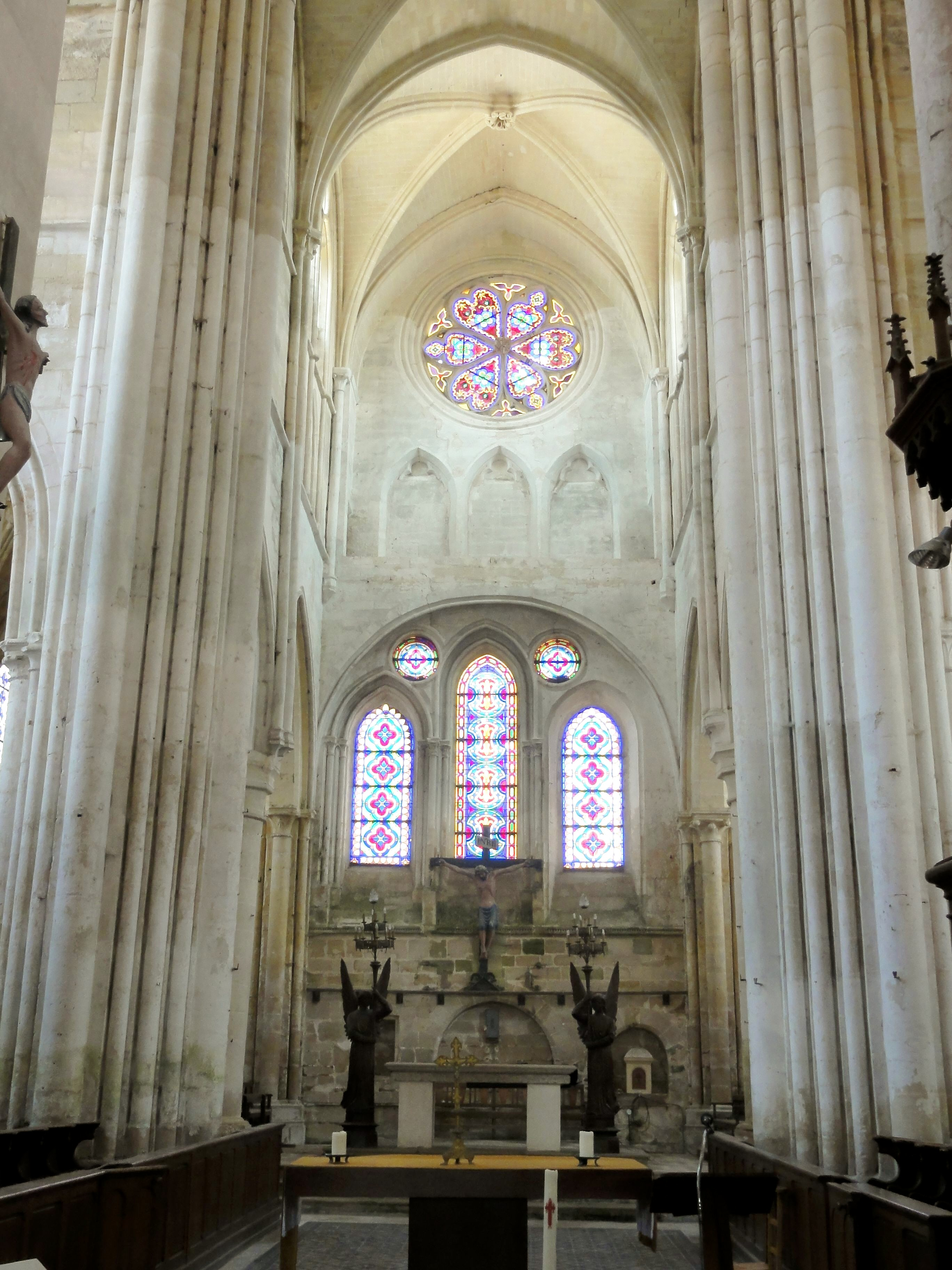
Vue dans le chœur.

Le chœur montre toujours beaucoup de similitudes avec les croisillons du transept. Les principales différences existant dès la construction sont la disposition du chevet les collatéraux, qui concernent les deux travées du chœur mais seulement les premières travées des croisillons (s'agissant en effet des premières travées des collatéraux du chœur et des anciens croisillons). Les collatéraux atteignent presque la même hauteur que la nef Le chevet comporte dans sa partie inférieure non une ou deux lancettes simples, mais un triplet surmonté de deux oculi ronds, et s'inscrivant dans un arc de décharge plein cintre. Les arcatures de ses trois lancettes en tiers-point sont décorées de deux tores, qui retombent sur les chapiteaux de crochets de fines colonnettes en délit. Entre deux lancettes, les colonnettes extérieures par rapport à chacune des fenêtres sont partagées. La fenêtre de droite a cependant perdu l'ensemble de sa décoration. Au-dessus, les trois baies de la claire-voie sont bouchées, et la rosace arbore un remplage flamboyant. L'une des deux voûtes d'ogives a conservé sa clé de voûte initiale. Les nervures des voûtes retombent sur des faisceaux de trois colonnettes au nord et au sud, et sur une seule colonnette dans les angles de part et d'autre du chevet. Aucune de ces colonnettes n'atteint plus le sol : celles du chevet s'arrêtent sur des culots à la limite entre le premier et le second niveau de l'élévation, et celles du nord et du sud s'arrêtent sur des culots immédiatement avant les chapiteaux des grandes arcades. Les formerets s'interpénètrent avec les ogives. Contrairement aux autres éléments du premier niveau d'élévation, qui n'est que peu concernée par les réparations du XVIe siècle, les piliers centraux des grandes arcades du chœur ont été refaits à cette époque : ce sont désormais de gros piliers cylindriques isolés aux chapiteaux ronds non sculptés, et aux tailloirs octogonaux. Dans les collatéraux, les supports d'origine restent tous en place, et les voûtes sont également celles du XIIIe siècle. L'éclairage, assez généreux, provient de deux lancettes simples par travée : deux lancettes voisines dans les premières travées, et une dans le mur gouttereau et une dans le mur du chevet pour les secondes travées.
Quant aux parties hautes, la première travée est identique à la première travée des croisillons, côté est : le triforium a été remplacé par un mur nu, et la fenêtre est de style flamboyant. La seconde travée est identique à la seconde travée du croisillon sud et la seconde travée du croisillon nord côté est, sauf que les fenêtres rayonnantes d'origine ont conservé leur vitrage, alors que toutes les autres fenêtres hautes du XIIIe siècle ont été bouchées ou remplacées par des fenêtres rayonnantes. Mais le triforium de la seconde travée du chœur est lui aussi bouché. L'on peut encore voir un triforium identique dans la nef de la basilique Saint-Denis, dont celui de Bury semble inspiré, ainsi que dans une partie du croisillon sud de l'église Saint-Martin de Triel-sur-Seine. Dans les églises Saint-Léger d'Agnetz et Saint-Nicaise de Reims, se montre la même technique de relier visuellement les fenêtres hautes au triforium, par des moulures toriques qui poursuivent les piédroits et meneaux de la fenêtre au niveau du triforium. Les fenêtres hautes ont de nombreux équivalents ailleurs, sauve que la modénature reste rarement aussi fruste qu'à Bury. Dans leur ensemble, le chœur et le transept de Bury appartiennent à un courant minoritaire de l'art rayonnant et sont assez différents des grandes réalisations du XIIIe siècle. Maryse Bideault et Claudine Lautier estiment par ailleurs que l'intérêt architectural des parties orientales soit oblitéré par les nombreuses réfections et reprises du XVIe siècle, jugement peut-être un peu sévère puisque les bouchages de fenêtres sont intervenus ultérieurement, comme le prouvent deux fenêtres flamboyantes obturées,.

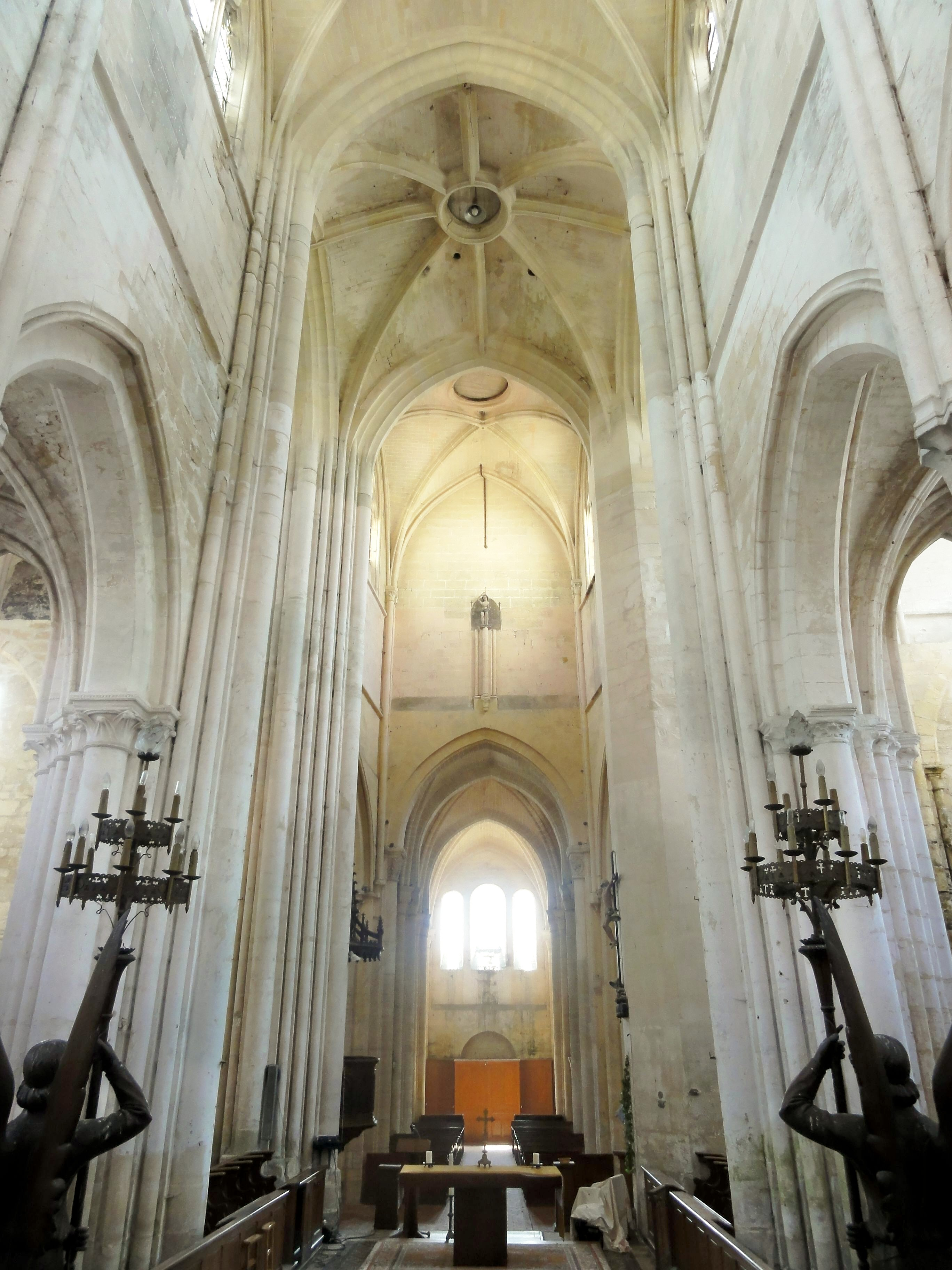
Vue depuis le chevet.
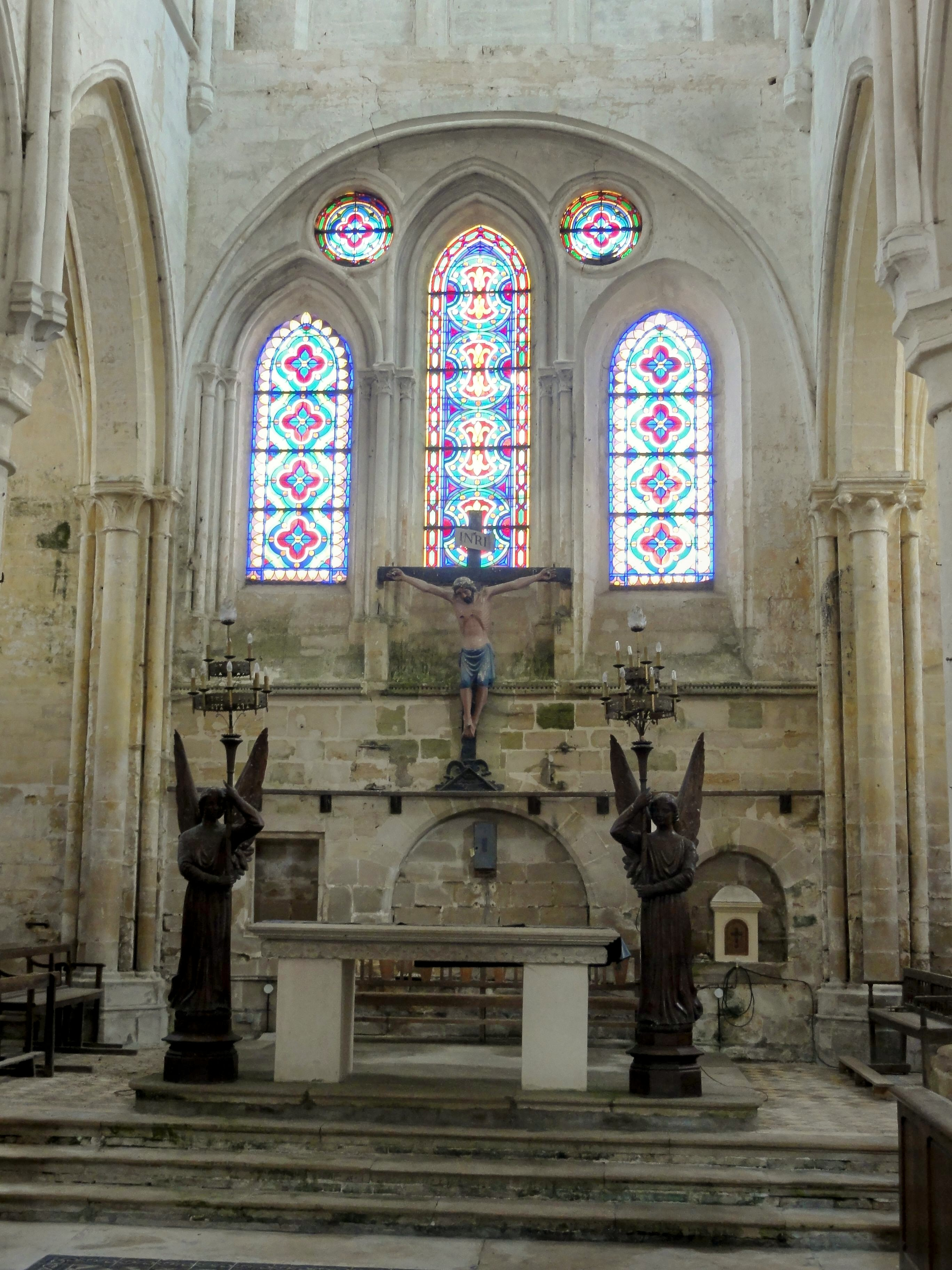
Chevet et maître-autel.
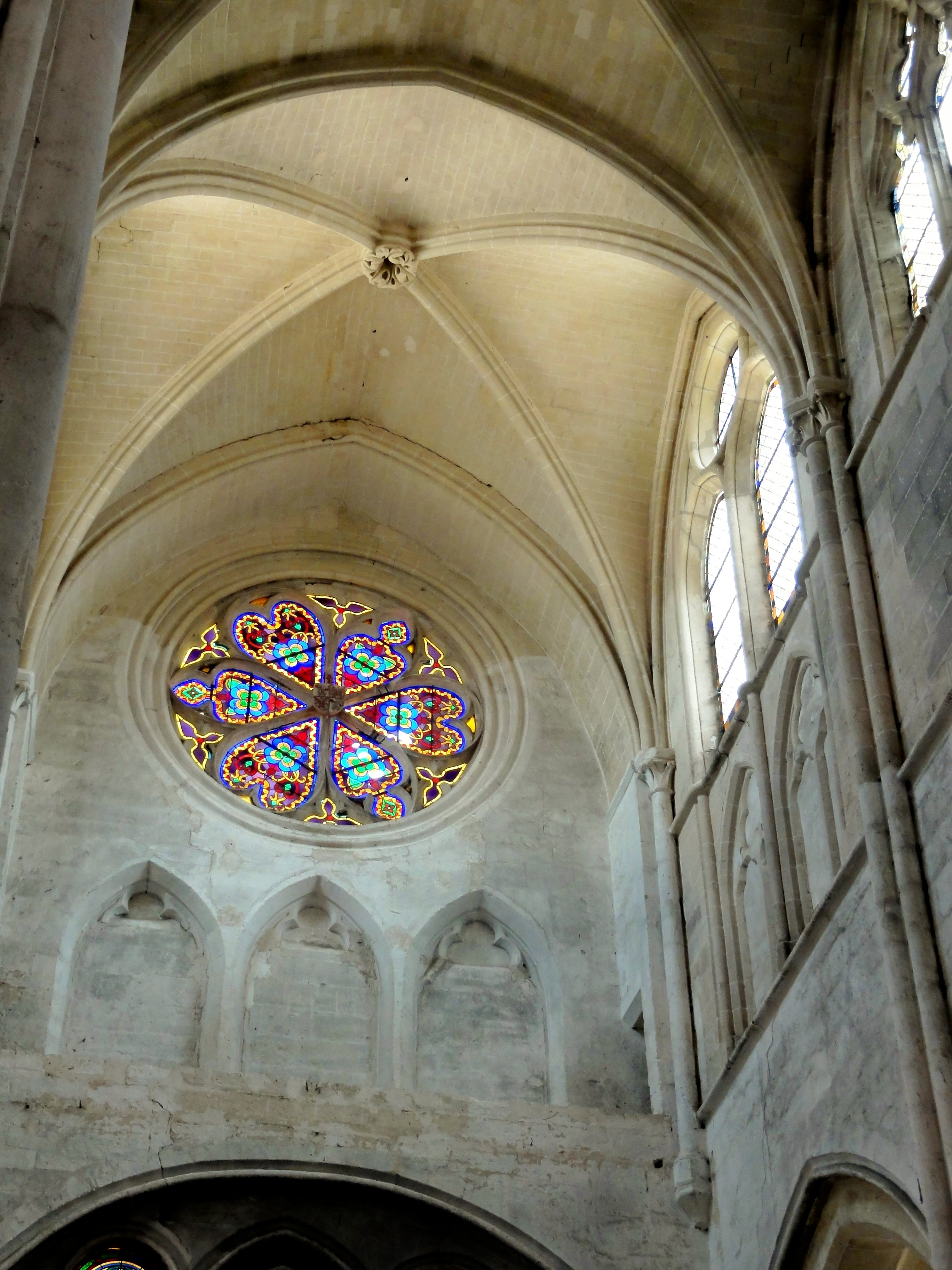
Parties hautes du chœur.
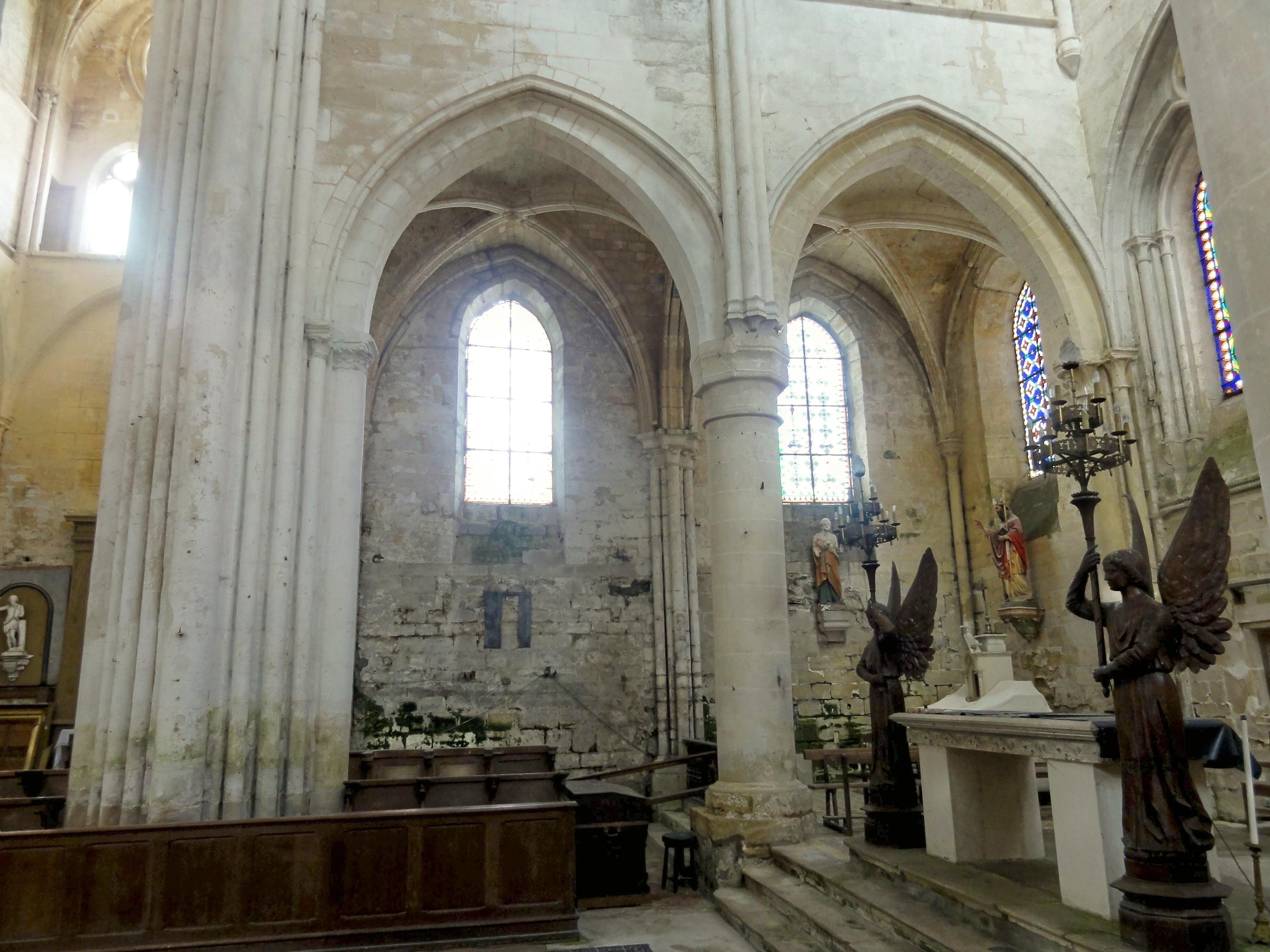
Grandes arcades du nord.
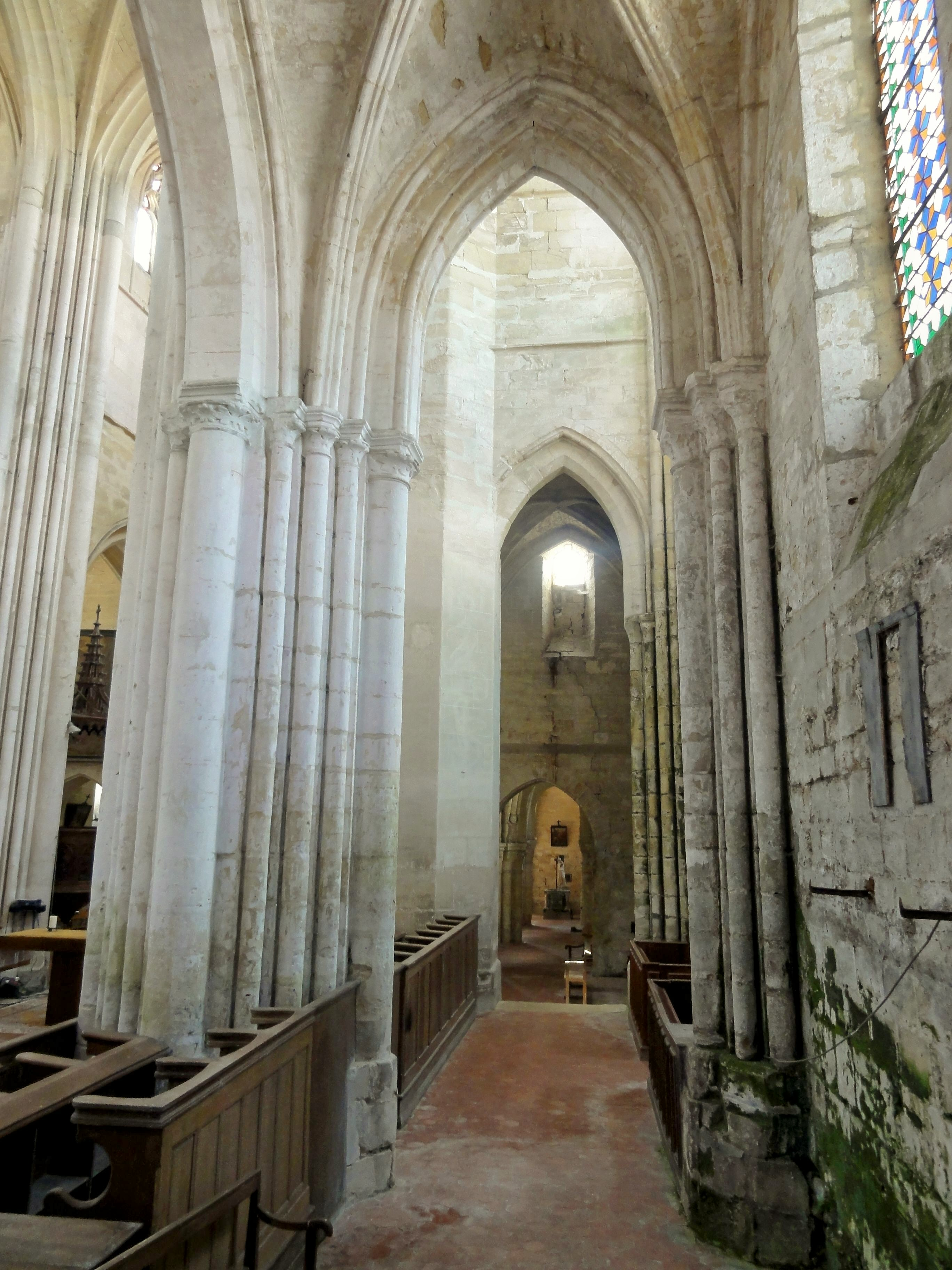
Collatéral nord.
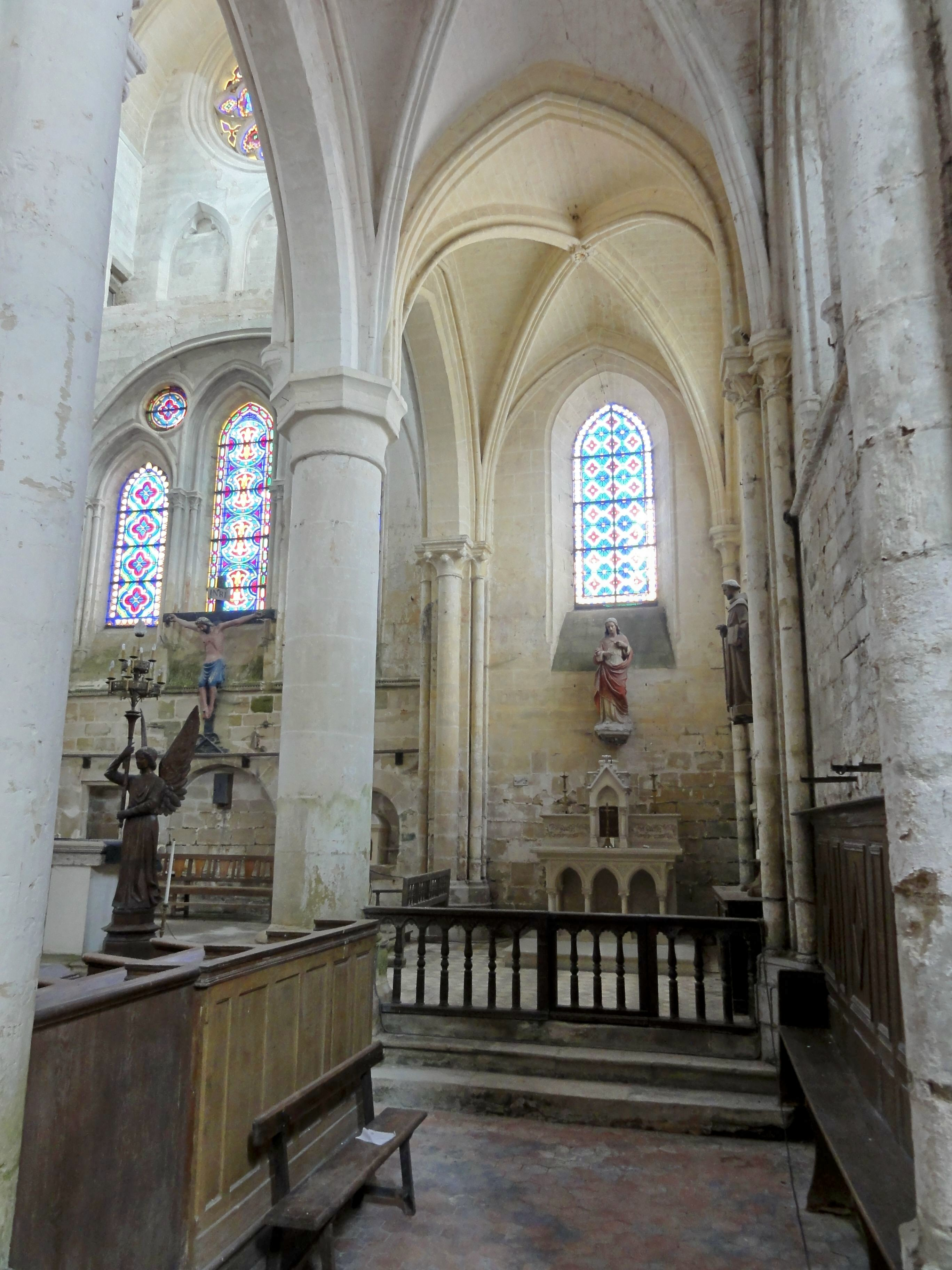
Collatéral sud.

### Extérieur
L'extérieur de la nef n'a quasiment pas évolué depuis le XIIe siècle. La tour à l'angle sud de la façade principale est un peu postérieure à la nef, car elle englobe le contrefort à droite de la façade. De plan ronde, elle n'est éclairée que par des meurtrières et par de petites ouvertures carrées sous la naissance de sa flèche octogonale en pierre, dont les segments séparés par des boudins sont ajourés par des ouvertures rectangulaires et décorés d'écailles. La pointe de la flèche est moderne. La partie centrale de la façade est encadrée par de massifs contreforts scandés par un glacis à la hauteur des impostes du portail, qui se poursuit sur toute la façade, et par un second glacis en hauteur. Comme déjà mentionné, le contrefort de droite disparaît à peu près derrière la tourelle. À son sommet, l'on aperçoit une voûte en trompe à l'angle avec la nef. Verticalement, la façade est subdivisée en deux parties par un haut glacis très incliné au seuil des trois fenêtres hautes, et qui compense l'épaisseur du portail. La fenêtre centrale est un peu plus haute et plus large. Toutes les trois sont surmontées par un cordon en dents de scie, qui retombe sur quatre mascarons. En bas, le portail très restauré occupe toute la largeur disponible entre les contreforts. Il possède une quadruple archivolte en plein cintre, décorée de deux rangs de bâtons brisés alternant avec des tores, et reposant sur deux groupes de quatre colonnettes à chapiteaux. Le tympan nu fait apparaître un linteau vertical surmonté par un arc de décharge en anse de panier,,.
Les murs des bas-côtés romans sont épaulés par deux contreforts plats chacun, et couronnés par des corniches de modillons sculptés en masques. Les fenêtres sont décorées de cordons en dents de scie. La même chose est le cas des baies hautes. Curieusement, les murs gouttereaux de la nef ne possèdent pas de contrefort entre la deuxième et la troisième travée. Ils se terminent par des corniches dites beauvaisines, se composant de petites arcatures plein cintre reposant sur des corbeaux partiellement sculptés en masques, chaque arcature étant en même temps subdivisée en deux arcatures plus petites. Le mur du bas-côté nord-ouest garde les traces de deux petits portails plein cintre bouchées. Ils sont dépourvus d'ornementation et se trouvent dans la première et troisième travée. Une baie romane identique à celles de la nef subsiste par ailleurs dans le mur latéral de l'ancien croisillon nord-ouest, et du côté opposé, la corniche romane s'est conservée au-dessus de l'oculus gothique. Au sud-est, l'ancien croisillon roman est mieux intégré dans les façades. Le principal intérêt de l'élévation sud-est de la nef est le portail latéral, plus authentique que celui de la façade. Il s'ouvre sous une triple archivolte avec un seul rang de bâtons brisés, mais l'on compte toutefois deux groupes de quatre colonnettes à chapiteaux. Les colonnettes engagées des extrémités sont en effet orientées vers l'extérieur et non vers le portail. Le linteau est une fois de plus vertical, mais comme il est monolithe, l'architecte a renoncé à un arc de décharge,,.

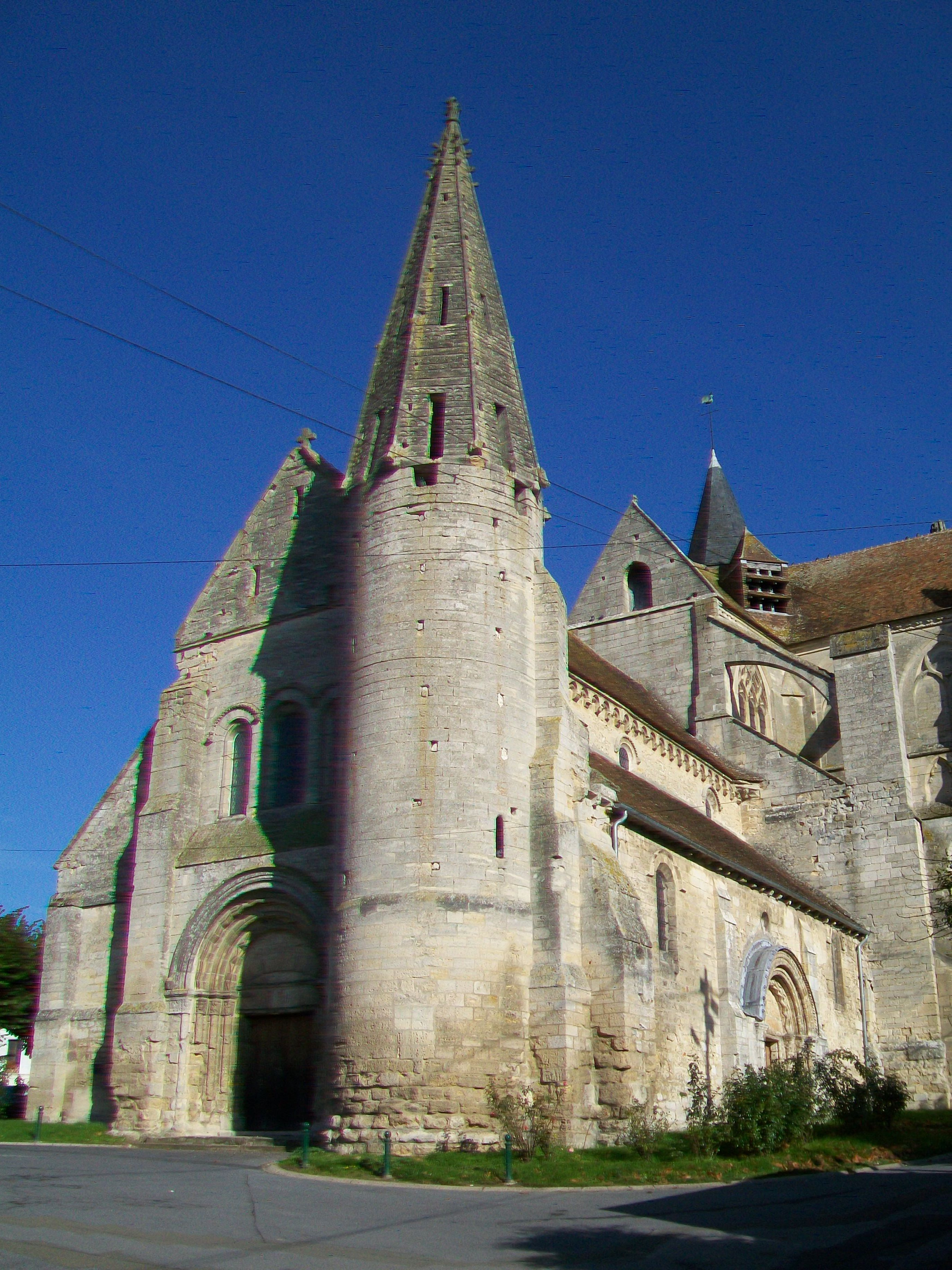
Partie romane de l'église.
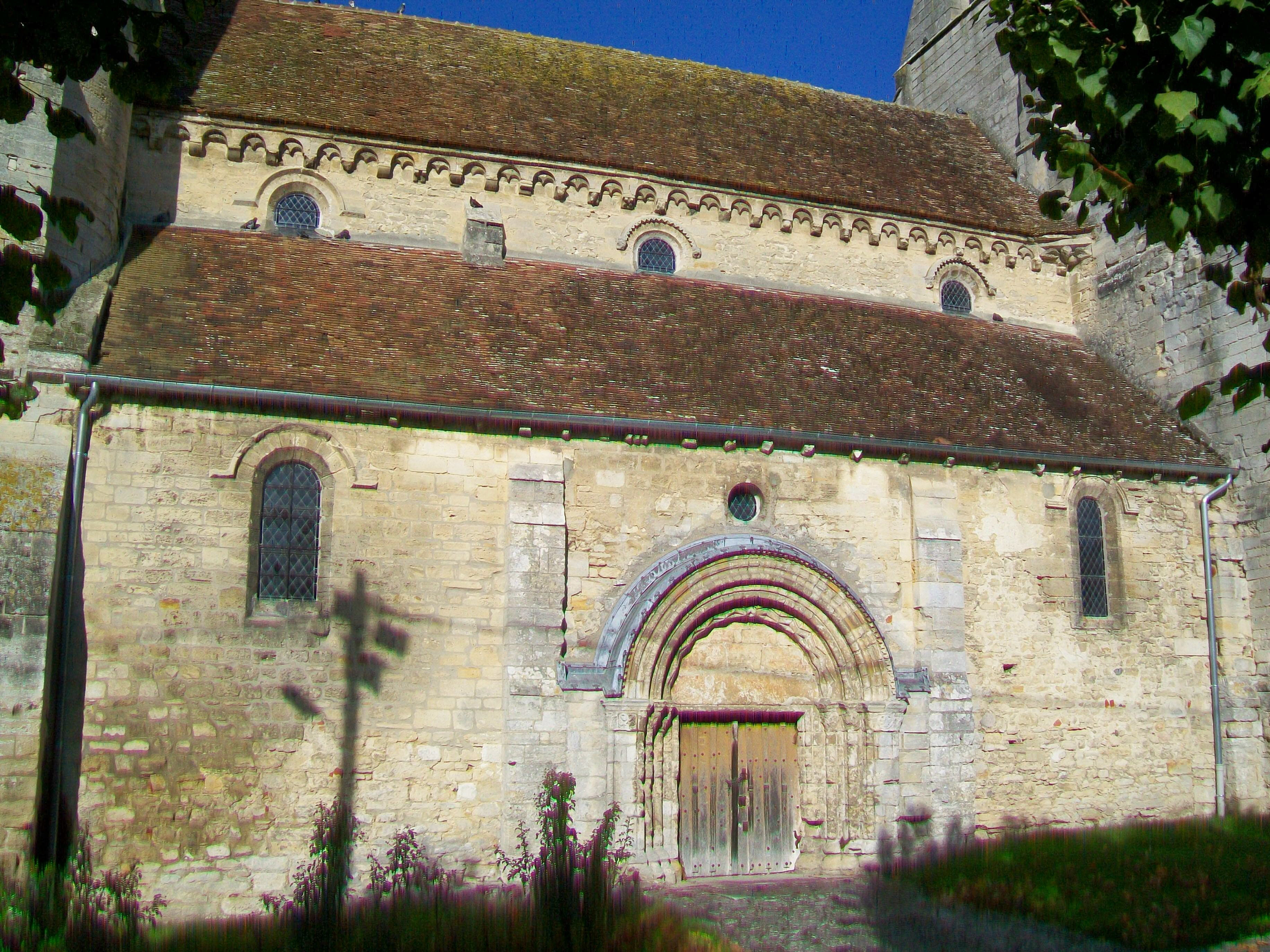
Nef roman, côté sud-est.
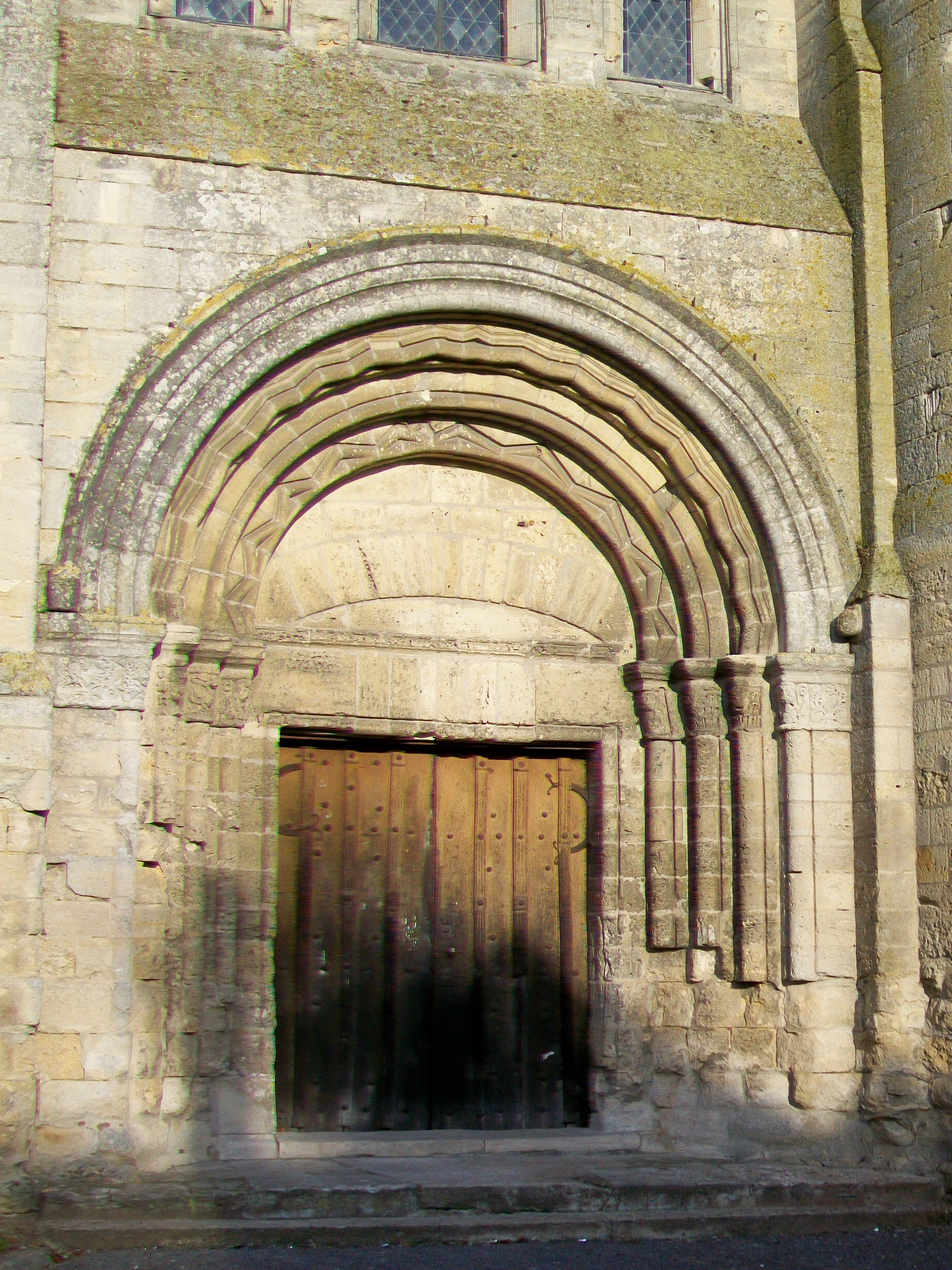
Portail principal sud-ouest.
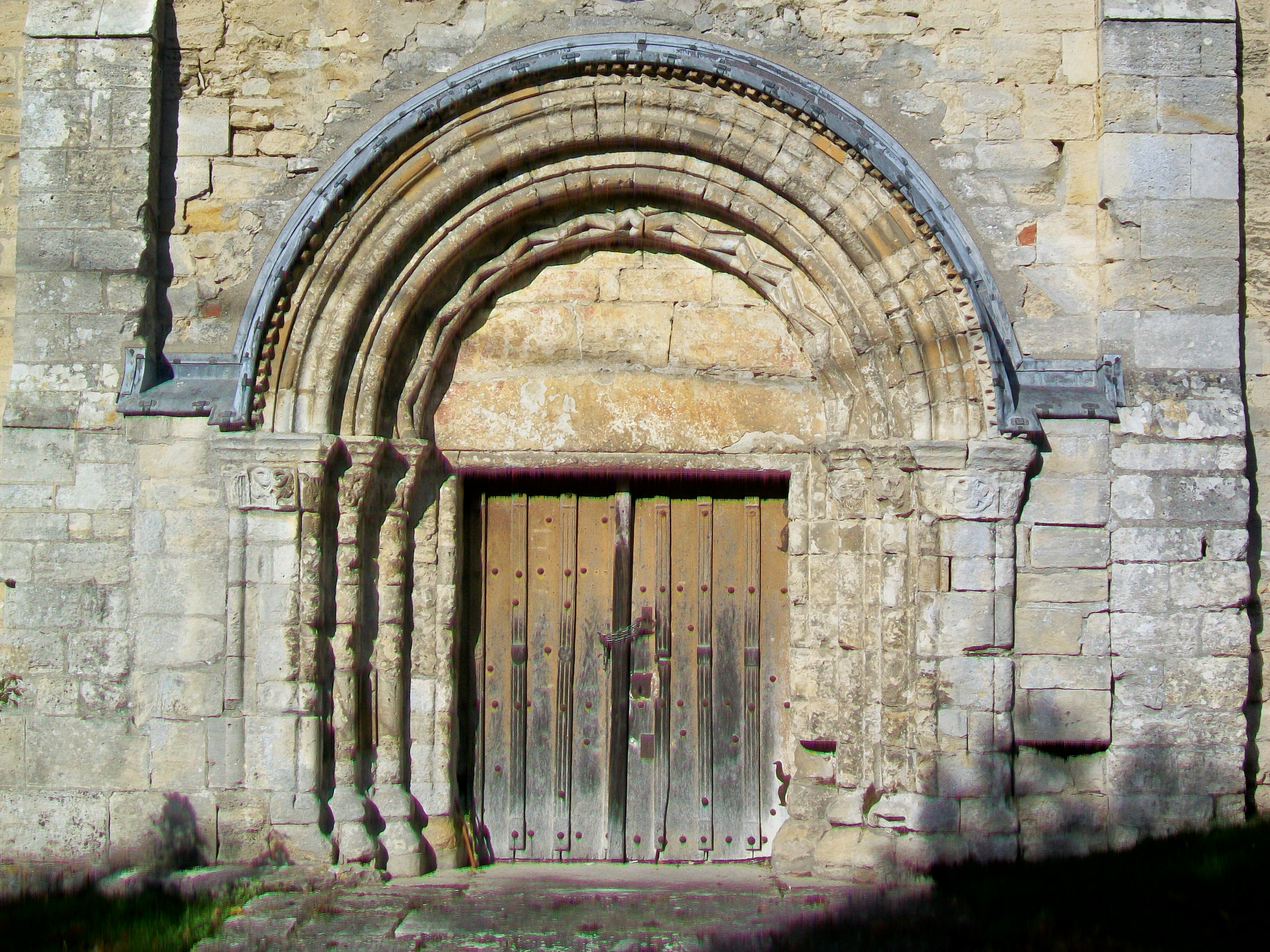
Portail latéral sud-est.
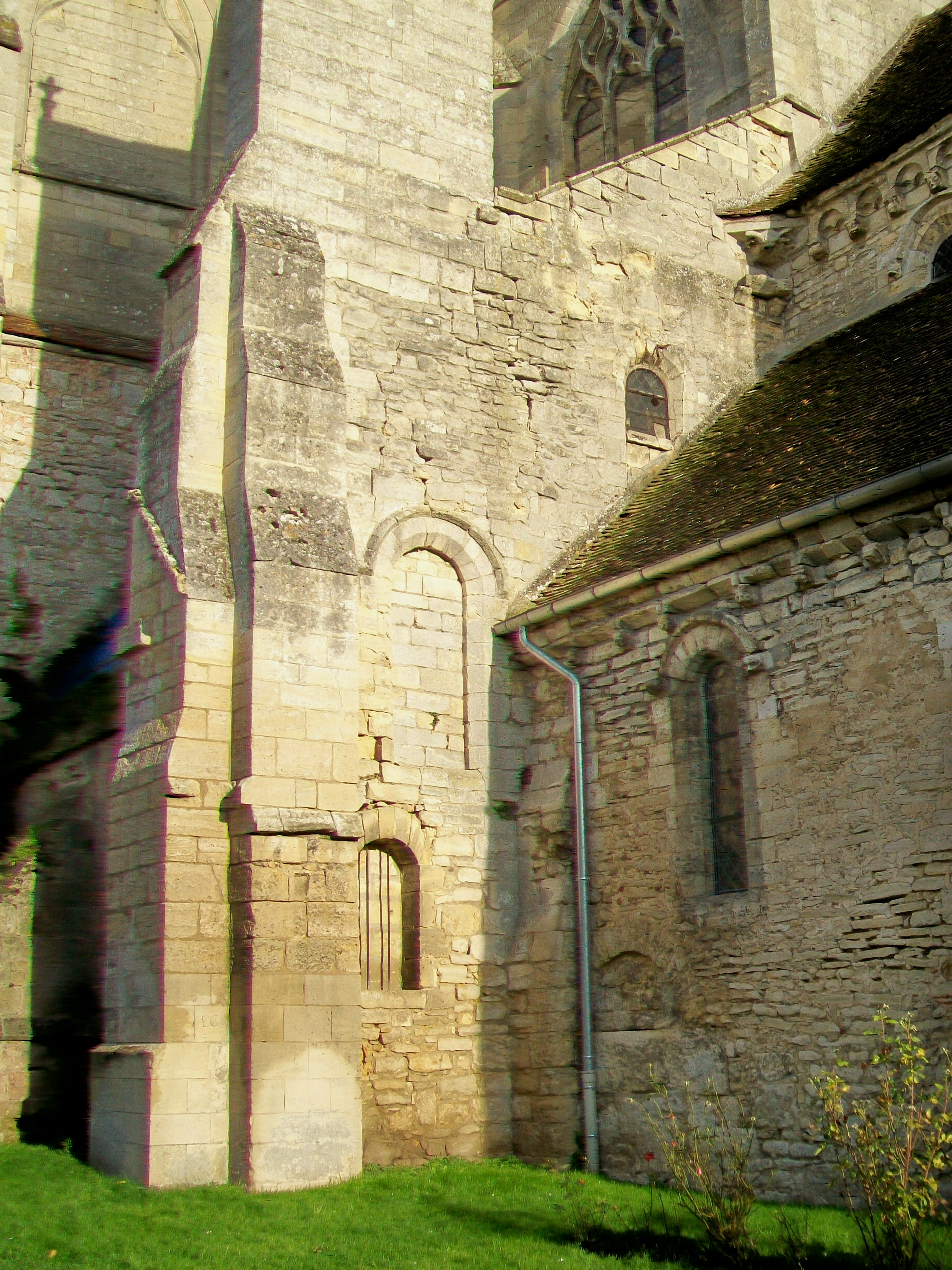
Vestige du croisillon roman.

Le complexe gothique de la première moitié du XIIIe siècle paraît particulièrement imposant à côté de la nef romane, et sa hauteur égale celle de la nef et de ses bas-côtés réunis. Quatre quatre pignons donnent sur les quatre directions. Seul le pignon du pignon sud-est est garni de crochets. La petite flèche se dresse au point convergent des quatre toitures. Sauf sur le croisillon sud-est, l'ornementation est assez réduite et se résume à des corniches en dents-de-scie en haut des murs et des fleurons couronnant les contreforts. L'architecture tient sa force de la proportion harmonieuse des différents volumes, et la physionomie des contreforts et la décoration de l'entourage des fenêtres suffisent pour donner du caractère à l'édifice. Les arcs-boutants à simple volée y contribuent également. L'on en compte deux de chaque côté du chœur, et aux extrémités de l'ancien transept roman, les culées des contreforts supportent deux arcs-boutants à la fois, disposés en équerre : un pour la quatrième travée de la nef et un pour le croisillon gothique adjacent. Les contreforts à ressauts aux angles des façades des croisillons gothiques sont scandés de quatre glacis, dont le premier au niveau du seuil des fenêtres du rez-de-chaussée, et les autres au-dessus de ces fenêtres. Au sud-est seulement, elles se terminent par des pinacles. Les contreforts supportant les arcs-boutants ne comptent que deux glacis intermédiaires et sont recouverts de chaperons. Quant au chevet, ses contreforts sont strictement verticaux et ne se retraitent pas après leurs trois glacis intermédiaires. Parmi les fenêtres, les baies gémelées en tiers-point sous un arc de décharge plein cintre du collatéral sud-est du chœur, et les baies hautes d'origine retirent l'attention. Ces dernières ne subsistent que dans la seconde travée du chœur, et ont été bouchées dans les murs latéraux des croisillons. Elles se composent de deux lancettes aiguës, surmontées d'un oculus en forme de cercle. Les grandes rosaces et les claires-voies ont déjà été signalées ; par ailleurs, des claires-voies existaient également dans les murs latéraux des croisillons gothiques,.

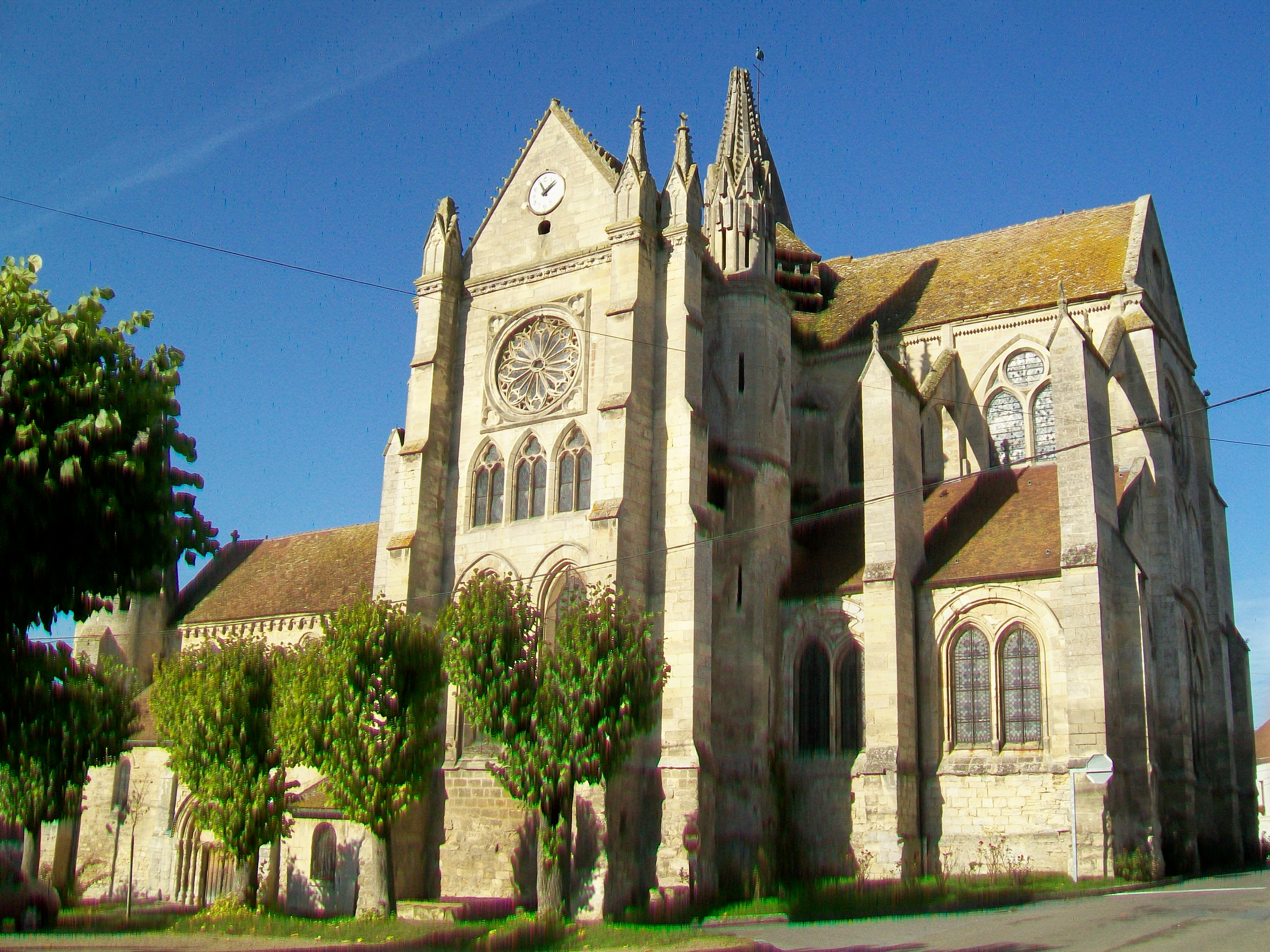
Vue d'ensemble depuis l'est.
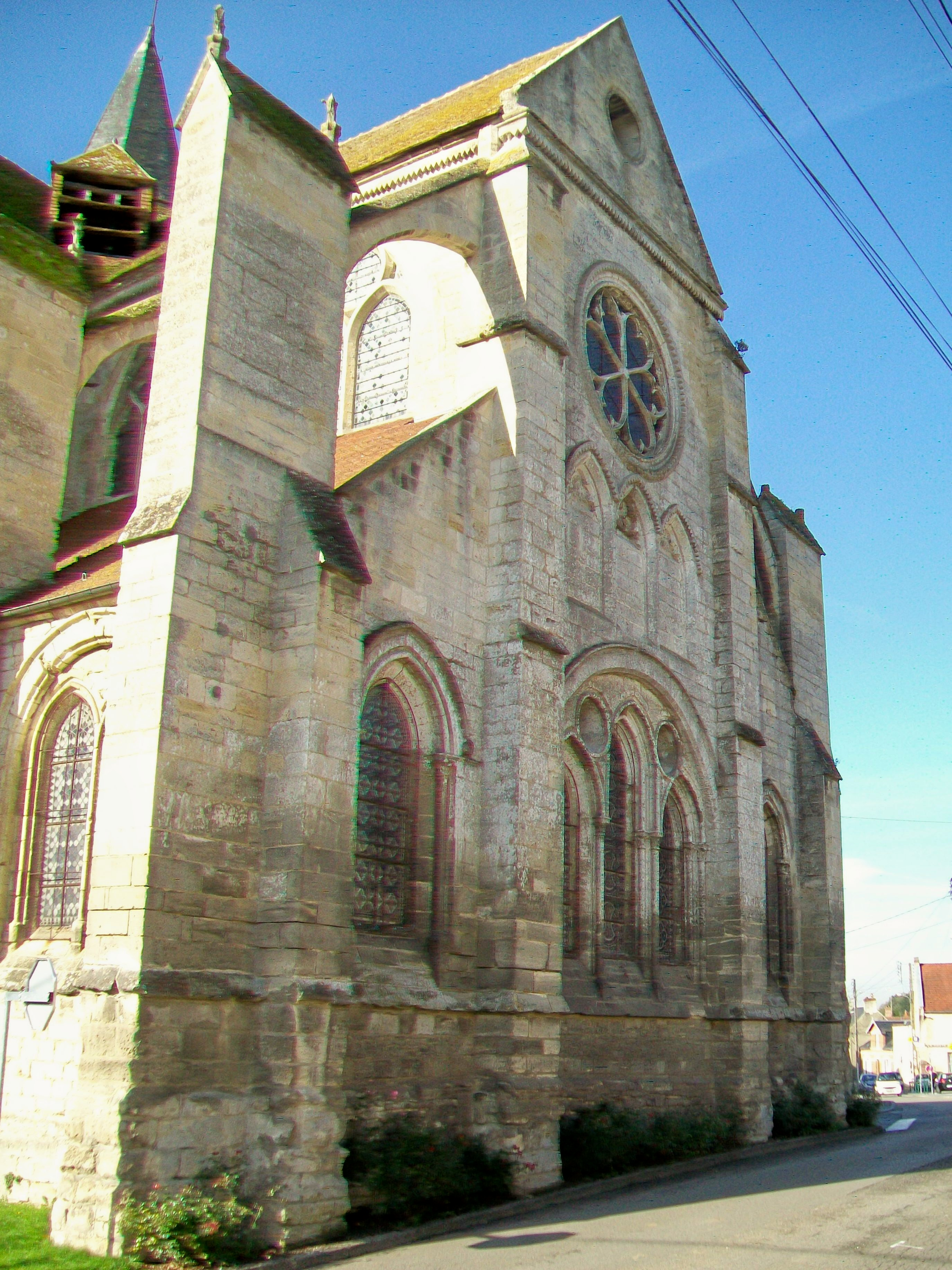
Le chevet au nord-est.
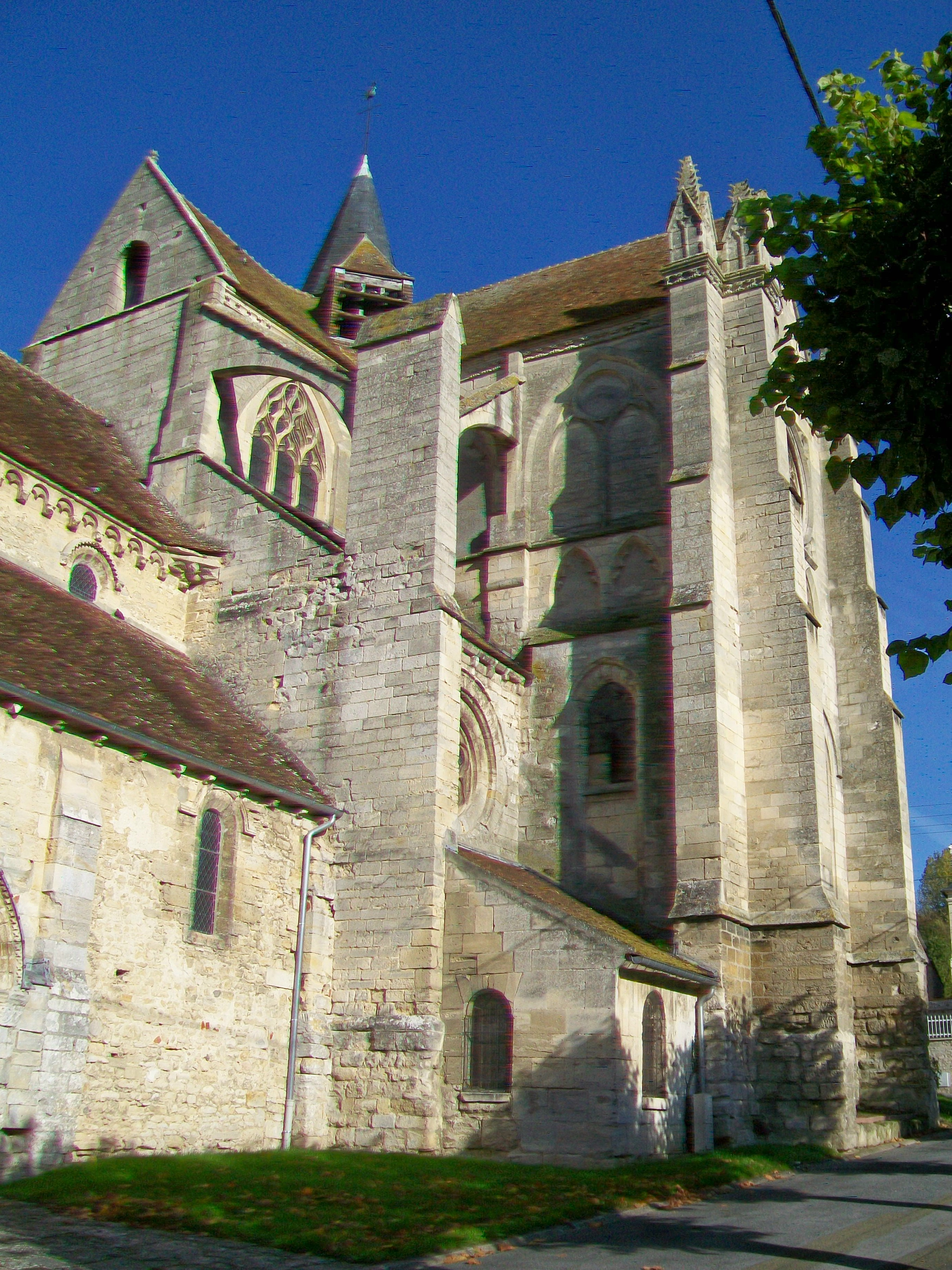
Transept, depuis le sud.
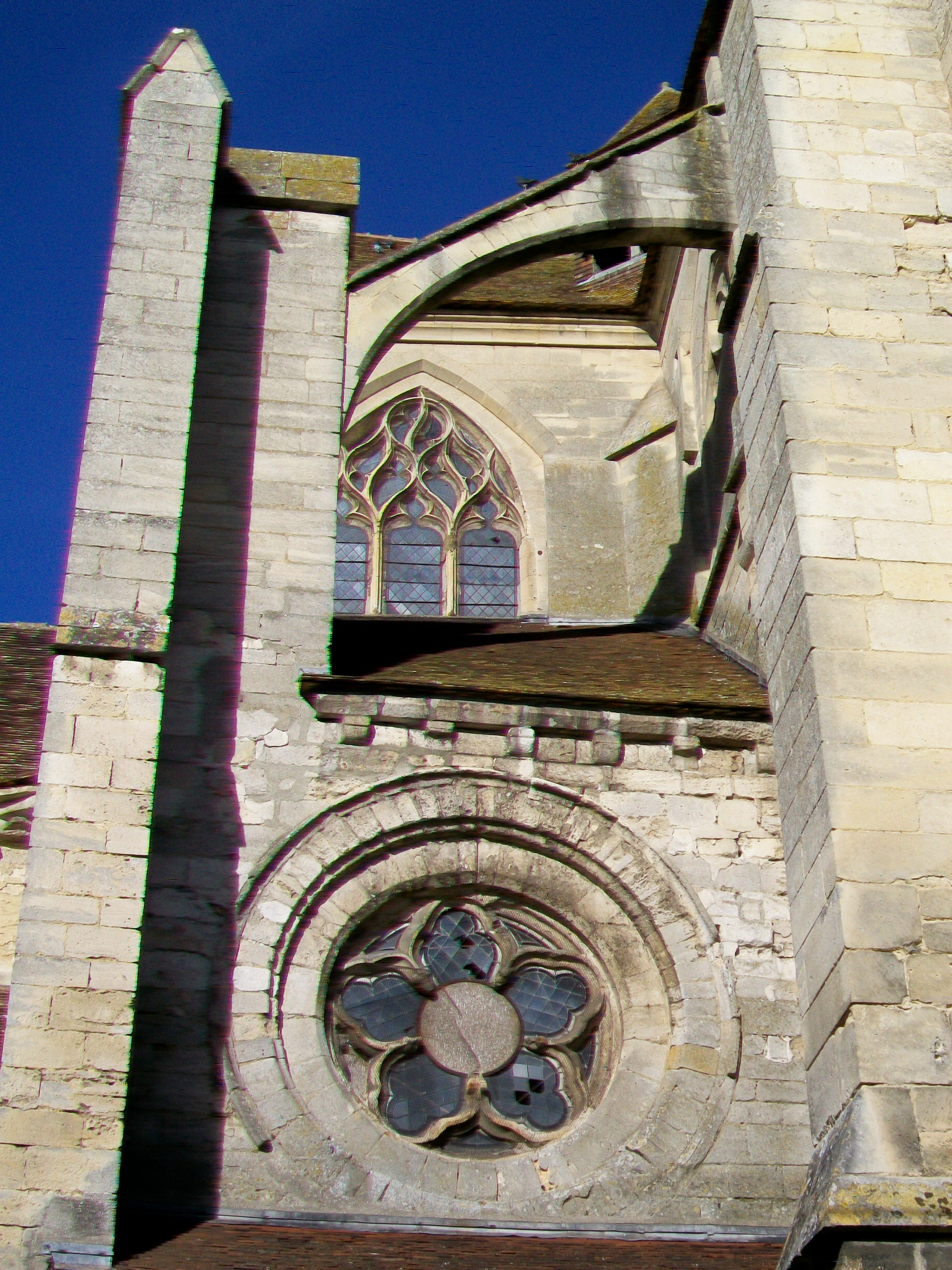
Quatrième travée de la nef.
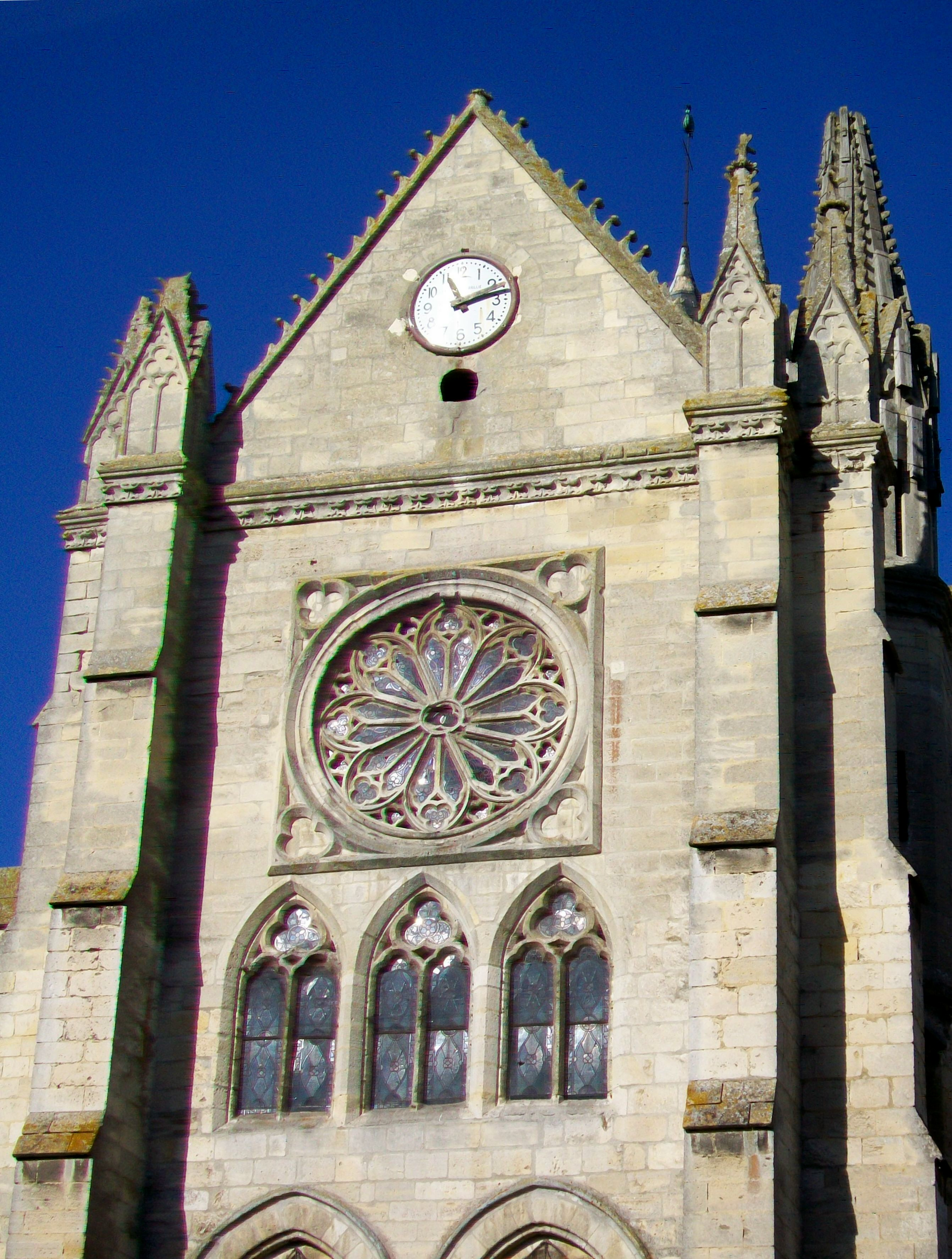
Détail du croisillon sud-est.

## Mobilier

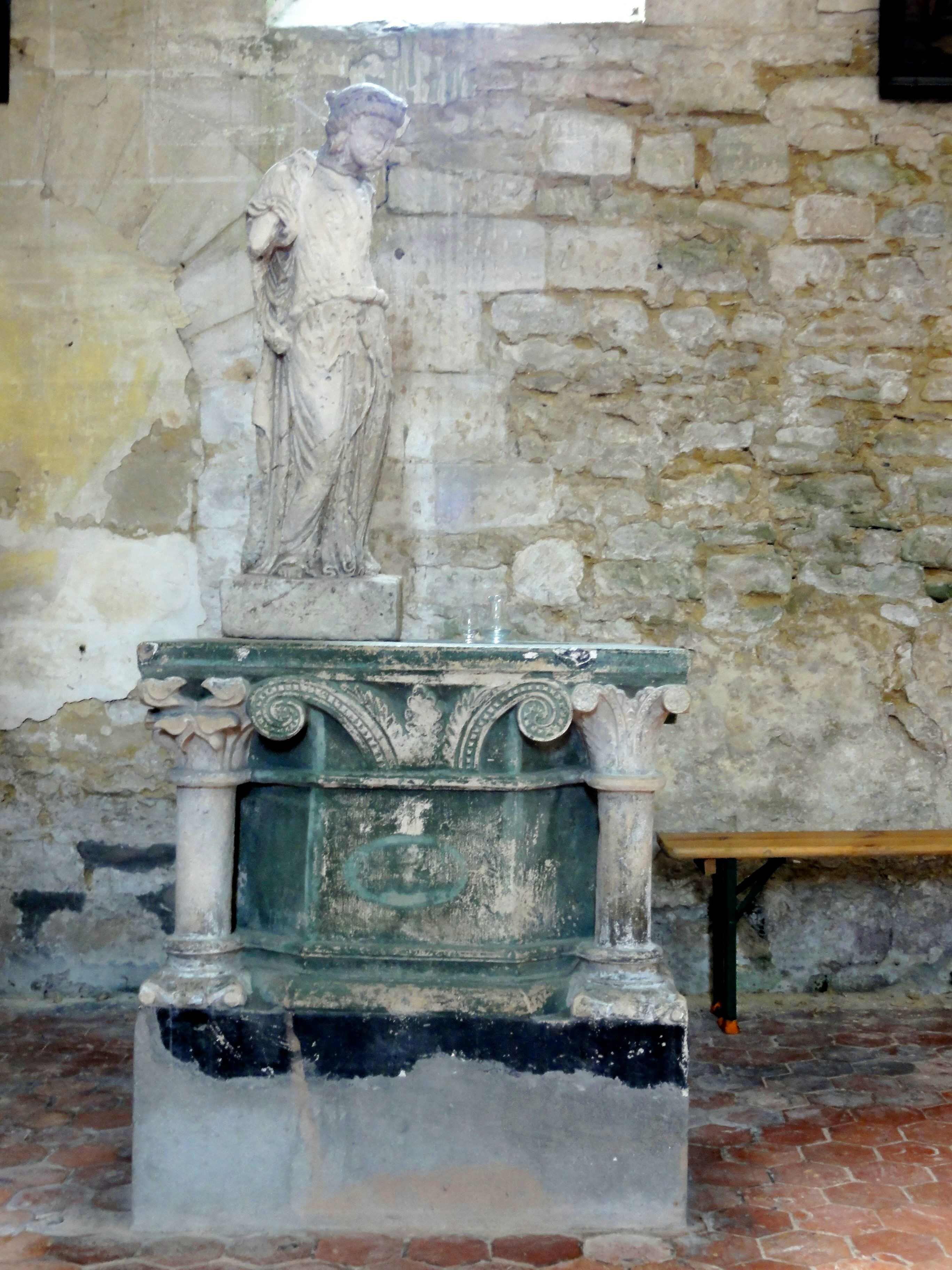
Fonts baptismaux.

L'église Saint-Lucien renferme six éléments de mobilier classés monuments historiques ; deux autres étant déposé au musée départemental de l'Oise à Beauvais :
- Buste-reliquaire d'un saint évêque, XVIIe siècle[20] (déposé au musée départemental de l'Oise) ;
- Cloche, 3e quart du XVIIe siècle[21] ;
- Fonts baptismaux, XIIIe siècle[22] ;
- Retable, XVIe siècle[23] (déposé au musée départemental de l'Oise) ;
- Statue : Vierge à l'Enfant, XVIIe siècle[24] ;
- Tableau : Apothéose de saint Nicolas, 2e quart du XVIIIe siècle[25] ;
- Tableau : Martyre de saint Lucien, 2e quart du XVIIIe siècle[26] ;
- Tableau : Saint Fiacre refusant la couronne, 1er quart du XVIIIe siècle[27].